# Meilenkastelle und Wachtürme am Hadrianswall

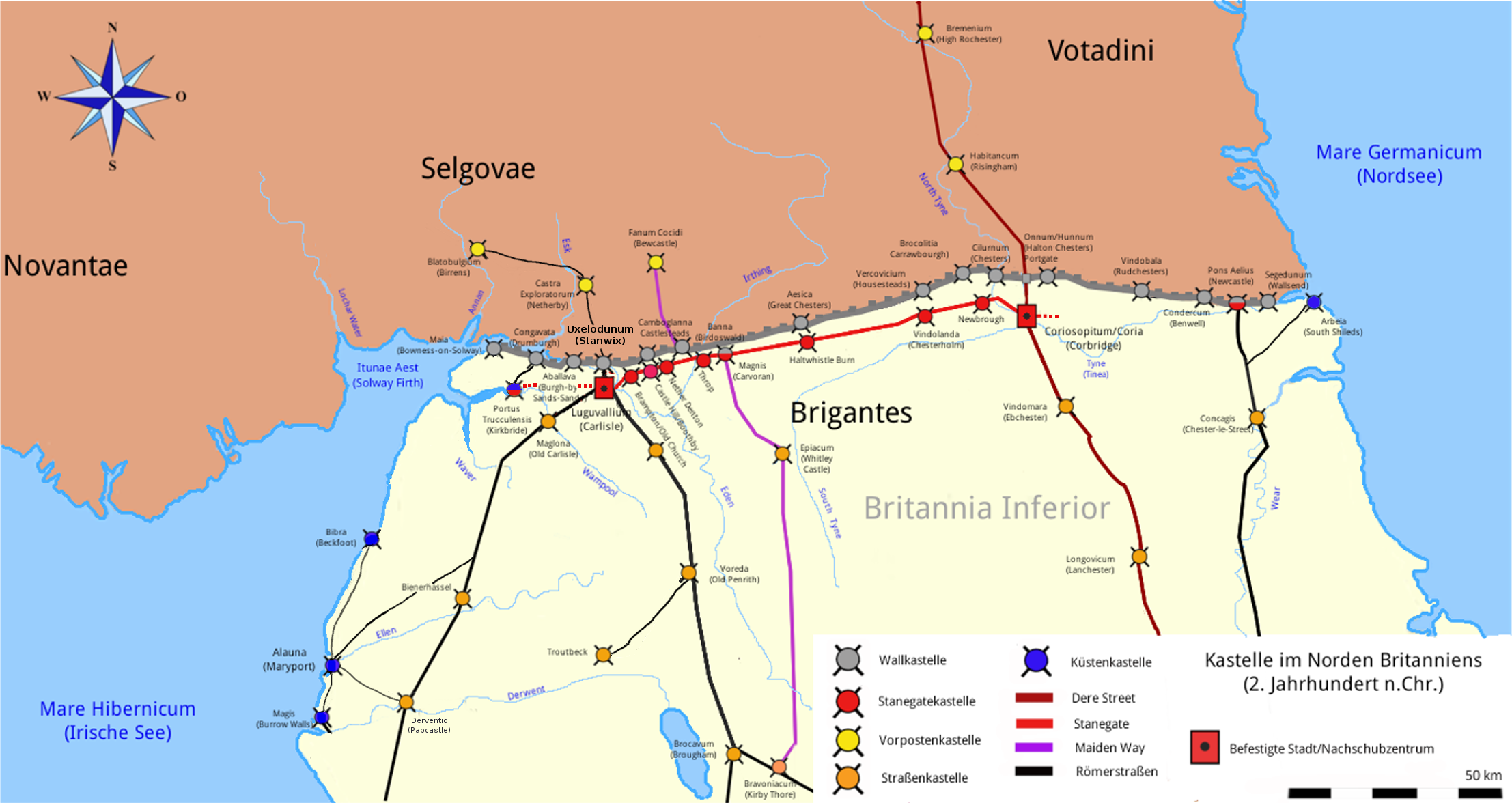
Lageskizze Verlauf der Stanegatestraße und des Hadrianswalls mit Kastellstandorten

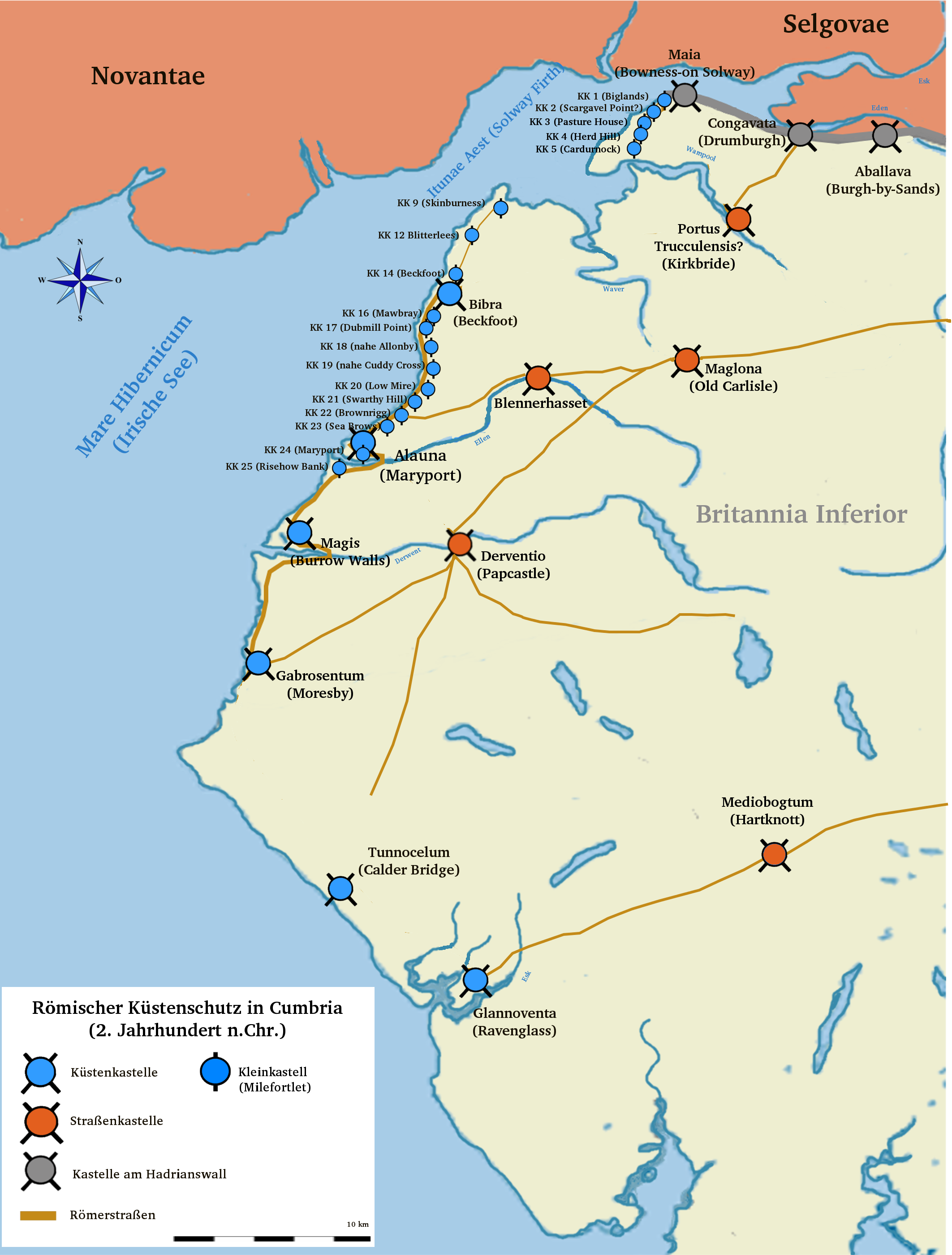
Lageskizze Kastelle an der Küste von Cumbria (130 n. Chr.)

Der Hadrianswall war eine Grenzbefestigungsanlage im Norden der britischen Insel, die 122 n. Chr. auf Anordnung Kaiser Hadrians errichtet wurde. Er sicherte die nördlichste Grenze (Limes) des römischen Reiches. Der Wall ist die am umfangreichsten erforschte Befestigungsanlage am Limes Britannicus.
Zwischen dem Kastell Segedunum (Wallsend) am Fluss Tyne und dem Kastell Maia (Bowness-on-Solway) am Solway Firth verlief eine ca. 117 km lange, fünf Meter hohe und zwei bis drei Meter breite Steinmauer, die in regelmäßigen Abständen von 80 Kleinkastellen, sogenannten Meilenkastellen, verstärkt wurde. Zu diesen Befestigungen gehörten in den meisten Fällen auch zwei Wach- und Signaltürme, die die Abschnitte zwischen den Kastellen sicherten. Von diesen Befestigungsbauten sind vielfach ihre Grundmauern erhalten geblieben. Da sie bautechnisch in den Wall integriert waren, werden in diesem Artikel auch die Brücken bei Chesters und Willowford mitbehandelt.
Ein fast identisches, wenn auch einfacher aufgebautes Sicherungssystem, vermutlich aus bis zu 26 Kleinkastellen samt daran angeschlossenen Wach- und Signaltürmen, wurde an der Westküste der heutigen Grafschaft Cumbria angelegt (Cumberland-Coast-System). Es erstreckte sich vom Ende des Walls bei Bowness-on-Solway – wahrscheinlich – bis zum Kastell von Ravenglass und sollte Landungen von Invasoren und damit auch die Umgehung des Hadrianswalls verhindern. Verbunden war diese Festungskette nur durch eine hölzerne Palisade, durch die es keine Durchgänge gab. Sie schloss sich zwar nicht direkt an den Hadrianswall an, dennoch wird sie als funktioneller Bestandteil des Wallsicherungssystems angesehen.

## Meilenkastelle
Der Begriff „Meilenkastell“ wurde erstmals um 1708 von Robert Smith für die Kleinfestungen des Hadrianswalles verwendet und dürfte aus der Sprache der ortsansässigen Bevölkerung übernommen worden sein. Er wird heute vor allem für die Kleinkastelle am Hadrianswall angewendet.
Die Meilenkastelle wurden nicht an den für Beobachtung und Sicherung am besten geeigneten Standorten errichtet, sondern immer exakt im Abstand einer römischen Meile (1500 m). Ein gutes Beispiel hierfür ist MK 39 westlich von Housesteads. Selbst dieses Kastell hatte ein Nordtor, obwohl das davor liegende Terrain viel zu steil war, um mit Fuhrwerken oder auch nur mit Pferden gefahrlos passiert werden zu können. In den meisten Fällen sicherten die Meilenkastelle nur eine regional bedeutende Passage nach Norden. Seine Besatzung zählte vermutlich zwischen 20 und 30 Auxiliarsoldaten, die in zwei Barackenblöcken untergebracht waren. Ihre Besatzungen bemannten auch die Wachtürme, die jeweils im Abstand einer Drittelmeile (500 m) von den Kastellen entfernt standen. Zu den weiteren Aufgaben der Garnisonen zählten die Überwachung des Grenz- und Handelsverkehrs und die Erhebung von Zöllen und sonstigen Abgaben.
Alle Meilenkastelle des Walles wurden nach einem Standardplan mit spielkartenförmigem Grundriss errichtet. Im östlichen Abschnitt des Walls bestanden sie aus Stein, im westlichen Teil hingegen waren sie zunächst nur in Torf-Holz-Bauweise errichtet worden. Das 1973 rekonstruierte Tor eines Holz-Erde-Meilenkastells im archäologischen Park von Vindolanda ist schon stark baufällig. Es scheint wahrscheinlich, dass die Römer ihre Holz-Erde-Befestigungen schon nach etwa 10 Jahren wieder völlig neu errichten mussten. Deshalb wurden diese sukzessive durch Steinkastelle ersetzt. Insgesamt konnten am Wall bislang 80 dieser Kleinkastelle nachgewiesen werden. Die unterschiedlichen Bautypen der Meilenkastelle werden in der Forschung anhand der baulichen Gestaltung ihrer Durchgänge und an der Länge ihrer von Nord nach Süd ausgerichteten Hauptachsen unterschieden. Im Durchschnitt waren sie 15 m × 18 m groß. Die Seitenmauern waren besonders massiv. Die Umfassungsmauern maßen etwa drei Meter in der Breite und waren zwischen fünf Meter und sechs Meter hoch. Ihre Nordseite war bautechnisch in den Wall integriert. Sie verfügten weiters über zwei Durchgänge im Süden und im Norden. Teilweise waren sie auch von einem Graben umgeben. Die Nordtore müssen aufgrund ihrer Fundamentstärken noch einen Turmaufsatz bzw. eine Wachstube getragen haben. An beiden Seiten des straßenartigen Mitteldurchgangs befanden sich eine oder zwei mehrräumige Baracken, langgestreckte Gebäude aus Holz oder Stein. Sie dienten als Depots und Unterkunft für die Wachmannschaft. Ein Backofen befand sich in der Regel in der Nordwestecke, in der Nordostecke war ein Treppenaufgang eingebaut, der den Zugang zum Wehrgang und zur Wachstube des Torturms ermöglichte. In der Frühphase des Walles waren die Tore nach Norden noch geöffnet. Über einen aus Erde aufgeschütteten Damm konnte der vorgelagerte Graben passiert werden. Der Großteil davon wurde im späten 2. Jahrhundert n. Chr. wieder zugemauert, die Dammwege wurden entfernt. Bei den Meilenkastellen, die über diese Zeit hinaus weiter in Verwendung blieben, wurden die Nordtore verengt, sodass man sie nur zu Fuß passieren konnte. Einige Meilenkastelle wurden in der Spätantike offensichtlich nur noch als Metallwerkstätten genutzt (MK 35 und 39). Wie viele dieser Kastelle bis zum Ende der römischen Herrschaft über Britannien im Jahr 410 n. Chr. noch in Verwendung waren, kann derzeit nicht bestimmt werden.
| Zuordnung               | Beschreibung | Bautrupp                 |
| ----------------------- | --- | ------------------------ |
| Typ I (Kurzachse)       | An diesen Toren wurden an beiden Seiten massive, an der Innen- und Außenseite leicht hervorstehende Pfeilerkonstruktionen eingebaut. Wände und Pfeiler bestanden aus großen, behauenen Steinblöcken, die Tore sind relativ breit (von Ost nach West) und tief (von Nord nach Süd, zwischen den Durchgängen). Typisch für diesen Bautyp sind MK 37 (Housesteads) und MK 42 (Cawfields). | Legio II Augusta         |
| Typ II (Langachse)      | Bei diesen Meilenkastellen sind die Tore wesentlich schmäler, die Seitenpfeiler treten nur an der Innenseite merklich hervor. Ihr Baumaterial bestand aus kleineren Steinblöcken als bei Typ I. Sie kommen nur an jenen Abschnitten vor, an denen eine verschmälerte Version der Wallmauer hochgezogen wurde. Ein gutes Beispiel für Bautyp II ist MK 9 (Chapel House/West Denton).    | Legio XX Valeria Victrix |
| Type III–IV (Langachse) | Diese Tore haben – ähnlich wie bei Typ I – an beiden Seiten leicht hervorstehende Pfeiler und bestehen ebenfalls aus größeren Steinblöcken. Für die Torwände wurden allerdings kleinere Steine verwendet. Zu Bautyp III gehören u. a. MK 47 (Chapel House/Gilsland) und MK 48 (Poltross Burn). Die Meilenkastelle an der breiteren Sektion des Walles zählen zu Typ IV.                | Legio VI Victrix         |

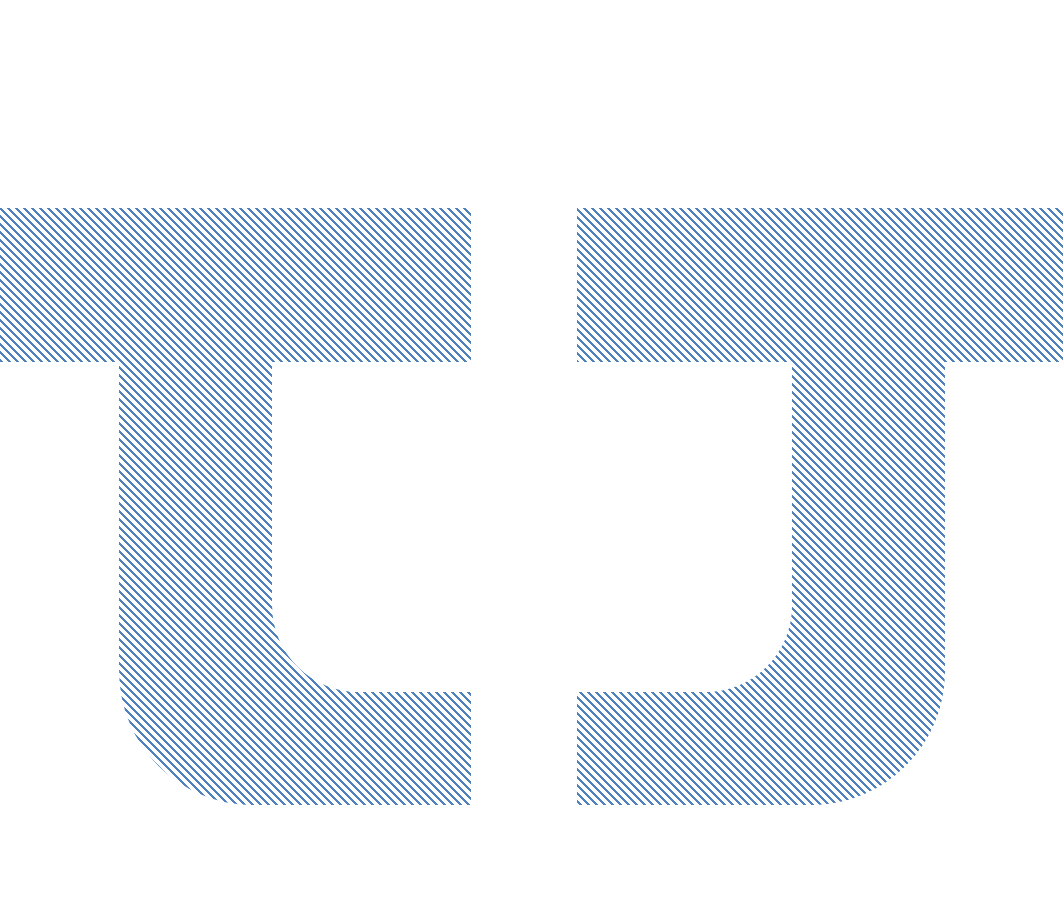
Umrissplan Torf-Erde-Meilenkastell
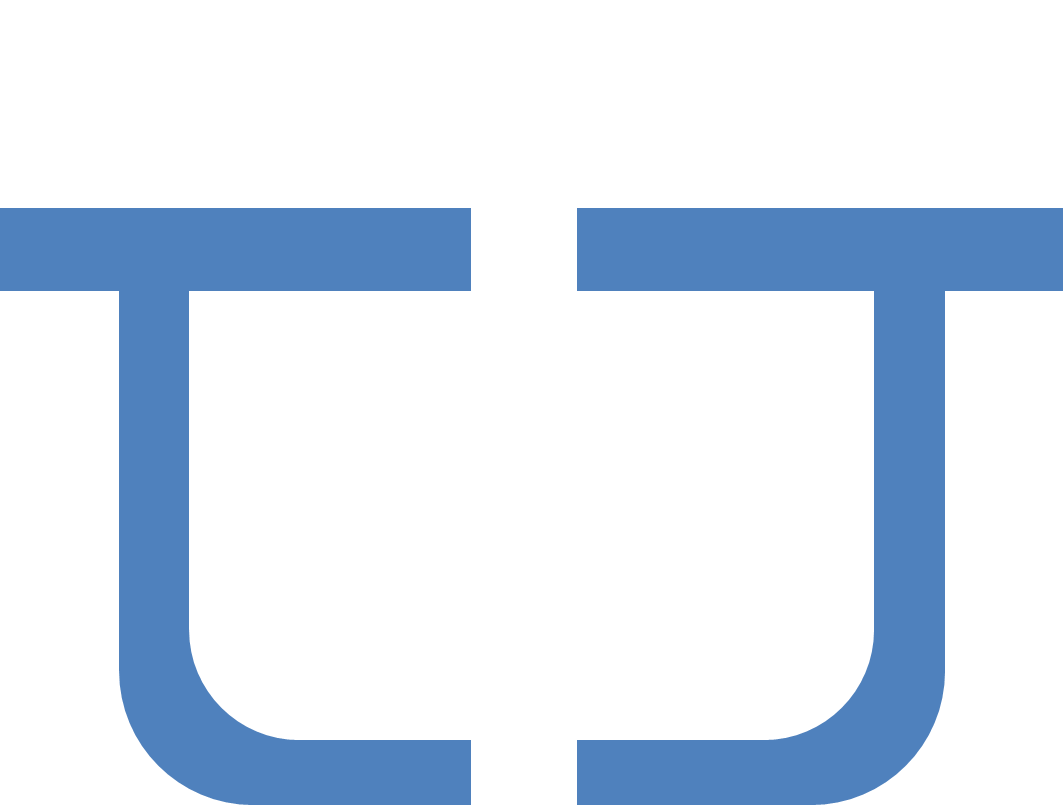
Umrissplan Kurzachsentyp I
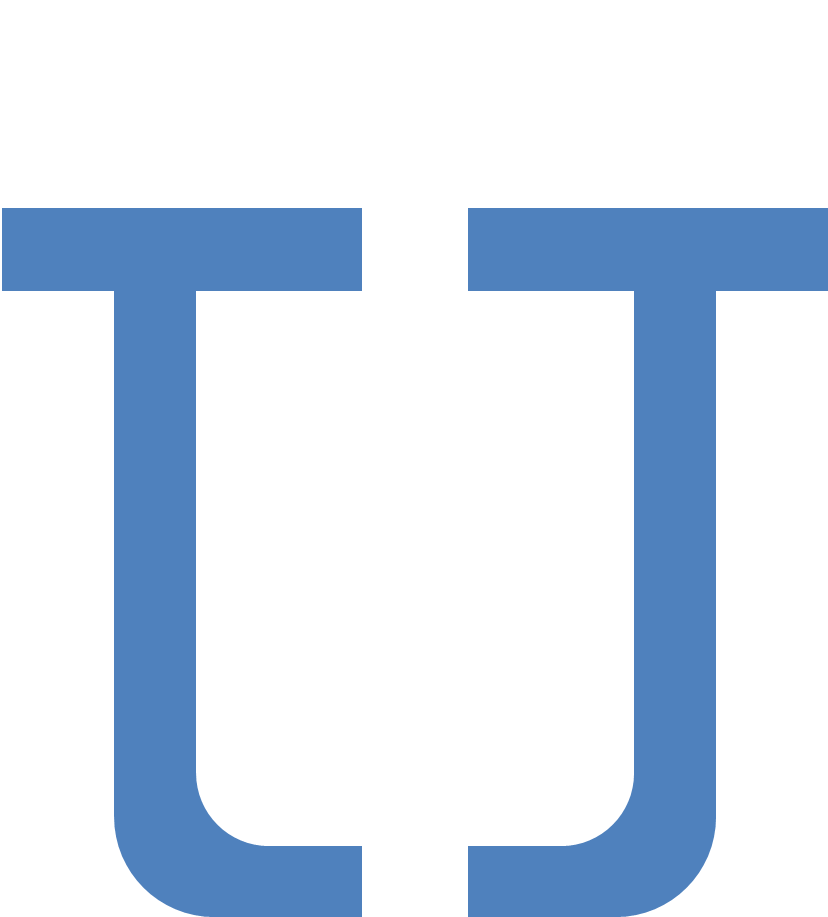
Umrissplan Langachsentyp II–IV
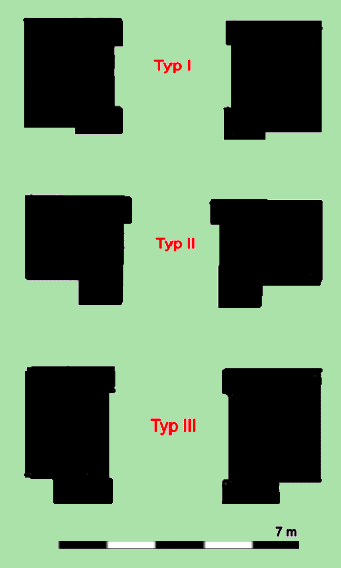
Tortypen Meilenkastelle
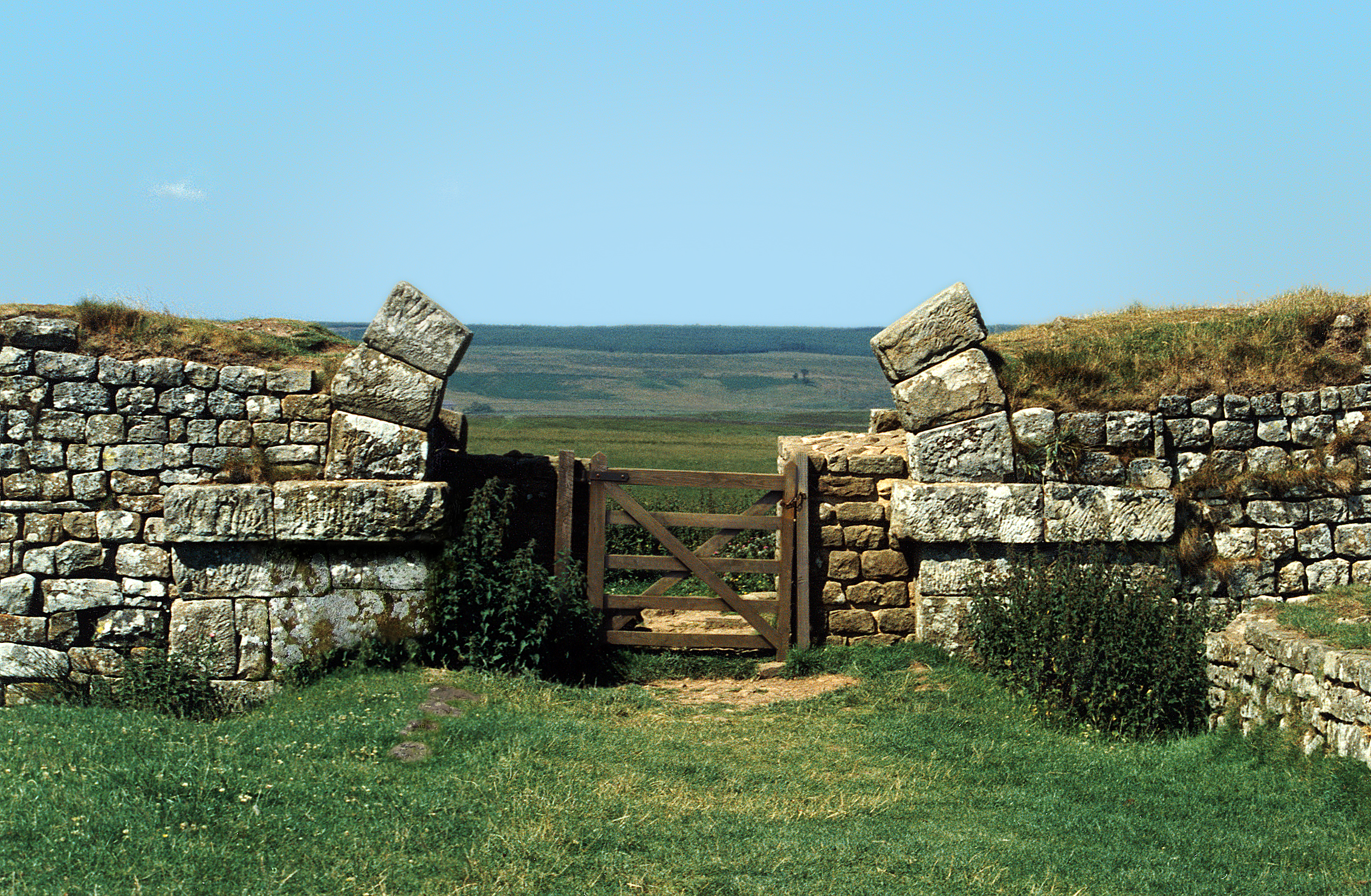
Meilenkastell 37, Kurzachsentyp I, Blick auf das Nordtor
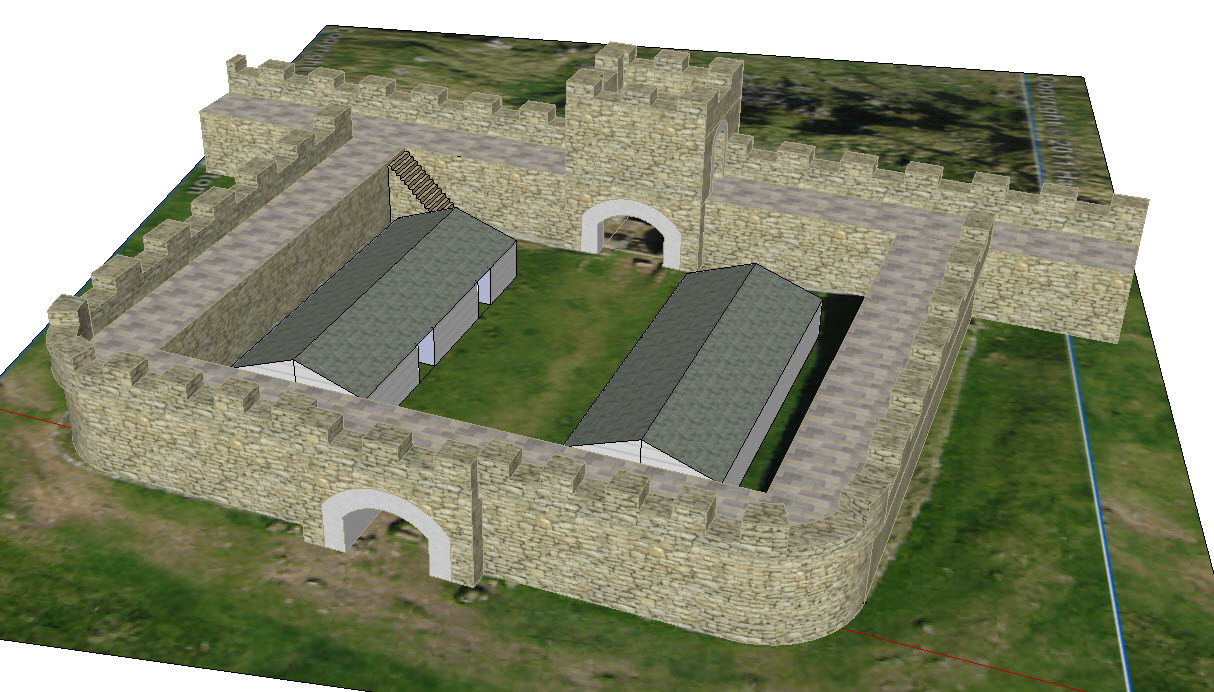
Idealrekonstruktion eines Meilenkastells am Hadrianswall
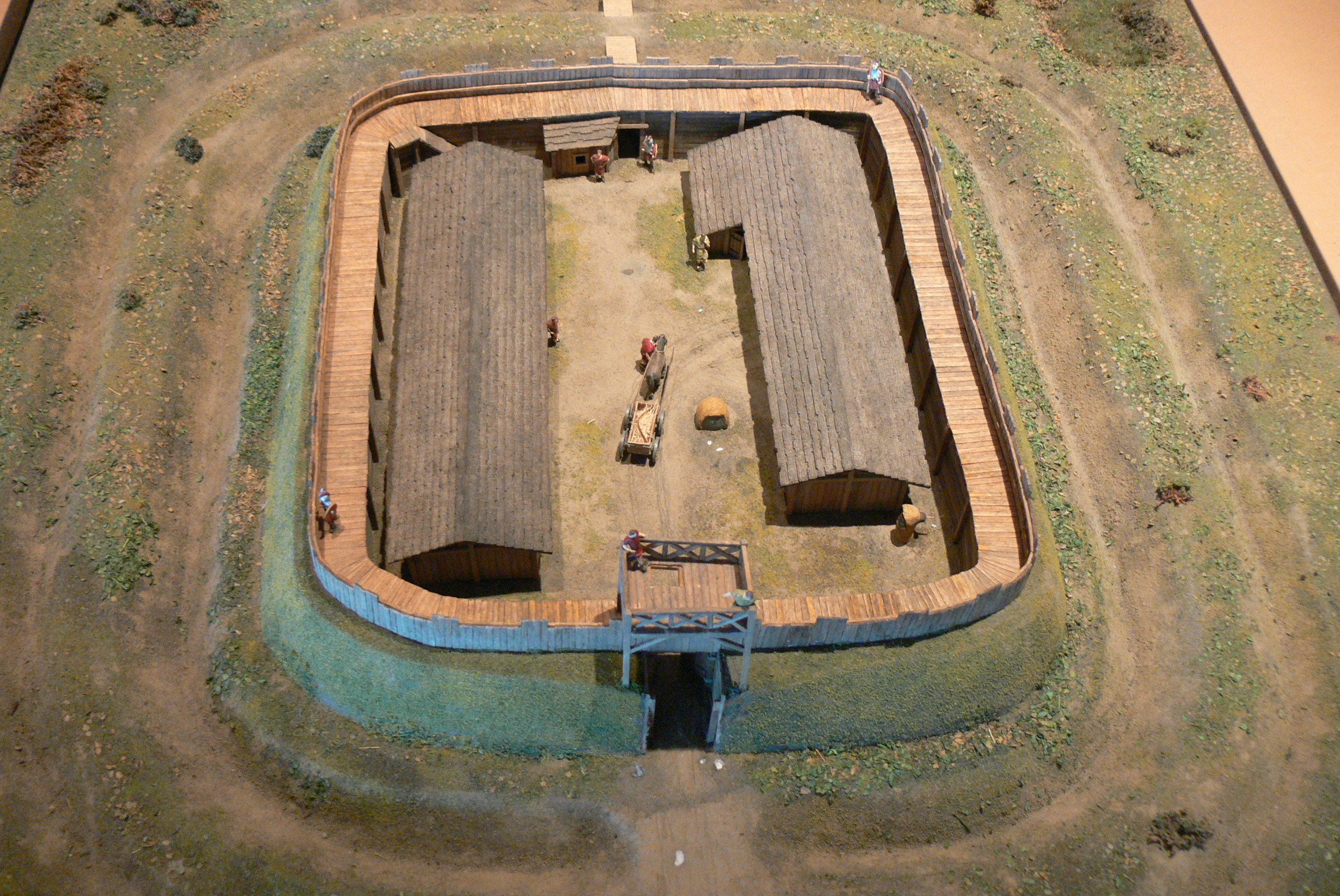
Modell des KK Nersingen (D), so ähnlich könnten auch die Holz-Erde-Kleinkastelle an der Küste von Cumbria ausgesehen haben

## Wachtürme
Die Abschnitte zwischen den Meilenkastellen wurden von jeweils zwei Wachtürmen (turres, speculae) gesichert. Sie beherbergten ca. sechs bis acht Mann und ermöglichten ihnen einen geschützten Zutritt zum Wehrgang der Mauer. Es gibt keine konkreten archäologischen oder schriftlichen Nachweise dafür, wie die Türme verwendet wurden oder für welchen Zweck sie genau bestimmt waren. Es kann aber davon ausgegangen werden, dass sie primär als Beobachtungsposten und Signalstationen dienten, speziell dort, wo unebenes Terrain die Sichtverhältnisse einschränkte. Auch waren sie als Unterkunft für die Wachmannschaft gedacht, obwohl es nicht klar ist, ob die Soldaten dort auch übernachteten. Es ist viel wahrscheinlicher, dass sie dazu jeden Tag in die benachbarten Kastelle zurückkehrten, sie also turnusmäßig abgelöst wurden. Obwohl im Gegensatz zu den Meilenkastellen keine Öfen gefunden wurden, beweisen diverse Funde und Herdstellen, dass die Besatzungen dort auch ihre Rationen zubereiteten.
Die ersten Wachtürme dürften unmittelbar nach Baubeginn des Walls (ab 122) bemannt worden sein. Nach Fertigstellung des Antoninuswalls um 142 wurden sie wieder aufgegeben. Während dieser Zeit wurden einige, vielleicht durch die Besatzung der am Hadrianswall verbliebenen römischen Garnisonen wieder abgebrochen, die wohl so an leicht zugängliches Baumaterial kam. Nach Rückzug der Armee vom Antoninuswall (um 162) scheinen die meisten der bis dahin verfallenen Türme teilweise wieder aufgebaut und neuerlich besetzt worden zu sein. Bei anderen wurden einfach die Eingänge zugemauert. Am Holz-Torf-Wall, der nun durch eine Steinmauer ersetzt wurde, wurden einige neue Türme an der Strecke westlich von Birdoswald erbaut. An der Küste von Cumbria wurden, wenn überhaupt, nur wenige Türme in dieser Zeit wieder besetzt. Um 180 wurden sie zusammen mit den meisten Kleinkastellen der Küstenverteidigung endgültig aufgegeben. Eine größere Anzahl der Türme am Hadrianswall wurde im späten 2. bzw. frühen 3. Jahrhundert unter Septimius Severus aber wieder in Stand gesetzt bzw. bis zum Obergeschoss aufgemauert. Bei Peel Gap wurde noch ein zusätzlicher Turm errichtet. An der Wende vom zweiten auf das dritte Jahrhundert wurden die Türme in den zentralen Abschnitten (zwischen WT 33B und WT 41B) aufgegeben und abgerissen. Die dabei entstandenen Lücken im Wall wurden mit Abbruchmaterial aufgefüllt, um strukturelle Schwächen an der Mauer auszugleichen. Im dritten Jahrhundert wurden auch die restlichen Türme nach und nach verlassen, nur sehr wenige blieben bis ins vierte Jahrhundert besetzt.
Ein Wachturm umfasste eine Fläche von acht bis neun Quadratmetern. Die Höhe wird auf neuneinhalb Meter geschätzt. Da es bislang keine Befunde für komplett in Stein ausgeführte Treppenaufgänge gibt, konnte man den oberen Teil des Turmes vermutlich nur über eine hölzerne Leiter erreichen, die auf sechs Steinstufen gesetzt und in der südlichen Ecke der Türme eingebaut war. Die Länge dieser Strukturen variiert zwischen 2,1 m und 2,4 m, die Breite betrug 0,91 m. Die Höhe (in WT 18A) ebenfalls etwa 0,91 m. Auch an der Küste von Cumbria wurden in zwei Türmen solche Plattformen entdeckt. Die Ausgrabungsergebnisse am Turm 18A zeigten, dass die Innenausstattung sehr einfach gehalten und auf das Notwendigste beschränkt war. Die Böden bestanden aus Stampflehm, der in vielen Fällen mehrmals ausgebessert wurde; entweder mit zweitverwendeten Steinplatten oder Sand, in einem Fall auch Stroh. Die offene Herdstelle befand sich direkt neben der Leiterplattform. Nach den Funden von Tierknochen und einfacher Gebrauchskeramik zu schließen, wurde sie wohl in erster Linie von der Besatzung zur Zubereitung ihrer Rationen benutzt. Teilweise waren die Türme auch mit kleinen Zisternen versehen oder wurden als Werkstätten verwendet.
Obwohl sie anscheinend gleichzeitig mit den Fundamenten des Walles errichtet wurden, waren ihre westlichen und östlichen Flügelwände (wie bei den Meilenkastellen) in den Wall eingearbeitet. Dies wird als ein Beweis dafür angesehen, dass sie noch vor Fertigstellung des Walls aufgebaut worden waren. Die Türme an der Breitversion des Walls hatten generell auch breitere Flügelwände, die der später errichteten Türme waren etwas kürzer. Bei den Wachtürmen an der Küste von Cumbria fehlten sie jedoch. Der Eingang befand sich in der Regel an der Südwand (in Cumbria an der Ostwand), entweder an ihrem östlichen oder westlichen Ende. Die Tür schloss hinter der Steinschwelle und war nach innen zu öffnen. Zwei Schwellentypen wurden identifiziert: Sie bestanden aus einem Steinblock oder aus einer Reihe von einzelnen Steinen. Bei mehreren Türmen wurden auch Zugangswege beobachtet. Basierend auf Wandstärke und Türstellung konnte man die Türme in drei Bautypen einteilen und den am Bau des Hadrianswalls beteiligten Legionen zuordnen:
| Wandstärke    | Position des Eingangs | Bautrupp Legion          |
| ------------- | --------------------- | ------------------------ |
| Schmalversion | Südosten              | Legio VI Victrix         |
| Schmalversion | Südwesten             | Legio XX Valeria Victrix |
| Breitversion  | Südosten              | Legio II Augusta         |

Wie die Türme im Detail ausgesehen haben, lässt sich nur schwer sagen. Es gibt zu wenig Überreste bzw. schriftliche oder bildliche Informationsquellen für eine exakte Rekonstruktion, insbesondere des Obergeschosses der Türme. Pragmatisch wie die Römer waren, wurde wohl auch hier das übliche Standardverfahren angewendet. Eventuell gab es abschnittsweise leichte Variationen im Baustil. Vermutlich hatten sie nur ein Obergeschoss. Manche Fachleute glauben, dass sie mit einem ziegelgedeckten Dach versehen waren, auch die auf der Trajanssäule dargestellten Wachtürme tragen solche Dächer. Über das Vorhandensein oder Aussehen von Fenstern ist ebenfalls nichts bekannt. Glasfragmente hat man bei fünf Exemplaren festgestellt, was auf das Vorhandensein von Fenstern hindeutet. Müllansammlungen (u. a. Keramik) etwas außerhalb der Mitte der Ostwand des WT 7B weisen ebenfalls auf ein Fenster hin. Ähnliches wurde neben der Westwand des WT 25B gefunden. Bei den Ausgrabungen am Osttor des Kastells Birdoswald konnten auch Fragmente des Oberbaus geborgen werden, einschließlich mehrere aus einer Steinplatte gehauenen Fensterbögen. Sie wurden u. a. als Vorlage für die Fenstergestaltung beim Wiederaufbau des Westtores im Kastell Arbeia herangezogen. Holzfunde von (wahrscheinlich) Dachstühlen mit Nagellöchern sind ein vager Hinweis darauf, dass die Türme des Hadrianswalles damit abgedeckt waren. Einige Forscher wiederum plädieren für eine zinnenbewehrte Turmkrone, da man so leichter Feuer- oder Rauchsignale abgeben konnte. Diese Annahme stützt sich vor allem auf den Fund einer bronzenen Schüssel, der sogenannten „Rudge Cup“, aus der römischen Landvilla bei Froxfield/Wiltshire. Sie stammt aus der Zeit um 150. Auf ihr ist offenbar eine Mauer mit Türmen dargestellt. Zusätzlich sind in einem umlaufenden Schriftband die Namen von fünf im westlichen Teil des Walles liegenden Kastellen angegeben. Solche offenen Plattformen würden es aber im niederschlagsreichen Klima der Wallregion schwierig machen, das Innere der Türme trocken zu halten. Steinplatten, die vielleicht einst das Obergeschoss abdeckten, wurden aus einigen Türmen geborgen.

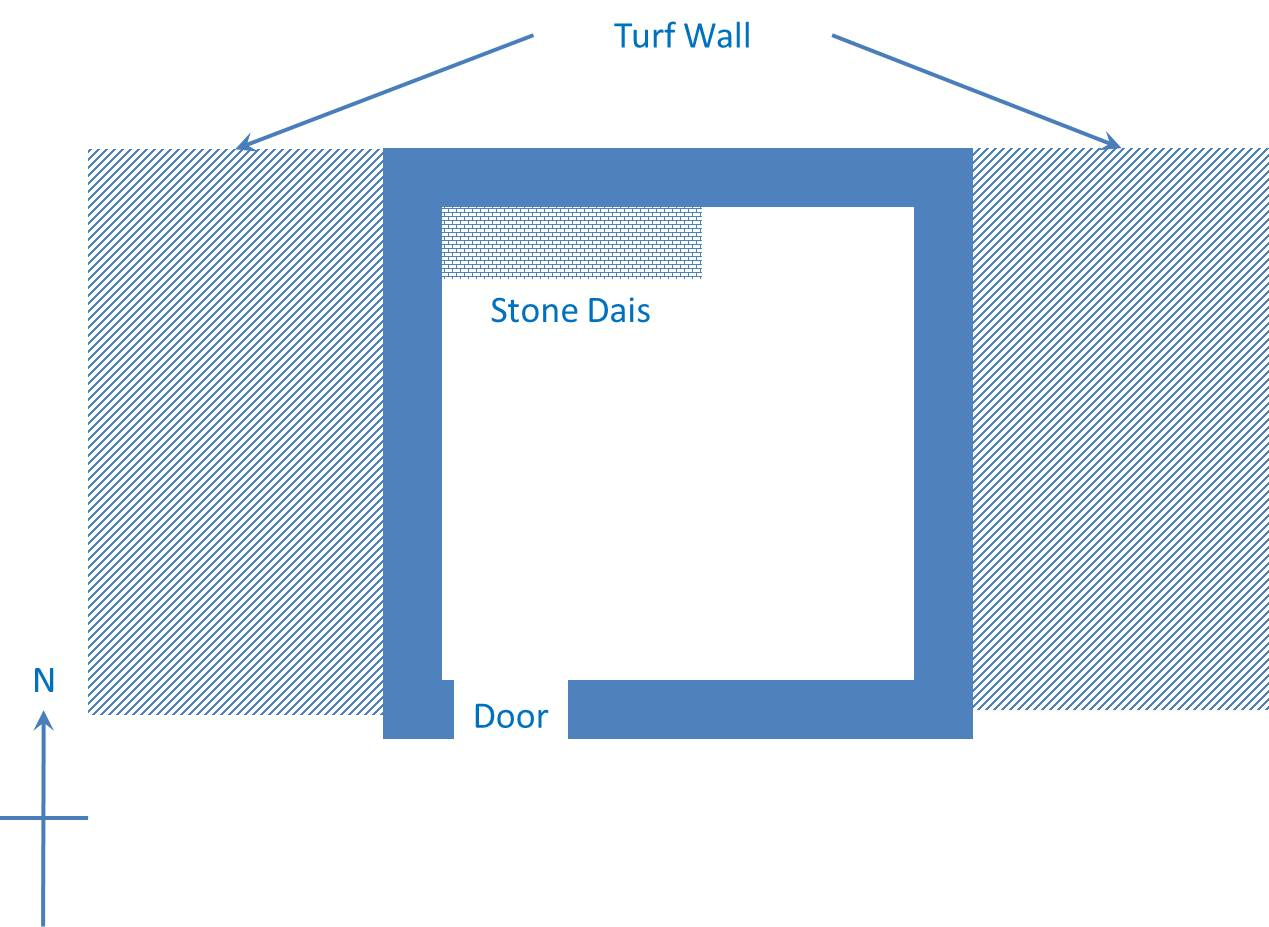
Standardplan eines Holz-Torf-Turmes
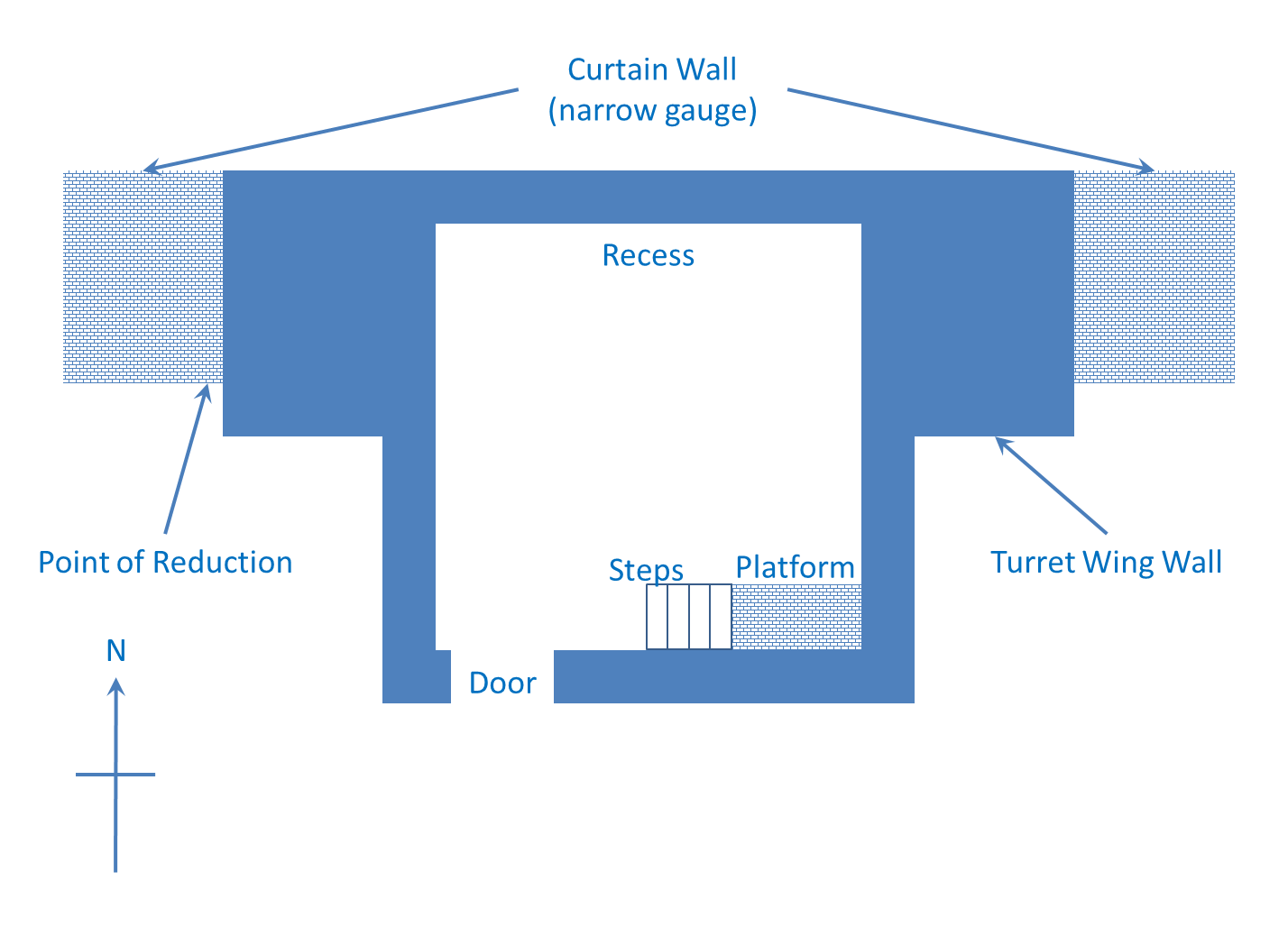
Standardplan eines Steinturmes
Zeichnung der Rudge Cup, deren Verzierung möglicherweise den Hadrianswall darstellt
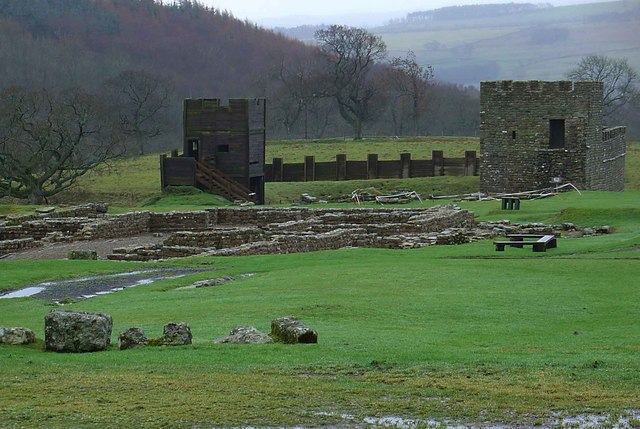
Rekonstruktionen eines Torturmes eines Holz-Torf-Meilenkastells (links) und eines Kastellturmes (rechts) im Kastell Vindolanda

## Limesverlauf zwischen Kastell Wallsend und Kastell Rudchester, Grafschaft Tyne and Wear

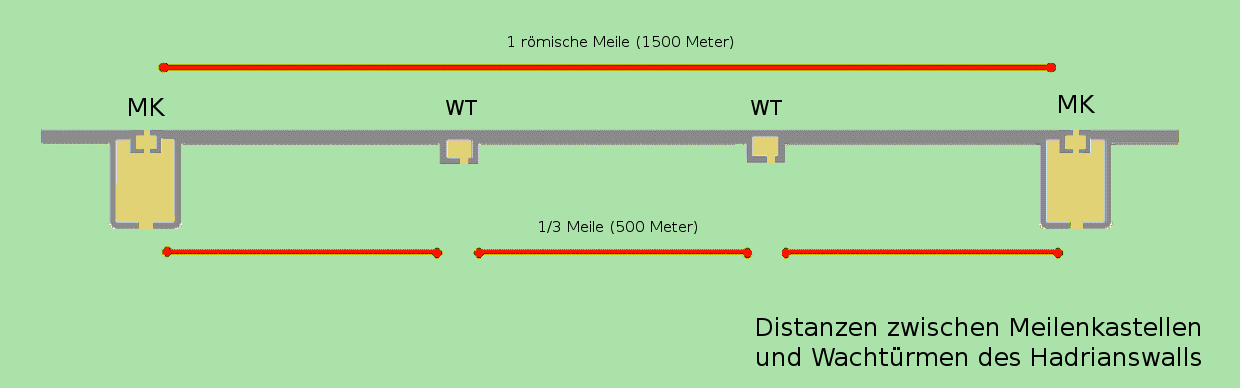

Meilenkastelle und Wachtürme wurden durchnummeriert, beginnend im Osten beim heutigen Wallsend. Dies war eine übliche Vorgangsweise bei der Organisation römischer Limites. Die Türme westlich von jedem Meilenkastell, zum Beispiel ab Meilenkastell I, waren mit der Nummer Ia und Ib versehen, ab Meilenkastell II erfolgte die Nummerierung in derselben Weise.
Die Nummerierung der Meilenkastelle beginnt im Osten mit der Nr. 0 (Wallsend) und endet bei Nr. 80 (Bowness on Solway) im Westen der Wallzone. Dieses Ordnungssystem wurde 1930 von George Collingwood Bruce eingeführt (1–80), Peter Hill hingegen beginnt seine Nummerierung bei 0. Die Nummerierung der MK/WT in den nachfolgenden Tabellen erfolgt gemäß der Publikation von Peter Hill.
- MK = Meilenkastell,
- WT = Wachturm,

### Abschnitt 0
| ON | Name/Ort               | Beschreibung/Zustand | Abbildung | Lage                            |
| -- | ---------------------- | --- | --------- | ------------------------------- |
| 0  | Meilenkastell Wallsend | Oberirdisch nicht sichtbar, Position nicht bekannt. Peter Hill glaubt, dass dieses Meilenkastell naturgemäß in der Nähe des Kastells Wallsend (Segedunum) zu suchen wäre. Bisher konnten aber keine archäologischen Beweise für diese Annahme beigebracht werden, da auch der genaue Verlauf des Hadrianswalles bei Wallsend unklar ist. Es ist auch möglich, dass dort nie ein solches Kleinkastell existiert hat. |           | 54° 59′ 16,5″ N, 1° 31′ 56,3″ W |
| 0A | Turm                   | Nicht untersucht. |           | 54° 59′ 14,1″ N, 1° 32′ 11,8″ W |
| 0B | Turm St. Francis       | Der Wachturm befindet sich östlich des St. Francis Community Centre. Er wurde erstmals 1732 vom Antiquar John Horsley anlässlich seiner Untersuchungen des MK 0 (bei Horsley MK 1) erwähnt. 1877 wurde er von Canon Fowler wiederentdeckt, John Collingwood-Bruce und Robert Blair identifizierten ihn bei der Ausgrabung von 1886 anhand seiner Fundamente als Wachturm. Erwähnt wurde er von Grace Simpson in einem Artikel der Zeitung The Evening Chronicle vom 15. August 1936, der eine Grabung in der Stotts Road, Newcastle upon Tyne, beschrieb. Diese schnitt einen Abschnitt des Walls nahe einem Gehöft an. Das Baumaterial des Turmes wurde später für einen Steingarten der Carville Chapel wiederverwendet. Ein weiterer Abschnitt des Wachturms wurde 1978 freigelegt. |           | 54° 59′ 14,1″ N, 1° 32′ 11,8″ W |

### Abschnitt 1
| ON | Name/Ort                  | Beschreibung/Zustand | Abbildung | Lage                            |
| -- | ------------------------- | --- | --------- | ------------------------------- |
| 1  | Meilenkastell Stott’s Pow | Oberirdisch nicht sichtbar. Das Meilenkastell stand am Ufer eines (heute ausgetrockneten) Baches, dem Stott’s Pow, im heutigen Freizeitpark Miller’s Dene. Es wurde 1732 von John Horsley lokalisiert. 1848 untersuchte auch John Collingwood Bruce das Meilenkastell: „Am höchsten Punkt einer Erhebung, etwa 80 Yards vom Bach (Stott’s Pow) entfernt steht das erste Meilenkastell. Sein Boden wird als Ackerfläche genutzt und ist überall mit kleinen Steinen übersät.“ Von 1852 bis 1854 erkundete Henry MacLauchlan das Meilenkastell und ordnete es dem Kurzachsentyp I zu. 1928 untersuchte Grace Simpson das Areal, fand aber nur römerzeitlichen Bauschutt vor, wahrscheinlich wurde ein Großteil des Mauerwerkes im Laufe der Zeit abgeschwemmt. Im Jahre 1947 konnte sie ein kurzes Stück des Wallgrabens (vallum) nachweisen. Simpson ermittelte auch die Entfernung des Meilenkastells vom Osttor des Kastell Segedunum, sie betrug 1329 m. Die Entfernung zum nächstgelegenen MK 2 belief sich ebenfalls auf 1.329 m. 1975 führten Mitarbeiter des English Heritage eine Feldbegehung durch und stellten fest, dass Wallgraben und Meilenkastell mittlerweile komplett verschwunden waren. |           | 54° 59′ 0,6″ N, 1° 33′ 1,8″ W   |
| 1A | Turm                      | Der Wachturm stand wahrscheinlich nahe der Kreuzung der A187 mit der Fossway und Coutts Road. Diese Annahme stützt sich allerdings nur auf Entfernungsmessungen, die auf Vergleichswerten basieren (das heißt, ausgehend von Messpunkten an den benachbarten Befestigungen des Hadrianswalls); ein archäologischer Nachweis war bisher nicht möglich. Als Alternativstandort kommt auch das Areal zwischen Horselys MK 1 und MK 2 in Frage. |           | 54° 58′ 55,2″ N, 1° 33′ 25,5″ W |
| 1B | Turm                      | Der Wachturm stand vermutlich westlich der Kreuzung der A187 mit der Fossway und Roman Avenue. Die Lokalisierung des archäologisch nicht nachgewiesenen Wachturms fußt auf den Vermessungsergebnissen von Grace Simpson. |           | 54° 58′ 51,8″ N, 1° 33′ 47,7″ W |

### Abschnitt 2
| ON | Name/Ort             | Beschreibung/Zustand | Abbildung | Lage                            |
| -- | -------------------- | --- | --------- | ------------------------------- |
| 2  | Meilenkastell Walker | Oberirdisch nicht sichtbar, da das Areal überbaut ist. Das Meilenkastell lag wahrscheinlich nahe der Kreuzung der A187 mit der Fossway und Tunstall Avenue. 1732 wurde es von John Horsley lokalisiert und seine Überreste untersucht, 1848 berichtete John Collingwood Bruce, dass auf dem Areal ein Ziegelofen stand, 1852 bis 1854 ordnete Henry MacLauchlan das Meilenkastell dem Kurzachsentyp I zu. Auf dem landwirtschaftlich genutzten Kastellareal waren zu dieser Zeit noch schwach die Spuren der Befestigungen erkennbar. 1928 berichtete Frank Simpson, dass der Ziegelofen mittlerweile verschwunden war, er fand nur noch antiken Bauschutt vor. Simpson ermittelte auch die Entfernung zu MK 1, sie betrug 1339 m. Die Entfernung zum nächstgelegenen MK 3 belief sich auf 1329 m. |           | 54° 58′ 44,3″ N, 1° 34′ 10″ W   |
| 2A | Turm                 | Überreste konnten nicht nachgewiesen werden. Seine Position wurde 1961 von Eric Birley festgelegt, basierend auf Horsleys Standortbestimmungen von MK 2 und MK 3 und einem Alternativvorschlag Grace Simpsons (1978), die auf Henry MacLauchlans Lagevermessungen der benachbarten Meilenkastelle zurückgreifen. |           | 54° 58′ 39,1″ N, 1° 34′ 32,8″ W |
| 2B | Turm                 | Bisher gelang kein Nachweis von Überresten, Eric Birleys Positionierung von 1961 des Turmes basiert auf Horsleys und Grace Simpsons Vermessungen (1978), die wiederum auf MacLauchlans Lokalisierungen der MK 2 und MK 3 zurückgreifen. |           | 54° 58′ 35,9″ N, 1° 34′ 49,8″ W |

### Abschnitt 3
| ON | Name/Ort               | Beschreibung/Zustand | Abbildung | Lage                            |
| -- | ---------------------- | --- | --------- | ------------------------------- |
| 3  | Meilenkastell Ouseburn | Oberirdisch nicht sichtbar, die Befestigung stand im tief eingeschnittenen Tal des Ouseburn an der Kreuzung Elizabeth Street mit der Stephen Street unter der Byker Bridge (A193). Hinweise, die zur Ermittlung des Bautypes führen könnten, sind nicht mehr vorhanden. Seine Besatzung überwachte wohl von dort aus das Flusstal. Das Meilenkastell wurde 1732 von John Horsley lokalisiert. Im Jahre 1776 wurde es von William Stukeley untersucht, der eine Skizze der Befestigung für sein Werk Iter Boreale anfertigte. 1789 beging John Brand die Fundstelle, zu diesem Zeitpunkt war schon das meiste Steinmaterial der Befestigung für die Errichtung eines Hauses abgetragen. 1858 besichtigte Henry MacLauchlan die Fundstelle, fand aber ebenfalls keine Überreste mehr vor. 1884 berichtete John Collingwood Bruce von einem etwa 90–100 Meter vom östlichen Ende der Byker Bridge aufgefundenen, stark verwitterten römischen Weihealtar, der von einem Iulius Maximus gestiftet worden war. Bei einer Begehung des Areals konnte er jedoch keine Spuren des Meilenkastells feststellen. 1928 ermittelte Grace Simpson die Entfernung von MK 2 mit 1330 m. Im Jahre 1979 wurden im Zuge der Errichtung der Newcastle-Metro Suchgräben angelegt, aber wieder keine römerzeitlichen Funde gemacht werden. |           | 54° 58′ 33,2″ N, 1° 35′ 20,4″ W |
| 3A | Turm                   | Nicht untersucht, da das Areal komplett überbaut ist |           | 54° 58′ 29,6″ N, 1° 35′ 46,1″ W |
| 3B | Turm                   | Nicht untersucht, Lage nicht bekannt. Sein mutmaßlicher Standort ist komplett überbaut. |           | 54° 58′ 20″ N, 1° 36′ 8,7″ W    |

### Abschnitt 4
| ON | Name/Ort                    | Beschreibung/Zustand | Abbildung | Lage                            |
| -- | --------------------------- | --- | --------- | ------------------------------- |
| 4  | Meilenkastell Westgate Road | Seine Überreste liegen beim Newcastle Arts Centre an der Westgate Road, zwischen Crawhall Road und Jubilee Road. In den Jahren 1929 bis 1930 fand man bei den Untersuchungen des Geländes entlang des Walles in Richtung MK 3 hauptsächlich römische Keramik. 1985 legte man die Südwestecke des Meilenkastells frei, danach folgten weitere Ausgrabungen. Es dürfte zum Langachsentyp III oder IV gehört haben, war 14,9 m breit und wahrscheinlich bis zu 18 m lang. Der freigelegte Südwall war 2,7 m breit und mit Lehmmörtel verbunden. Die Fundamente am Ost- und Südwall bestanden aus Steinplatten und waren 2,9 m breit. Vermutlich wurde das Nordtor schon während der römischen Besatzungszeit wieder zugemauert. |           | 54° 58′ 11,8″ N, 1° 37′ 4,1″ W  |
| 4A | Turm                        | Über die Konstruktionsart dieses Wachturms ist nichts bekannt. Seine Position konnte nach Aufdeckung des MK 4 nur grob geschätzt werden. |           |                                 |
| 4B | Turm                        | Über die Konstruktion dieses Wachturms ist ebenfalls nichts Näheres bekannt. Die von Eric Birley vorgenommene Standortbestimmung westlich von WT 4A erfolgte nur sehr unpräzise. |           | 54° 59′ 37,2″ N, 1° 44′ 12,2″ W |

### Abschnitt 5
| ON | Name/Ort                   | Beschreibung/Zustand | Abbildung | Lage                            |
| -- | -------------------------- | --- | --------- | ------------------------------- |
| 5  | Meilenkastell Quarry House | Oberirdisch nicht sichtbar, da keine Überreste vorhanden sind. Es war das erste Meilenkastell westlich von Kastell Pons Aelius und lag im Bereich der Kreuzung der A186 (Westgate Road) mit der B1311 (Corporation Street), nahe dem Bay Horse Inn. Es wurde nur wenig untersucht, der Bautyp ist unbekannt. 1732 von John Horsley erstmals lokalisiert, der seine Überreste hinter einem Abbruchhaus fand. 1858 bestätigte Henry MacLauchlan Horsleys Positionsangaben an einer Biegung des Hadrianswalles am Ende der Westgate Road. 1968 untersuchten Mitarbeiter des English Heritage das Gelände, auch bekannt als "the Big Lamp junction", konnten dabei aber keinerlei Spuren des Meilenkastells feststellen, da es zu diesem Zeitpunkt bereits vollständig überbaut war. |           | 54° 58′ 17″ N, 1° 37′ 44,3″ W   |
| 5A | Turm                       | Nicht untersucht, es erfolgte nur eine grobe Standortbestimmung. |           | 54° 58′ 38,4″ N, 1° 38′ 12,3″ W |
| 5B | Turm                       | Nicht untersucht, es erfolgte nur eine grobe Standortbestimmung. |           | 54° 58′ 26,9″ N, 1° 38′ 40,4″ W |

### Abschnitt 6
| ON | Name/Ort                    | Beschreibung/Zustand | Abbildung | Lage                            |
| -- | --------------------------- | --- | --------- | ------------------------------- |
| 6  | Meilenkastell Benwell Grove | Oberirdisch nicht sichtbar, die genaue Position des Meilenkastells ist unbekannt. 1966 vermutete John Collingwood Bruce, dass die Überreste von MK 6 unter der Benwell Grove Road in Newcastle liegen. Der Hadrianswall verläuft in diesem Bereich unter der Anschlussstraße A186. Das in Frage kommende Areal ist vollständig überbaut. |           | 54° 58′ 28,8″ N, 1° 39′ 11,1″ W |
| 6A | Turm                        | Nicht ausgegraben, seine Position wird etwa 82 m östlich des Wallkastells Benwell (Condercum) vermutet, unterhalb der Wohnhäuser an der Straße zu den Westholme Gardens in Benwell. |           | 54° 58′ 35,4″ N, 1° 39′ 44,8″ W |
| 6B | Turm Benwell Hill           | 1751 von Robert Shafto beim Straßenbau entdeckt. Seine Position befand sich etwa 282 m westlich des Wallkastells Benwell, nahe der heutigen Two Ball Lonnen Road. Es handelte sich um eine quadratische Konstruktion, deren Umfang Shafto auf 4 m schätzte. Die letzten sichtbaren Überreste wurden 1968 zerstört.                       |           | 54° 58′ 42,2″ N, 1° 40′ 7,8″ W  |

### Abschnitt 7
| ON | Name/Ort                                       | Beschreibung/Zustand | Abbildung | Lage                            |
| -- | ---------------------------------------------- | --- | --------- | ------------------------------- |
| 7  | Meilenkastell Benwell Bank (auch Benwell Hill) | Der Wall verläuft in diesem Abschnitt auf einem Hügelkamm (Ende Two Ball Lonnen/Hounds Public House), bevor er abrupt südlich wieder in das Flusstal des Tyne absteigt. MK 7 stand nahe dem Denton Burn, oberirdisch nicht sichtbar, da die Überreste des Meilenkastells unter einer Wohnhausanlage liegen. Der Bautyp ist unbekannt. Das Meilenkastell wurde nur oberflächlich untersucht. Römerzeitliche Funde fand man nur im Bereich des benachbarten (und heute konservierten) WT 7B. 1928 fand auf einem kleinen Hügel eine Untersuchung statt, Spuren des Meilenkastells konnten dabei aber nicht entdeckt werden. Nur drei Steine mit Stempeln der Legio II Augusta aus dem späten 2. Jahrhundert konnten geborgen werden, die vermutlich für Reparaturarbeiten am Wall verwendet worden waren. |           | 54° 58′ 48,4″ N, 1° 40′ 35,3″ W |
| 7A | Turm                                           | Der Standort des Wachturms konnte zwischen Thorntree Drive und Brignall Gardens, an der A186 am Denton Burn lokalisiert werden. Bei Bauarbeiten in der Nähe des Turmareals konnte 1923 auch ein Sesterz aus der Zeit des Trajan geborgen werden, 1929 wurde dort eine weitere römische Münze gefunden. |           | 54° 58′ 54,6″ N, 1° 40′ 57,2″ W |
| 7B | Turm Denton Hall                               | Der Wachturm befindet sich gegenüber der East Denton Hall (auch bekannt als Bishops House) an der West Road in der Ortschaft West Denton. Er wurde 1928 entdeckt und 1929 von Mitarbeitern des Office of Works freigelegt. Eine weitere Ausgrabung fand 1936 statt. Das aufgehende Sandsteinmauerwerk ist teilweise noch sechs Steinlagen hoch erhalten. Die quadratische Anlage misst an der Nord-Süd-Seite 4 m, an der West-Ost-Seite 4,3 m und springt ca. 1,5 m vom Wall zurück. Die Südmauer ist noch drei Steinlagen hoch erhalten. Die Nordwand ist 2,83 m dick. Das Mauerwerk des Turmes ist von einem sehr massiven Charakter, die Steine der unteren Lagen haben teilweise ein Gewicht von mehr als einer Vierteltonne. An der Südseite befindet sich in der Südostecke ein 1,12 m breiter Eingang. Im Innenbereich konnten drei Bodenlagen festgestellt werden, die in die Jahre 122–196, 205–295 und 300–367 n. Chr. datieren. Vermutlich wurde der Turm dreimal repariert bzw. renoviert. Die älteste Bodenlage bestand aus Stampflehm, des Weiteren konnten die Reste einer Herdstelle und im Südwesten eine Steinfundamentierung – als Basis für eine Holztreppe oder eine Leiter, die in das Obergeschoss führte – nachgewiesen werden. Im Schutt befand sich auch eine Reibschale. Der Boden war später teilweise mit Steinplatten belegt bzw. ausgebessert worden. Zwischen den Platten konnten eine Lanzenspitze und der Metalleinband eines Schildes geborgen werden. Vermutlich wurde der Wachturm mit Soldaten aus dem nahegelegenen Kastell Condercum (Benwell) bemannt. Die Ausgrabungen brachten in der Mitte der Ostmauer u. a. auch eine dichte Ansammlung von Keramikscherben ans Tageslicht, wahrscheinlich befand sich dort ursprünglich ein Fenster. Keramikreste aus dem 18. Jahrhundert lassen vermuten, dass die Turmruine zu dieser Zeit von einem Gebäude überbaut war. Die Fundamente des am Turm vorbeilaufenden Walls sind 3,13 m breit. Im Jahre 1971 wurde die Fundstätte unter den Schutz von English Heritage gestellt, das Mauerwerk wurde restauriert bzw. konserviert und öffentlich zugänglich gemacht. Der Turm und die daran angeschlossene Wallsektion können unentgeltlich besichtigt werden. |           | 54° 59′ 2,9″ N, 1° 41′ 28,4″ W  |

### Abschnitt 8
| ON | Name/Ort                  | Beschreibung/Zustand | Abbildung | Lage                            |
| -- | ------------------------- | --- | --------- | ------------------------------- |
| 8  | Meilenkastell West Denton | Oberirdisch nicht sichtbar, das Areal des MK 8 liegt im Stadtteil West Denton, Newcastle upon Tyne, unter der Schnellstraße A69. Sein Bautyp ist unbekannt. Sein Gelände und das seiner benachbarten Wachtürme wurden 1928–1929 ausgegraben. Dabei wurde festgestellt, dass das aufgehende Mauerwerk des Meilenkastells durch Steinraub schon komplett abgetragen war. 1930 ermittelte Madeleine Hope Dodds die Distanz zum nächstgelegenen MK 9, sie betrug 1465 m. An Funden kamen zwischen 1969 und 1980 vor allem noch antike Keramikscherben und einige steinerne Figurenköpfe keltischer Provenienz zum Vorschein, die vermutlich zu einem örtlichen Heiligtum gehört hatten oder von einer vom europäischen Kontinent stammenden Auxiliareinheit dorthin gebracht worden waren. Der Abstand zwischen MK 7 und 8, über 1182 m, wurde zwischen 1928 und 1929 ermittelt und ist das längste Intervall zwischen zwei Meilenkastellen, der am Hadrianswall bekannt ist. In Unkenntnis dieser Tatsache nahm John Horsley 1732 an, dass in diesem Bereich, östlich des Denton, noch ein weiteres Meilenkastell existierte. Es gibt bis heute Meinungsverschiedenheiten bezüglich der genauen Lage des Meilenkastells. 1929 verortete man es 1488 m östlich des MK 9. Madeleine Hopp Dodds nahm hingegen 1930 an, dass es in Wirklichkeit 1465 m von MK 9 entfernt lag. Zu seiner Lokalisierung verwendete man den Mittelwert zwischen diesen beiden Positionen. |           | 54° 59′ 11,3″ N, 1° 42′ 2,3″ W  |
| 8A | Turm West Denton          | Der Wachturm wird (anhand von 1929 gemachten Keramikfunden) 477 m westlich des MK 8 vermutet. Der dafür in Frage kommende Platz befindet sich unter einer Straße, es sind keine Überreste sichtbar. |           | 54° 59′ 16,5″ N, 1° 42′ 27,6″ W |
| 8B | Turm Union Hall           | Der Wachturm wurde 1929 entdeckt, er befand sich etwa 501 m östlich des MK 9, die Quellen hierzu sind jedoch widersprüchlich. Bei seiner Freilegung führte die damalige Straßentrasse noch knapp an der Südmauer des Wachturms vorbei. Diese war 6,5 m lang, mit einem Eingang versehen und noch zwei Steinlagen hoch erhalten. Als man die Straße später verlegte, wurde dabei auch der Wachturm zerstört. Es sind keine Überreste sichtbar. |           | 54° 59′ 21,4″ N, 1° 42′ 52,9″ W |

### Abschnitt 9
| ON | Name/Ort                   | Beschreibung/Zustand | Abbildung | Lage                            |
| -- | -------------------------- | --- | --------- | ------------------------------- |
| 9  | Meilenkastell Chapel-House | Der Standort des Meilenkastells ist noch als leichte Erhebung im Gelände erkennbar. Er liegt im Stadtteil West Denton (Newcastle upon Tyne), 270 m von der Chapel-House-Farm entfernt. Der nördliche Teil des Kastellareals wird von der A69 durchschnitten. Das mehrphasige Meilenkastell zählte zum Langachsenbautyp II. Die Wehrmauer Kastells umfasste ein Areal von ca. 14,88 m × 18 m und war an ihren Ecken abgerundet. Die Langseite war 2,7 m dick, die Durchfahrt der Tore etwa 2,7 m breit. Die Seitenmauern bestanden aus einem Kern lehmgebundener Bruchsteine und einer Verschalung aus vermörtelten Quadersteinen, ab der siebenten Steinreihe waren auf einigen der Blöcke römische Zahlen zu erkennen (fünf mit VIII, einer mit VIIII und einer mit IX). Es ist möglich, dass sie schon in den Steinbrüchen eingemeißelt wurden. Der Kasernenblock war relativ klein. Die Besatzung bestand in der Frühzeit vermutlich nur aus acht Mann, wesentlich weniger als bei anderen Meilenkastellen. Die Kasernen in Steinbauweise wurden im 3. Jahrhundert mit Räumen für etwa 32 Mann erweitert. Im Westen wurden zur gleichen Zeit zwei Gebäude unbekannter Funktion errichtet. 1951 wurde das Nordtor (Typ IV) aufgedeckt. 1840 berichtete der Priester John Hodgson, dass um 1790 beim Chapel House massive Fundamente zum Vorschein gekommen waren (“…on the site called Chapel”), 1858 berichtete Henry MacLauchlan, dass Chapel House mittlerweile zerstört war. 1929 konnten die Überreste des Nord- und des Südwalles entdeckt und die Ausmaße des Meilenkastells und des Südtores bestimmt werden. Im westlichen Teil des Areals wurde ein Pfostenloch beobachtet, vielleicht ein Hinweis auf eine frühere Holzkonstruktion. Auch die am Kastell vorbeiführende, von Ost nach West verlaufende, 9,8 m breite Militärstraße und der Torweg konnten aufgedeckt werden. 1966 war ein Teil des Meilenkastells dem Straßenbau zum Opfer gefallen, nur der Südteil war noch erhalten. Militärstraße und Torweg waren ebenfalls zerstört. In den späten 1990er Jahren waren die Reste des Meilenkastells durch die Landwirtschaft erheblich gefährdet, und das Areal musste durch English Heritage unter Schutz gestellt werden. 2000 wurden in der Südostecke wieder Ausgrabungen durchgeführt. Dabei wurde festgestellt, dass das Meilenkastell über einem älteren Vorgängerbau errichtet worden war. Östlich des Kastells konnte noch ein Graben beobachtet werden; ob er zum Kastell gehörte, ist unklar. Wenn dem so ist, wäre MK 9 eines von fünf am Wall, das nachweislich von einem Graben umgeben war. Die an diesem Platz gefundenen Keramiken decken das gesamte Zeitspektrum des Walles ab. Zwei dort geborgene Münzen wurden in der Regierungszeit von Tetricus I. und Valentinian I. geprägt, MK 9 ist somit eines der zehn Kastellbauten am Wall, die auch noch Fundmaterial aus dem 4. Jahrhundert enthielten. Ein weiterer bemerkenswerter Fund wurde in einem antiken Grab außerhalb des Südwalles gemacht. Es enthielt das Skelett eines 17-jährigen Individuums (der Schädel fehlte), eines erwachsenen Mannes und einer etwa 20-jährigen Frau. |           | 54° 59′ 26,5″ N, 1° 43′ 20,4″ W |
| 9A | Turm                       | Sein exakter Standort ist unsicher, da keine sichtbaren Überreste mehr vorhanden sind. Wahrscheinlich ist er von einer Straße im heutigen Walbottle überbaut. Die Suchgrabung im Jahre 1929 führte zu keinem Ergebnis. |           | 54° 59′ 24,8″ N, 1° 43′ 46,2″ W |
| 9B | Turm Walbottle             | Der Wachturm konnte unter einer Straße bei Hawthorn Terrace, westlich der St. Cuthbert’s Primary School, ausgemacht werden. 1928 wurde ein ca. 5,8 m langes Teilstück der Südmauer, die unter einer Hecke nördlich der Straße lag, untersucht. Die exakte Position der Turmstelle ist dennoch umstritten, der Ausgrabungsbericht verortet sie 498 m östlich des MK 10, während andere Quellen die Distanz zum Meilenkastell mit 520 m angeben. |           | 54° 59′ 37,2″ N, 1° 44′ 12,2″ W |

### Abschnitt 10
| ON  | Name/Ort                     | Beschreibung/Zustand | Abbildung | Lage                            |
| --- | ---------------------------- | --- | --------- | ------------------------------- |
| 10  | Meilenkastell Walbottle Dene | Seine Überreste befinden sich nahe der Ortschaft Throckley. Das Meilenkastell wurde im Laufe der Zeit durch landwirtschaftliche Aktivitäten fast vollkommen zerstört. Der Großteil liegt heute unter einer Straße, ein Teil des Nordwalles ist im Garten des Dene House zu sehen. Der südliche Teil des Meilenkastells ist noch als ca. 0,4 m hohe Erhebung auf einem Acker zu erkennen, auch ein Rest seines Wehrgrabens ist noch sichtbar. Das MK zählt zum Langachsentyp IV. Der Hadrianswall ändert dort seine Richtung um 20 Grad, bevor er das Flusstal des Dene durchquert und auf den Great Hill bei Heddon-on-the-Wall ansteigt. Die Umwehrung umfasste eine Fläche von 23,83 m (nord-süd) × 20 m (west-ost). Die Mauern waren rund drei Meter breit. Die Fundamente des elf Meter breiten Nordtores blieben im Garten des Dene House erhalten. Sie bestehen aus zwölf Steinplattenschichten, vom aufgehenden Mauerwerk sind noch drei Steinblöcke erhalten. Zwei der Blöcke weisen Löcher für eine Torangel und einer ein sogenanntes Wolfsloch (Lewis Hole) auf, das zur Anhebung und Positionierung des Steines während der Bauarbeiten diente. Bei den Grabungen konnte vor allem seine Umwehrung lokalisiert werden. 1864 wurden das Nord- und das Südtor ausgegraben, vom aufgehenden Mauerwerk des Nordtores waren noch zwei Steinreihen erhalten. Das Fragment einer Inschrift konnte geborgen werden, der Inschriftenstein befindet sich heute im Museum of Antiquities in Newcastle. 1928 wurde der Ostteil des Meilenkastells durch das North of England Excavation Committee untersucht, Reste von Innenbauten konnten dabei nicht festgestellt werden. 1966 führten Mitarbeiter der English Heritage eine Feldbegehung durch, 1979 untersuchte die English Heritage einen 6,4 m langen Abschnitt der Fundamente des Nordwalles, 1988 untersuchte und vermaß die Royal Commission of the Historical Monuments of England das Mauerwerk. 1999 legte P. Duffy vom Central Archaeological Services zwei Suchgräben an, um den Erhaltungszustand des Meilenkastells festzustellen. Der Ost- und der Westwall wurden dabei aber nicht freigelegt, allerdings fand man an der Westseite eine Steinplatte und in der Südostecke einen Ofen. 2000 untersuchte die English Heritage den Wallgraben nahe dem MK. |           | 54° 59′ 42,7″ N, 1° 44′ 38,5″ W |
| 10A | Turm Throckley East          | Der Wachturm befindet sich ca. 465 m westlich des MK 10 unter der Hexham Road (B6528). Ausgrabungen erfolgten in den Jahren 1930 und 1980. 1930 wurden die Südmauer und vor allem die Südostecke des Turms untersucht. Das aufgehende Mauerwerk war 0,91 m breit und teilweise noch fünf Steinlagen hoch erhalten, dort befand sich auch der Eingang. Bei der Notgrabung von 1980 gelang u. a. auch die Identifizierung von insgesamt zwei unterschiedlichen Bodenschichten im Turminneren. Die Turmstelle wurde später wieder zugeschüttet und mit einer Straße überbaut. Sichtbare Überreste sind heute nicht mehr vorhanden. Die Keramik lässt sich – mit wenigen Ausnahmen – größtenteils in die Jahre vor 140 n. Chr. datieren. Dies könnte bedeuten, dass der Wachturm nur während der Frühphase des Walls besetzt war, Hinweise für seine Zerstörung in den nachfolgenden Zeitperioden liegen jedoch nicht vor. Das Mauerwerk bestand aus einem Sandstein-Lehmkern, der von grob zugehauenen und vermörtelten Bruchsteinen umgeben war. Die Fundamente setzten sich aus Steinplatten zusammen, die auf Lehmgrund aufsaßen. Einige Feuer- oder Herdstellen konnten im Eingangsbereich und entlang der Nordwand festgestellt werden. Erwähnenswert sind auch die Funde einer Speerspitze, vier bearbeiteter Feuersteine und der Reste einer Treppen- oder Leiterplattform in der Südwestecke. Die älteste Bodenschicht im Wachturm bestand aus Stampflehm, auf dem eine Serie aus kreuzförmigen Rillen erkennbar war. Diese Einritzungen stammten wahrscheinlich aus dem Neolithikum oder der frühen Bronzezeit. |           | 54° 59′ 45″ N, 1° 45′ 4,4″ W    |
| 10B | Turm Throckley               | Bislang nicht lokalisiert, da keine sichtbaren Überreste mehr vorhanden sind. Die Turmstelle wird unter der heutigen Hexham Road vermutet. Suchgrabungen in den Jahren 1928 und 1983 führten zu keinen Ergebnissen bzw. Funden. Man fand dabei nur verkohlte Holzreste, die von Flurbereinigungen in der Entstehungsphase des Walles stammen könnten. |           | 54° 59′ 45,7″ N, 1° 45′ 31,9″ W |

## Limesverlauf zwischen Kastell Rudchester und Kastell Carvoran, GrafschaftNorthumberland
- MK = Meilenkastell,
- WT = Wachturm,

Aufzählung erfolgt von Ost nach West

### Abschnitt 11
| ON  | Name/Ort                         | Beschreibung/Zustand | Abbildung | Lage                            |
| --- | -------------------------------- | --- | --------- | ------------------------------- |
| 11  | Meilenkastell Throckley Bank Top | Oberirdisch nicht sichtbar, sein Standort wird im Ortszentrum Throckley Bank Top, unter oder in der Nähe des Working Men’s Clubs, vermutet. Zwischen 1858 und 2000 wurde mehrmals erfolglos versucht, die Überreste des Meilenkastells aufzudecken. 1879 konnte etwas weiter nördlich ein Hortfund, bestehend aus 5000 römischen Silbermünzen (244 bis 275 n. Chr.), geborgen werden. |           | 54° 59′ 46,1″ N, 1° 46′ 2,3″ W  |
| 11A | Turm Heddon Hall                 | 1928 durchgeführte Untersuchungen zur Lokalisierung des WT führten zu keinem Ergebnis. |           | 54° 59′ 47,8″ N, 1° 46′ 27,2″ W |
| 11B | Turm Great Hill                  | Der Standort des Wachturms befand sich auf der höchsten Erhebung des Great Hill. Sichtbare Reste sind nicht mehr vorhanden, die Turmstelle ist nur durch um 1919 gemachte Funde römerzeitlicher Keramik gesichert. |           | 54° 59′ 47,1″ N, 1° 46′ 55,8″ W |

### Abschnitt 12
| ON  | Name/Ort                         | Beschreibung/Zustand | Abbildung | Lage                            |
| --- | -------------------------------- | --- | --------- | ------------------------------- |
| 12  | Meilenkastell Heddon-on-the-Wall | Oberirdisch nicht sichtbar, die Überreste des Meilenkastells liegen unter einem Gehöft, direkt gegenüber dem Wohnhaus. Nur wenig untersucht, auch der Bautyp des MK ist unbekannt. Um 1746 wurden beim Straßenbau zwei Inschriften aus der zweiten Hälfte des 2. Jahrhunderts gefunden, die über Renovierungsarbeiten der Legio VI Victrix am Hadrianswall berichten 1752 wurde ein großer Münzhortfund in einem hölzernen Behälter geborgen, 1820 wurde ein weiterer kleinerer Hortfund entdeckt. Sie enthielten Münzen, die zwischen der Regierungszeit des Maximian (286–305 n. Chr.) und Arcadius (383–408 n. Chr.) geprägt wurden. 1926 wurde angeblich das Nordtor lokalisiert, 1928–1929 erfolgten weitere, allerdings erfolglose Untersuchungen. 1966 und 1989 untersuchte English Heritage das Areal, konnte aber keine nennenswerten Spuren des Meilenkastells vorfinden. |           | 54° 59′ 48,4″ N, 1° 47′ 23,3″ W |
| 12A | Turm Heddon West                 | Der Wachturm befand sich neben (oder unter) der B6318 in nordwestlicher Richtung, nicht weit von Heddon-on-the-Wall und 501 m vom MK 12 entfernt. Sichtbare Überreste sind nicht mehr vorhanden. Er wurde erstmals 1928 lokalisiert und 1930 oberflächlich untersucht. Vom Mauerwerk waren nur noch die Fundamente bis an die Kante der Fahrbahn erhalten geblieben. Der Innenbereich des Turms war schon zu stark zerstört um noch verwertbare Erkenntnisse daraus ziehen zu können. Die Wände waren 1,22 m breit, der Eingang lag im Osten. |           | 54° 59′ 53,4″ N, 1° 47′ 51,4″ W |
| 12B | Turm North Lodge                 | Der Wachturm befand sich direkt neben einer alten Militärstraße, an einem Punkt unweit der B6318, es existiert dort immer noch ein schmaler gepflasterter Abschnitt. Sichtbare Überreste sind heute keine mehr vorhanden. Er konnte erstmals 1928 lokalisiert werden, 496 m von Turm 12A und 483 m vom MK 13 entfernt. Bei einer Ausgrabung im Jahre 1930 wurde festgestellt, dass er baugleich mit 12A war. An seiner Südseite wurden auch Reste einer rechteckigen Treppenplattform entdeckt. |           | 54° 59′ 57,4″ N, 1° 47′ 51,4″ W |

### Abschnitt 13
| ON  | Name/Ort                      | Beschreibung/Zustand | Abbildung | Lage                          |
| --- | ----------------------------- | --- | --------- | ----------------------------- |
| 13  | Meilenkastell Rudchester Burn | Die Reste des Meilenkastells sind noch als leichte Bodenerhebung südlich der B6318 zu erkennen. Es zählte zum Kurzachsentyp I und wurde wahrscheinlich von der Legio II Augusta errichtet. Seine Abmessungen betragen 15,24 m × 17,91 m, die Seitenwälle waren 2,34 m breit. Die Schwelle des Nordtores war 23 cm breit, möglicherweise wurde die Durchfahrt nachträglich verkleinert. 1776 wurde in der Nähe ein Gefäß mit 516 römischen Gold- und Silbermünzen geborgen. Die Schlussmünze wurde 168 n. Chr. geprägt. 1930 wurden der Bautyp des Tores und die Ausmaße des Meilenkastells ermittelt. 1955 führte die English Heritage eine Feldbegehung durch. Hierbei wurde festgestellt, dass die Reste des MK noch schwach erkennbar waren. 1989 wurde das Meilenkastell von English Heritage neu vermessen. Die Mauerreste waren noch 0,2 m bis 0,4 m hoch erhalten, im Osten fällt das Gelände um 4 m ab. Die Kastellplattform maß annähernd 20 m an der Ost-West-Seite und rund 13 m an der Nord-Süd-Seite. |           | 55° 0′ 1,2″ N, 1° 46′ 52,5″ W |
| 13A | Turm Rudchester East          | Die Überreste des Wachturms lagen an der B6318 und wurden 1930 untersucht. Unterschiede zur Konstruktion unmittelbar benachbarter Türme konnten nicht festgestellt werden. Auch in seinem Inneren konnte eine rechteckige Treppenplattform an der Südseite nachgewiesen werden. Die aus vermörtelten Bruchsteinen bestehenden Wände waren 1,22 m breit, der Eingang lag im Osten. Der Wall selbst war an dieser Stelle 2,82 m breit. Zwischen WT 13A und 13B liegt das Kastell Rudchester (Vindobala). |           | 55° 0′ 0,5″ N, 1° 49′ 11,8″ W |
| 13B | Turm Rudchester West          | Von diesem Wachturm sind keine sichtbaren Überreste mehr vorhanden. Er befand sich vermutlich ca. 73 m westlich des Kastells Rudchester, in der Nähe eines alten Mauthäuschens. |           | 55° 0′ 9,3″ N, 1° 49′ 39,2″ W |

### Abschnitt 14
| ON  | Name/Ort                 | Beschreibung/Zustand | Abbildung | Lage                           |
| --- | ------------------------ | --- | --------- | ------------------------------ |
| 14  | Meilenkastell March Burn | Seine Überreste liegen auf einer ca. 0,4 m hohen Erhebung, südlich der Straße B6318 und etwa einen Kilometer westlich der Anschlussstraße zur Rudchester-Farm. Das Meilenkastell zählte zum Kurzachsentyp I. Die Bauart des Nordtores ist unbekannt, es ähnelte vermutlich dem Tor von MK 37 und wurde später zugemauert. Die Befestigung war relativ groß, seine Längsachse war 18,29 m lang. An der Westseite konnte eine 5,11 m breite Kaserne beobachtet werden. 1930 wurde der Standort des Meilenkastells durch einen Landschaftsfotografen erkannt. 1946 ermittelte Stevens die Ausmaße der Befestigung und untersuchte das Nordtor, vom Südtor konnten keine Überreste gefunden werden. 1966 und 1989 untersuchte English Heritage das Areal, es konnten daraus aber keine neuen Erkenntnisse gewonnen werden. |           | 55° 0′ 13,3″ N, 1° 49′ 58,9″ W |
| 14A | Turm Eppies Hill         | Oberirdisch nicht mehr sichtbar. John Horsley berichtet noch von deutlich sichtbaren Resten, seine Angaben zum Standort des Turmes waren jedoch mehrdeutig und unpräzise. 1966 wurde bei einer Feldbegehung des English Heritage auf der höchsten Erhebung des Eppies Hill nur eine Ansammlung von Steinen unter einer Feldhecke vorgefunden, die möglicherweise einst zu diesem Turm gehörten. |           | 55° 0′ 13,5″ N, 1° 50′ 36,8″ W |
| 14B | Turm                     | Nicht untersucht. |           | 55° 0′ 16,2″ N, 1° 50′ 56,3″ W |

### Abschnitt 15
| ON  | Name/Ort                  | Beschreibung/Zustand | Abbildung | Lage                           |
| --- | ------------------------- | --- | --------- | ------------------------------ |
| 15  | Meilenkastell Whitchester | Oberirdisch nicht sichtbar, nur wenig untersucht, Ausgrabungen wurden nicht durchgeführt. Das Meilenkastell lag auf einer leicht abschüssigen Terrasse südlich der B6318, etwa drei Kilometer westlich der Kreuzung mit der A69. Es zählte zum Langachsentyp II, die Machart der Tore ist unbekannt. Befestigungen dieser Bauart wurden am Hadrianswall entweder von der Legio VI Victrix oder der Legio XX Valeria Victrix errichtet. 1958 wurden die Umrisse des Meilenkastells auf einem Luftbild der RAF erkannt, 1966 gelang es English Heritage bei einer Feldbegehung, den Bautyp zu ermitteln. 1989 vermaß English Heritage den Standort des Meilenkastells, die Terrasse war etwa einen Meter hoch, im Westen, Osten und Süden war sie von einem Graben umgeben. |           | 55° 0′ 20,3″ N, 1° 51′ 25,1″ W |
| 15A | Turm                      | Der Wachturm wurde 1931 lokalisiert. Bei einer Feldbegehung des English Heritage im Jahre 1966 wurde festgestellt, dass er zwischenzeitlich durch eine Straße überbaut worden war. |           | 55° 0′ 25,2″ N, 1° 51′ 53″ W   |
| 15B | Turm                      | Seine Position wurde ebenfalls 1931 bestimmt. Laut Ausgrabungsreport waren nur noch die Fundamente vorhanden. English Heritage untersuchte 1966 die Turmstelle, die nun ebenfalls von einer Straße überbaut war. Eine weitere Untersuchung des English Heritage im Jahre 1989 ließ jedoch Zweifel an der Standortbestimmung von 1931 aufkommen. |           | 55° 0′ 29,7″ N, 1° 51′ 53″ W   |

### Abschnitt 16
| ON  | Name/Ort                      | Beschreibung/Zustand | Abbildung | Lage                           |
| --- | ----------------------------- | --- | --------- | ------------------------------ |
| 16  | Meilenkastell Harlow Hill     | Oberirdisch ist nichts mehr sichtbar. Das Meilenkastell liegt südlich der B6318. Es stand vermutlich auf einer Terrasse (Länge der Nord-Süd-Achse ca. 23 m) am Kamm des Harlow Hill, von wo aus die Besatzung eine gute Sicht auf das Umland hatte. Über Baudetails oder Konstruktionstyp ist nichts bekannt. Der Hadrianswall wurde an diesem Abschnitt durch den Bau der B6318 fast vollständig abgetragen. 1732 untersuchte John Horsley die Fundamente des Meilenkastells. Bei Ausgrabungen in den 1920er Jahren konnten keine Überreste vorgefunden werden. 1930 wurde versucht, die genaue Position des Meilenkastells festzustellen. In den 1950er Jahren führten die beiden Archäologen Thomas Hepple und Ian Richmond noch einmal Ausgrabungen durch. |           | 55° 0′ 33,1″ N, 1° 52′ 47″ W   |
| 16A | Turm                          | Die Turmstelle befindet sich vermutlich größtenteils unter der heutigen B6318. Der Wachturm stand 42 Meter westlich eines Weidezauns am Ufer des Oatens. 1930 wurde er angeblich von Thomas Hepple entdeckt. In seinem Nachlass findet sich jedoch kein diesbezüglicher Eintrag. Bei einer neuerlichen Untersuchung im Jahre 1966 konnten keine Überreste vorgefunden werden. |           | 55° 0′ 32,8″ N, 1° 53′ 15,2″ W |
| 16B | Turm Great Northern Reservoir | Der Wachturm stand 70 m südlich des Zauns des Great Northern Reservoir (auch Whittle Dene reservoir complex), wahrscheinlich direkt an der B6318. 1930 angeblich von Thomas Hepple lokalisiert. Aber auch hierfür fanden sich keine Notizen in seinen Unterlagen. Der Wachturm wurde letztmals 1966 untersucht, es konnten dabei keine Überreste beobachtet werden. |           | 55° 0′ 31,9″ N, 1° 53′ 42,8″ W |

### Abschnitt 17
| ON  | Name/Ort                          | Beschreibung/Zustand | Abbildung | Lage                           |
| --- | --------------------------------- | --- | --------- | ------------------------------ |
| 17  | Meilenkastell Welton/Whittle Dene | Das Meilenkastell vom Kurzachsentyp I ist noch als leichte, 14,93 m × 17,68 m messende Erhebung im Gelände zu erkennen. Es liegt nahe der Ortschaft Welton, County Northumberland, rund 200 m von den Whittle Dene Reservoirs entfernt. Seine Ost-West-Seite war 16 m, die Nord-Süd-Seite 15 m lang, die Flügelmauern hatten eine Breite von 2,41 m. Die Ausgrabungen brachten zahlreiche Funde zutage, die eine nachrömische Nutzung bewiesen. Die jahrhundertelange landwirtschaftliche Tätigkeit hat die Überreste des Meilenkastells fast zum Verschwinden gebracht. Nur an der Ostseite sind noch einige verstreute Steine der Umwehrung zu sehen. 174 m westlich des Kastells ändern sich die Konstruktionsmerkmale des Hadrianswalles. Vermutlich begann dort der Bauabschnitt einer anderen Legion. Ein nahe dem Meilenkastell entdeckter (heute verschollener) Meilenstein stammte aus dem Jahr 213 n. Chr. und nannte in seiner Inschrift den Statthalter Gaius Julius Marcus. Sein Name ist für Britannien nur von diesem Exemplar bekannt, da er unter Kaiser Caracalla in Ungnade gefallen war und sein Name aus allen Inschriften entfernt wurde. Der Historiker Guy de la Bédoyère nimmt an, dass Marcus arretiert, des Hochverrats angeklagt und hingerichtet wurde. 1732 wurde das Meilenkastell von John Horseley lokalisiert. 1931 stellte man fest, dass sich östlich des Kastells die Breite der Wallfundamente änderte und etwas kleinere Steine für die Mauer verwendet worden waren. Danach wurde der nördliche Teil des Meilenkastells von dem Archäologen Hepple untersucht und sein Bautyp festgestellt. Teilweise wurden dabei auch die Überreste (0,8 m hoch, 3,3 m breit) der Nordmauer freigelegt. Im gleichen Jahr erforschten Birley, Brewis und Simpson den schmäleren Abschnitt des Hadrianswalles und vermaßen den Umfang des Meilenkastells. Das Nordtor war noch gut erhalten, ein Stück der Auskleidung der Torangel wurde geborgen und nach Newcastle in das Black Gate Museum gebracht. Am 14. Juli 1997 wird das Areal des Kastells unter Schutz gestellt. Das Centre for Archaeology führt 1999 im gleichen Jahr eine Untersuchung des Meilenkastells durch. Dabei wurden zwei Suchgräben ausgehoben, von denen einer die westliche Umwehrung kreuzte. Es wurde festgestellt, dass das Areal unter einer dicken Schwemmsandschicht begraben war. Außerhalb der Wälle wurde eine römerzeitliche Sickergrube entdeckt. Im Inneren des Meilenkastells stieß man hauptsächlich auf poströmische Mauerreste und einige Kleinfunde. Die Ruine wurde vermutlich nach Abzug der römischen Besatzung als Viehpferch genutzt. Die Mauerreste stammen wahrscheinlich aus dem 19. Jahrhundert, da sie in früheren Berichten nicht erwähnt werden. Die benachbarten Wachtürme liegen direkt an der B3618. Die östlich gelegenen Wachtürme (bis WT 12A) hatten die Eingänge im Osten und massivere Wände, bei den westlichen bis WT 21A hingegen lagen sie im Westen, und die Wände waren wieder schmaler ausgeführt. |           | 55° 0′ 31,9″ N, 1° 54′ 10,9″ W |
| 17A | Turm Welton East                  | 1931 ausgegraben, dabei wurde in der Südwestecke der Eingang, im Südosten eine steinerne Leiter- oder Treppenplattform und im Nordosten eine weitere gemauerte Plattform unbestimmter Funktion entdeckt. Als bemerkenswertester Fund kam ein Wurfgeschoss aus Tuffstein zutage, das für Katapulte (ballista) verwendet wurde. Es sind keine sichtbaren Überreste des Wachturms vorhanden, da er unter der B3618 liegt. Am 14. Juli 1997 wurde die Turmstelle unter Denkmalschutz gestellt. |           | 55° 0′ 33,2″ N, 1° 55′ 6,6″ W  |
| 17B | Turm                              | Der Wachturm wurde erstmals von John Horsley erwähnt. Die Turmstelle wurde am 11. Juni 1931 lokalisiert und ein Jahr später untersucht. Man stellte dabei fest, dass er baugleich mit 17A war. Er dürfte also gleichzeitig mit ihm erbaut worden sein. Der Eingang befand sich in der Südwestecke, die gemauerte Leiterplattform im Südosten. Da auch diese Turmstelle zum größten Teil von der B3618 überdeckt ist, sind keine sichtbaren Überreste vorhanden. |           | 55° 0′ 33,2″ N, 1° 55′ 6,6″ W  |

### Abschnitt 18
| ON  | Name/Ort                     | Beschreibung/Zustand | Abbildung | Lage                           |
| --- | ---------------------------- | --- | --------- | ------------------------------ |
| 18  | Meilenkastell East Wallhouse | Wenig untersucht. Das Meilenkastell befindet sich westlich von East Wallhouses in Northumberland, in der Nähe eines Bauernhofes an der B3618. Seine Reste sind noch als leichte, 0,5 m hohe Erhebung im Gelände erkennbar. Die Befestigung unterscheidet sich in einigen Details von den anderen Meilenkastellen am Hadrianswall. In der Forschung wird angenommen, dass es von einer der drei Legionen in Britannien begonnen, aber von einer anderen fertiggestellt worden sein muss. Das Meilenkastell wurde 1931 entdeckt und untersucht. 1978 fand man bei Ausgrabungen nahe dem Bauernhof auch die Reste einer Pflasterung aus Sandsteinblöcken, die vermutlich zur südlichen Wallstraße gehörten. 1999 fand man etwa 13 m der südlichen Ausfallstraße den U-förmigen Wehrgraben, der das Meilenkastell umgab. Er war zwischen 2,74 und 2,96 m tief, ein Übergang konnte aber nicht gefunden werden. Das Meilenkastell zählte zu den Kurzachsenexemplaren vom Typ I, diese Kastelle wurden gewöhnlich von der Legio VI Victrix oder der Legio XX Valeria Victrix erbaut. Das Tor wäre aber eher den Bauwerken der Legio II Augusta zuzuordnen. Das Meilenkastell ist das einzige von den 80 anderen am Wall, das die Konstruktionsmerkmale des Langachsentyps und des Tors von Typ I in sich vereint. Letzteres ist im Vergleich zu den anderen Exemplaren allerdings einfacher ausgeführt. Der Nordwall ist etwas breiter als die Seitenwälle. Die Abmessungen betragen von Ost nach West 16,36 m und von Nord nach Süd 18,14 m. Am 14. Juli 1997 wurde das Areal unter Denkmalschutz gestellt. |           | 55° 0′ 35,2″ N, 1° 55′ 34,8″ W |
| 18A | Turm Wallhouses East         | Der Wachturm befindet sich an der Kreuzung der Moorhouse Road mit der B3618. Seine Position ist an einer leichten Geländeerhebung an einer Hecke erkennbar. Als er 1931 entdeckt wurde, war noch seine aus sechs Treppen bestehende Leiterplattform erhalten. Während der Grabungen konnte auch die Schleuderkugel einer ballista geborgen werden. 1980–1981 konnte westlich des Wachturms beim Bau einer Pipeline der Wallgraben identifiziert werden, er war an diesem Punkt 8 m breit und 2,29 m tief. Die Erdwälle auf beiden Seiten des Grabens wurden in der Antoninischen Periode aufgeworfen. Das Areal wurde wahrscheinlich schon vor Errichtung des Hadrianswalles landwirtschaftlich genutzt, wie Spuren von Pflugscharen annehmen lassen. Das Areal von WT 18A wurde – gleichzeitig mit dem Meilenkastell – unter Schutz gestellt. |           | 55° 0′ 37,2″ N, 1° 56′ 1,8″ W  |
| 18B | Turm Wallhouses West         | Die Turmstelle liegt am Rand der B3618. Der Wachturm war früher größtenteils von einem Mauthäuschen überbaut (heute verschwunden). Es sind keine Überreste sichtbar. Er wurde teilweise 1931 und dann 1959 vollständig von Mitarbeitern der Durham University ausgegraben. Bei den Ausgrabungen konnte sein Stampflehmboden und am Eingang ein Ofen freigelegt werden. Im Turm befand sich wahrscheinlich eine Metallwerkstätte, da im Ofen Schlackenreste gefunden wurden. In einer nahegelegenen kleinen Grube lagerte man Holzkohle zu seiner Befeuerung. An Metallgegenständen konnten ein Schildbuckel und 60 Schuhnägel geborgen werden. Vermutlich wurden dort u. a. Caligae repariert. Erwähnenswert sind auch Funde von einigen Kupferfragmenten, einer Knochenplatte, Keramikscherben sowie Knochen von Kühen, Schweinen und Fischreste. Anhand dieser Funde lassen sich zwei Nutzungsperioden des Turmes unterscheiden, die stratigraphisch durch eine Geröllschicht getrennt sind. Die Ergebnisse der Untersuchungen der Durham University lassen annehmen, dass der Wachturm ab dem späten 2. Jahrhundert n. Chr. nicht mehr militärisch genutzt wurde. |           | 55° 0′ 39,1″ N, 1° 56′ 29,9″ W |

### Abschnitt 19
| ON  | Name/Ort                   | Beschreibung/Zustand | Abbildung | Lage                           |
| --- | -------------------------- | --- | --------- | ------------------------------ |
| 19  | Meilenkastell Matfen Piers | Das Meilenkastell befindet sich 150 m östlich des Weilers Matfen Piers an der Schmalversion des Hadrianswalles. Sein Areal ist von der B6318 überbaut. Das Kastell wurde größtenteils durch die jahrhundertelange landwirtschaftliche Tätigkeit zerstört. 1858 entdeckte Henry MacLauchlan das Meilenkastell und erwähnte es in seinem Untersuchungsbericht über den Wall. 1867 scheint es im Buch The Roman Wall von John Collingwood Bruce auf. 1931 führte Eric Birley gemeinsam mit dem North of England Excavation Committee während der Arbeiten an der Straße von Carlisle nach Newcastle auf dem Areal die ersten wissenschaftlichen Grabungen durch. Birley entdeckte dabei beim Südtor einen Weihealtar der Matronengottheiten, ein kleineres Altarexemplar wurde etwas später bei einem der benachbarten Wachtürme entdeckt. 1935 wurde das Meilenkastell durch Frank G. Simpson untersucht. 1980 wurde beim Pflügen die Wand eines Hauses der Innenbebauung freigelegt. Am 14. Juli 1997 wurde die Fundstelle unter Schutz gestellt. 1999 führte das English Heritage einige Sondierungen an der Ost- und Südseite durch. An Funden konnten die Reste von Eisengeräten, Glasfragmente, Tierknochen, ein Sesterz aus der Zeit des Hadrian (125–138) und Keramikscherben (manche aus prärömischer Zeit aber die meisten aus dem 2. bis 3. Jahrhundert n. Chr.) geborgen werden. Sichtbar ist nur noch eine südlich der Straße gelegene, ca. 0,15 m hohe Erhebung, die teilweise unter einer Hecke und auf einem Getreidefeld liegt. Das Meilenkastell zählte zum Langachsentyp III. Für die Errichtung von Befestigungen dieser Konstruktionsart war die legio VI Victrix, stationiert im Legionslager Eboracum, verantwortlich. Die im Vergleich zu anderen Meilenkastellen eher schmalen Mauern bestanden aus bearbeiteten, vermörtelten Blöcken, die einen Bruchsteinkern ummantelten. Die Umwehrung misst von West nach Ost 16,25 m und von Nord nach Süd 17,2 m; darin integriert ist ein stark verwitterter Sandsteinfelsen, der entweder dorthin gebracht wurde oder natürlichen Ursprungs ist. Das Nordtor war fast gänzlich verschwunden, nur wenige Reste seiner Fundamente waren noch vorhanden. Vermutlich wurde es schon in der Römerzeit wieder zugemauert. An der Südwestseite des Tores wurde ein Herd entdeckt. Am besten war die Westseite des Meilenkastells erhalten. Die Ausgrabung in den 1990er Jahren brachte dort unter anderem die Reste des antiken Lehmbodens zutage. Er war in der Antike möglicherweise von einer Schicht festgestampfter Erde überdeckt. Die Überreste des Südwalles ließen eine Schmalkonstruktion der Umwehrung erkennen. Der Ostwall war durch Steinraub fast komplett verschwunden. Die Breite des Hadrianswalles nahm 27,5 m östlich des MK 19 stufenweise auf 2,44 m ab. Wahrscheinlich war er dort einmal beschädigt oder baufällig und wurde dann repariert. Noch etwas weiter südlich war noch ein Dammweg über den Wallgraben erkennbar. Ein in den 1930er Jahren aufgefundener, 0,305 cm × 0,737 cm großer Weihealtar aus Sandstein stammt aus dem 2. Jahrhundert n. Chr. Eric Birley nahm an, dass er zum Inventar eines nahe gelegenen kleinen Tempels gehörte. Es wäre auch möglich, dass das Meilenkastell nachträglich zu einem Kultgebäude umgestaltet wurde. Der Fund derartiger Altäre am Hadrianswall ist nichts Ungewöhnliches, insgesamt sind noch 13 andere Exemplare bekannt. Besonders die Inschrift macht diesen Altar für die römische Militärgeschichte Britanniens interessant. Er wurde von der Cohortis Primae Fida Vardullorum civium Romanorum equitata milliaria Antoniniana gestiftet. Diese Kohorte lag u. a. auch im Vorpostenkastell von Bremenium (Rochester). Der Altar befindet sich heute in der Sammlung der Durham University, Museum of Archaeology. |           | 55° 0′ 40,7″ N, 1° 56′ 57,5″ W |
| 19A | Turm East Clarewood        | Der Wachturm liegt heute zum Großteil unter der B3618. Ein Überrest des aus Bruchsteinen bestehenden aufgehenden Mauerwerks, etwa 5 m lang und 0,8 m hoch, ist noch an einer Hecke zu erkennen. Der Turmeingang lag an der Südwestecke. Er wurde bereits in der römischen Besatzungszeit aufgegeben, nach den Keramikfunden zu urteilen wurde er bis 200 n. Chr. verwendet. Die Turmstelle wurde 1932 von Eric Birley untersucht. Von seiner Machart her ähnelte er stark den benachbarten Türmen 18 A und B, mit Ausnahme der Fundamentmulde, die mit Baumaterial vom Wall aus einer früheren Bauperiode aufgefüllt war. Im angrenzenden vallum wurden ein Türpfosten und ein Hypokaustpfeiler entdeckt, südlich des WT 19A sind auch einige bauliche Unregelmäßigkeiten erkennbar. Der Wachturm wurde gleichzeitig mit dem Meilenkastell als historisches Denkmal unter Schutz gestellt. |           | 55° 0′ 42,7″ N, 1° 57′ 24,5″ W |
| 19B | Turm West Clarewood        | Der Wachturm liegt ebenfalls teilweise unter der B3618, es sind keine sichtbaren Überreste vorhanden. Die Turmstelle wurde 1932 untersucht. Seine Mauern bestanden aus vermörtelten Lehmziegeln, sie waren etwas breiter als bei vergleichbaren Türmen in diesem Wallabschnitt (2,97 m). Der Eingang lag in der Südwestecke des Gebäudes. Unter dem mit Steinfliesen gepflasterten Boden wurde ein kleiner Weihealtar entdeckt, dessen Relief ein Gefäß, ein Messer und ein Phallussymbol darstellte. Eine Inschrift war auf ihm nicht vorhanden. Östlich des Turms gab es am südlichen Hang des vallum noch einige andere interessante Funde. Auch dieser Turm verlor wahrscheinlich während des 2. Jahrhunderts n. Chr. seine militärische Funktion. Turm 19B wurde ebenfalls – wie auch der Altar – unter Denkmalschutz gestellt. |           | 55° 0′ 44,3″ N, 1° 57′ 52,1″ W |

### Abschnitt 20
| ON  | Name/Ort                     | Beschreibung/Zustand | Abbildung | Lage                           |
| --- | ---------------------------- | --- | --------- | ------------------------------ |
| 20  | Meilenkastell Halton Shields | Nicht untersucht, das Meilenkastell wird unter den Gärten von drei Häusern im Osten des Hamlets Halton Shields vermutet.                                                 |           | 55° 0′ 45,8″ N, 1° 58′ 19,4″ W |
| 20A | Turm Car Hill                | 1935 lokalisiert, er wird heute durch eine Straße überdeckt, die genaue Lage ist jedoch unbekannt. An der Turmstelle wurden damals nur einige Keramikfragmente geborgen. |           |                                |
| 20B | Turm Downhill East           | Der Wachturm ist ebenfalls von einer modernen Straße bedeckt, seine genaue Position ist nicht bekannt.                                                                   |           |                                |

### Abschnitt 21
| ON  | Name/Ort                | Beschreibung/Zustand | Abbildung | Lage                            |
| --- | ----------------------- | --- | --------- | ------------------------------- |
| 21  | Meilenkastell Down Hill | Das Meilenkastell wurde durch Bodenradarmessungen nachgewiesen, sichtbare Überreste sind durch die Verwendung des Baumaterials zur Pflasterung einer Straße und den nahe gelegenen Steinbruch nicht mehr vorhanden. Sein Areal liegt teilweise unter einer Viehweide und einer Straße. Der Bautyp ist nicht bekannt. In den Jahren 1966 und 1989 nahm die English Heritage Feldbegehungen vor, es konnten damals aber keine Überreste entdeckt werden. |           | 55° 0′ 40,3″ N, 1° 59′ 41,3″ W  |
| 21A | Turm Red House          | Der Wachturm lag vermutlich 73 m östlich von Kastell Halton Chesters (Onnum), die Positionierung ist jedoch unsicher, seine Überreste sind von einer Straße überbaut. |           | 55° 0′ 39,2″ N, 2° 0′ 11,1″ W   |
| 21B | Turm Fence Burn         | Der Wachturm liegt teilweise unter der B6318, seine Position ist durch einen kleinen Hügel markiert. 1930 wurden dort einige Keramikfragmente geborgen. |           | 54° 59′ 37,2″ N, 1° 44′ 12,2″ W |

### Abschnitt 22
| ON  | Name/Ort               | Beschreibung/Zustand | Abbildung | Lage                          |
| --- | ---------------------- | --- | --------- | ----------------------------- |
| 22  | Meilenkastell Portgate | Das Meilenkastell liegt auf einer flachen, mit Torf bedeckten Terrasse, 200 m westlich des Portgate-Kreisverkehrs, die Verbindung zwischen der A68 und der B6318. Es stand an der Schmalversion des Hadrianswalles. Die Terrasse ist an der Ostseite ca. 5 m hoch. Seine Überreste wurden mehrmals zwischen 1966 und 1992 untersucht. Vermutlich zählte es zu den Meilenkastellen des Langachsentyps III, die von der Legio VI Victrix aus Eboracum erbaut wurden. Die Querachse des Kastells misst 16,76 m, die Maße der Längsachse konnten nicht ermittelt werden. Der Wall war im Bereich des Kastells 3,05 m breit. Einige Zeit nach seiner Fertigstellung wurde das Nordtor mit einer 1 m dicken Mauer verschlossen. Dies stand vermutlich mit der Einrichtung des nahe gelegenen Portgate als einzigen Grenzübergang an diesem Wallabschnitt im Zusammenhang (siehe dazu auch Hadrianswall, Abschnitt „Kastelle, Sicherungsanlagen und Verteidigungsstrategie“). 1930 wurden der Querschnitt des Meilenkastells sowie die Breite seiner Seitenmauern ermittelt (2,4 m), der Nordwall maß 2,7 m. Das aufgehende Mauerwerk im Süden war teilweise noch fünf Steinreihen hoch erhalten. |           | 55° 0′ 43,4″ N, 2° 1′ 3,7″ W  |
|     | Walltor Portgate       | Bei der Ortschaft Halton, Northumberland, befand sich zwischen MK 22 und Turm 22A ein befestigtes und streng bewachtes Walltor, das heute als Portgate bekannt ist. Seine Überreste liegen zwischen der Gaststätte Errington Arms und der B6318. Südwestlich des Stagshaw Roundabout (Kreisverkehr) sind noch zwei kleine Mauerreste vom Westturm des Tores sichtbar. Ca. 800 Meter östlich stand das Kastell von Halton Chesters (Onnum). Durch dieses Tor verlief eine ca. 50 Jahre vor dem Wall angelegte Römerstraße. Seit dem Mittelalter ist diese Straße als Dere Street bekannt. Im Jahre 1732 lokalisierte John Horsley die Überreste des Walltores. 1955 führte das English Heritage Felduntersuchungen durch. Der westliche Turm konnte bei einer Ausgrabung im Jahre 1966 von Dorothy Charlesworth nachgewiesen werden. Der nördliche Wallgraben lief um das Tor herum. Die Besatzung des Portgate überwachte den Verkehr auf einer der wichtigsten Fernverkehrsverbindungen in den Norden der Insel (High Rochester/Bremenium und Schottland). Das aufgehende Mauerwerk des Tores bestand aus ungewöhnlich großen, handbearbeiteten Blöcken. Der Torbau hatte wohl einen rechteckigen Grundriss und war mit zwei Flankentürmen, ähnlich wie das Westtor von Arbeia, versehen. Sie ragten bis zu 3,06 m hinter bzw. 3,66 m vor den Wall. Der antike Name des Tores ist nicht bekannt, der heutige dürfte angelsächsischen Ursprungs sein. |           | 55° 0′ 45,6″ N, 2° 1′ 17,8″ W |
| 22A | Turm Portgate          | Die Reste des Turmes befinden sich – bis auf seine Südseite – größtenteils unter der B6318. Die Fundamente der Südwand sind noch unter einem Zaun, unmittelbar südlich der Straße, erkennbar. Bei einer Ausgrabung im Jahr 1930 wurde festgestellt, dass das aufgehende Mauerwerk auf der Westseite noch vier Steinreihen hoch und drei im Osten erhalten war. Der Turm weist eine dieselbe Konstruktionsart auf wie bei den Exemplaren ab MK 22. In unmittelbarer Nähe wurde 1850 ein Stein mit der Aufschrift „Fulgar divom“ (Götterblitz) geborgen. Vermutlich markierte er eine Stelle, wo einst ein Blitz eingeschlagen hatte. |           | 55° 0′ 47,3″ N, 2° 1′ 30,9″ W |
| 22B | Turm Stanley           | Der Wachturm konnte 1930 lokalisiert werden. Er befindet sich unter der B6318, etwa neun Meter westlich der Zufahrt zur Portgate Farm. Es sind keine Überreste sichtbar. Nach dem Historiker William Hutton war im 18. Jahrhundert der umlaufende Graben noch gut zu erkennen. |           | 55° 0′ 50,7″ N, 2° 1′ 59,5″ W |

### Abschnitt 23
| ON  | Name/Ort                | Beschreibung/Zustand | Abbildung | Lage                            |
| --- | ----------------------- | --- | --------- | ------------------------------- |
| 23  | Meilenkastell Stanley   | Das Meilenkastell ist noch als etwa ein Meter hohe Geländeerhebung auf einer Weide südlich der B6318, rund 1,5 km westlich der Kreuzung mit der A68, erkennbar. Es wurde durch landwirtschaftliche Tätigkeit fast vollständig abgetragen. Als oberflächliche Spuren haben sich nur Reste eines umlaufenden Grabens im Süden und Osten erhalten. Es zählte vermutlich zum Langachsentyp III oder IV. Seine Querachse misst 15,24 m und hat relativ breite Ost- und Westmauern, auch der Hadrianswall wird an dieser Stelle wieder breiter. Die Dimensionen der Kastell-Südmauer sind unbekannt. Der Graben des Hadrianswalls weist in diesem Abschnitt ein etwas vom üblichen Standard abweichendes Sohlenprofil auf. Zusätzlich befindet sich dort eine acht Meter breite Unterbrechung, vermutlich die Überreste eines später entfernten Dammweges. 1930 lokalisierte Thomas Hepple das Meilenkastell und identifizierte seinen Bautyp. 1952 wurden der Graben und der Dammweg untersucht. 1966 und 1989 führte English Heritage dort zwei Geländebegehungen durch. |           | 55° 0′ 53,8″ N, 2° 2′ 25,4″ W   |
| 23A | Turm Stanley Plantation | Der 1920 entdeckte Wachturm ist vollkommen verschwunden, da seine Überreste unter der B6318 liegen. |           | 55° 0′ 57,5″ N, 2° 2′ 52,6″ W   |
| 23B | Turm Wall Fell          | Ebenfalls keine Spuren an der Oberfläche erhalten. Sein Standort konnte nur mit Hilfe der Position von Turm 23A ermittelt werden. Die Überreste liegen heute unter der B6318. |           | 54° 59′ 37,2″ N, 1° 44′ 12,2″ W |

### Abschnitt 24
| ON  | Name/Ort                | Beschreibung/Zustand | Abbildung | Lage                         |
| --- | ----------------------- | --- | --------- | ---------------------------- |
| 24  | Meilenkastell Wall Fell | Seine Überreste sind noch als kleine Geländeerhebungen erkennbar. Es liegt südlich der B6318, rund drei Kilometer westlich der Kreuzung mit der A68. Bautechnisch gehört es wahrscheinlich zum Langachsentyp, die Konstruktionsart des Nordtores ist nicht bekannt. Das Kastell hatte relativ breite Seitenwälle, seine Querachse maß 15,24 m. Auch der Hadrianswall ist an diesem Punkt wieder breiter ausgeführt. Veränderungen im Pflanzenbewuchs am Grabenabschnitt des Südtores lassen einen Übergang (Dammweg) vermuten, der aber noch während der römischen Besatzungszeit wieder entfernt wurde. Das Meilenkastell wurde 1879 von James Irwin Coates erstmals untersucht und beschrieben. Im Jahre 1930 konnten der exakte Standort und einige Konstruktionsdetails ermittelt werden. 1966 untersuchte English Heritage das Areal. Dabei konnte seine Position neuerlich bestätigt werden. Die Umwehrung war noch als 0,5 m hohe Erhebung erkennbar, im Nordosten waren Spuren des Mauerwerks nachweisbar. 1989 stellte English Heritage bei einer weiteren Feldbegehung Anzeichen einer Raubgrabung fest. |           | 55° 1′ 4,2″ N, 2° 3′ 47″ W   |
| 24A | Turm Green Field        | Der Wachturm wurde im Februar 1930 ausgegraben, heute liegt er unter der B6318. Sein Mauerwerk war in der Nordwestecke noch bis zu drei Lagen hoch erhalten. Es sind keine sichtbaren Überreste vorhanden. |           | 55° 1′ 7,6″ N, 2° 4′ 15,9″ W |
| 24B | Turm Tithe Barn         | Der Wachturm wurde im Februar 1930 ausgegraben und wies einen ähnlichen Erhaltungszustand wie 24A auf. Er ist heute ebenfalls von der B6318 überdeckt. Es sind keine sichtbaren Überreste vorhanden. |           | 55° 1′ 8,7″ N, 2° 4′ 41,3″ W |

### Abschnitt 25
| ON  | Name/Ort                  | Beschreibung/Zustand | Abbildung | Lage                         |
| --- | ------------------------- | --- | --------- | ---------------------------- |
| 25  | Meilenkastell Codlaw Hill | Das Meilenkastell liegt etwa drei Kilometer von der Ortschaft Low Brunton (Northumberland) südlich der B6318, fünf Kilometer westlich der Kreuzung mit der A68, entfernt. Seine Überreste sind noch als ca. 1 m hohe, mit Gras bewachsene Erhebung im Gelände auszumachen. Es zählt zum Langachsentyp und wurde deswegen vermutlich von der legio VI Victrix erbaut. Das Kastell wurde 1930 erstmals lokalisiert und anschließend von Thomas Hepple untersucht. 1946 fertigten Piloten der Royal Air Force Luftaufnahmen des Kastellareals an. Zehn Jahre später führte das English Heritage eine Feldbegehung durch, bei der aber keine neuen Erkenntnisse gewonnen werden konnten. Die Querachse der Befestigung misst 15,24 m, die West- und Ostwälle sind relativ breit konstruiert, gleich wie der Hadrianswall an diesem Abschnitt. Nordtor und Nordwall liegen heute unter der Straße. Im Süden konnten Spuren des rückwärtigen Wehrgrabens nachgewiesen werden, von der hinter dem Grenzwall verlaufenden römischen Militärstraße konnten bislang keine Reste entdeckt werden. Wahrscheinlich sicherte das Meilenkastell dort einen Walldurchgang bzw. eine Grenzkontrollstelle. |           | 55° 1′ 9″ N, 2° 5′ 10″ W     |
| 25A | Turm Hill Head            | Der Wachturm stand wahrscheinlich etwas östlich der Hill Head Farm. Er wurde 1930 von Thomas Hepple untersucht. Seine Ausmaße wurden von ihm mit 3 m × 1,2 m angegeben. Im Jahre 1959 versuchte man, den Turm erneut an der von Heple angegebenen Stelle zu lokalisieren, dies schlug aber fehl. Wahrscheinlich hatte Hepple eine Ansammlung von Sandsteinen irrtümlich als Überreste des Wachturms angesehen. |           | 55° 1′ 10,3″ N, 2° 5′ 40″ W  |
| 25B | Turm St. Oswald           | Der Wachturm befand sich im Südwesten der St.-Oswald-Kirche in Heavenfield. Sichtbare Reste sind nicht vorhanden. Er wurde erstmals im Jahre 1930 von Thomas Hepple untersucht. Das aufgehende Mauerwerk war an der Südwand noch drei bis vier Lagen hoch erhalten. Eine weitere Ausgrabung fand im Jahr 1959 statt, bei der die Abmessungen dokumentiert wurden (3,45 m × 4,16 m). Die Stärke der Nordwand betrug 1,6 m, die der restlichen Wände 0,91 m. Seine Konstruktionsmerkmale lassen auf seine Errichtung durch Angehörige der Legio XX Valeria Victrix schließen. Wahrscheinlich wurde er gegen Ende der Regierungszeit des Antoninus Pius erbaut. Das Mauerwerk bestand aus mit Mörtel verbundenem Bruchstein, der Boden aus Stampflehm, auf den zusätzlich eine Schicht Mörtel aufgetragen worden war. Die Lage der Südwestecke war während des Baus mit Felsbrocken markiert worden. Als Beifunde kamen hauptsächlich Keramikfragmente (Amphoren) und fünf Spielsteine außerhalb der Nordwestecke des Turms zum Vorschein, möglicherweise war die Westwand dort ursprünglich von einem Fenster durchbrochen. Auch Gegenstände aus Kupfer und Eisen, einschließlich einer Pfeilspitze, konnten geborgen werden. Zur Innenausstattung zählte u. a. ein Ofen, der zweimal erneuert worden war. An der Südwand befanden sich die Reste einer Leiter- oder Treppenplattform. |           | 55° 1′ 10,7″ N, 2° 6′ 6,6″ W |

### Abschnitt 26
| ON  | Name/Ort                     | Beschreibung/Zustand | Abbildung | Lage                          |
| --- | ---------------------------- | --- | --------- | ----------------------------- |
| 26  | Meilenkastell Plantrees      | Das Meilenkastell befindet sich südlich der B6318. Es liegt ca. 700 m östlich der Kreuzung der B6318 mit der A6079, an der Breitversion des Walls. Von der Anlage sind keine sichtbaren Reste erhalten. Die Abmessungen sind die gleichen wie bei den MK 23, 24 und 25, Länge 15,24 m. Es handelte sich um ein Meilenkastell des Langachsentyps, die Konstruktion seiner Tore ist unbekannt. Derartige Befestigungen wurden von der Legio VI Victrix erbaut. Es war von einem Graben umgeben, über den vermutlich ein Dammweg führte. Das Kastell wurde am 5. Februar 1930 von Thomas Hepple ausgegraben. Dabei wurden Lage und Abmessungen der Anlage dokumentiert und die Fundstelle skizziert. Im Jahr 1956 entdeckte man im Mauerschutt hinter der Nordmauer zwei eiserne Keile (260 mm lang), die wohl zum Spalten von Steinen verwendet wurden. 1966 führten Mitarbeiter des English Heritage eine Feldbegehung durch. Dabei wurde festgestellt, dass keine sichtbaren Reste vorhanden waren, da die Fundstelle mittlerweile durch den Straßenbau zerstört worden war. 1989 führte die English Heritage neuerlich eine Untersuchung durch, hierbei konnten keinerlei Überreste des Meilenkastells mehr gesichtet werden. Das Areal war schon vollständig von der Straße und einem Platanenhain überdeckt. |           | 55° 1′ 13,7″ N, 2° 6′ 34,8″ W |
| 26A | Turm High Brunton            | Er wurde 1930 direkt neben der B6318 am High Brunton House von Thomas Hepple lokalisiert. Eine weitere Untersuchung im Jahr 1959 ergab, dass sein Innenboden aus Stampflehm und Mörtel bestand, aber auch zum Teil mit Steinplatten gepflastert war. Er war zweimal mit einer Sandschicht aufgeschüttet worden. Dabei wurde auch jedes Mal die Feuerstelle erneuert. Ein kleiner Bereich war von einem Steinkranz umgeben, er bestand während der gesamten Nutzungsdauer des Turms, sein Verwendungszweck ist unbekannt. Im Turm wurden auch einige Utensilien, die zum Bronzeguss verwendet wurden, ausgegraben (Tiegel, Schleifstein). In weiterer Folge wurden auch Keramikfragmente sowie zwei Krüge und eine Amphore gefunden. Einige dieser Fragmente stammen wohl von der Legio VI Victrix. Wahrscheinlich hatte eine ihrer Vexillationen den Turm erbaut. Die Funde ließen sich ins späte zweite Jahrhundert datieren. |           | 55° 1′ 18″ N, 2° 6′ 58,7″ W   |
| 26B | Turm Brunton                 | Dieser Wachturm stand westlich des Brunton House, direkt an der A6079. Seine Reste wurden konserviert, die Mauern stehen teilweise noch bis zu 2,8 m hoch und sind Teil eines 69 m langen erhaltenen Abschnitts des Hadrianswalls. Der Turm wurde 1873 von John Clayton entdeckt und 1930 von Thomas Hepple untersucht. Das Gebäude maß 3,88 m × 3,5 m. Der Eingang war 1,22 m breit. Die Seitenwände waren 0,84 m dick. Der Hadrianswall bildete die Nordwand des Wachturms, 1947 war er dort noch elf Steinreihen hoch erhalten. Die Südwand war noch fast 1,22 m hoch. Innerhalb des Turmes stand ein kleiner Altar. Östlich von ihm geht die Breitversion des Hadrianswalls in die Schmalversion über. 27 m westlich des Turmes wurde aus der südlichen Steinverblendung der Wallmauer die Bauinschrift einer Hilfstruppenkohorte (centurial stone) geborgen. Sie wird heute im Chesters Museum aufbewahrt. |           | 55° 1′ 22,9″ N, 2° 7′ 27,5″ W |
|     | Wallabschnitt bei Planetrees | Die Mauerreste befinden sich 250 m westlich der Planetrees Farm. An ihnen kann man deutlich den Übergang der Mauerkonstruktion von der Breit- auf die Schmalversion erkennen. 1801 konnte sein Abriss (zur Gewinnung von Baumaterial für ein Farmhaus) durch Intervention von William Hutton gerade noch verhindert werden. Der Abschnitt ist etwa 35 m lang. Sein östlicher Teil (20 m lang, 1,75 m breit) wurde noch als Breitverson ausgebaut, der westliche Teil (etwa 15 m lang, 2,8 m breit) war wesentlich schmäler aufgeführt, stand aber noch auf einer viel breiteren Fundamentierung. An der Schmalkonstruktion des Walls wurden auch einige Sickerwasserabläufe eingebaut, die die ganze Breite der Fundamente durchschneiden. Das bedeutet, dass diese Durchlässe zur selben Zeit wie die Fundamente angelegt wurden und nicht erst bei der Errichtung des aufgehenden Mauerwerks. Im September 1989 untersuchten Mitarbeiter des English Heritage im Rahmen ihres Hadrianswallprojektes diesen Wallabschnitt. |           | 55° 1′ 15,8″ N, 2° 7′ 27,5″ W |

### Abschnitt 27
| ON  | Name/Ort                  | Beschreibung/Zustand | Abbildung | Lage                          |
| --- | ------------------------- | --- | --------- | ----------------------------- |
| 27  | Meilenkastell Low Brunton | Wenig untersucht, keine Reste des Kastells oder des Walles oberirdisch sichtbar. Der Standort des Meilenkastells liegt westlich der Ortschaft Low Brunton, auf einer Viehweide nahe der – heute aufgelassenen – Bahnstrecke der Border Counties Railway und der Wallbrücke beim Hilfstruppenlager von Chesters (Cilurnum). |           | 55° 1′ 27,6″ N, 2° 7′ 54,6″ W |
| 27A | Turm Chesters             | Der WT wurde 1945 bei Ausgrabungen auf dem Gelände des Reiterkastells entdeckt. Von ihm ist nur ein 3,36 m langes Stück der Grundmauern erhalten geblieben die aus einer in Lehm gebundenen Bruchsteinlage bestehen. Sie liegen ca. 42 m westlich des Osttors, nahe an der Principia des Kastells. Der Turm wurde nie fertiggestellt. Nur seine Fundamente und einige Steinreihen wurden aufgemauert, bevor man sich entschloss, an dieser Stelle das Wallkastell von Chesters zu errichten. |           | 55° 1′ 33,3″ N, 2° 8′ 20,9″ W |
| 27B | Turm                      | Keine Überreste vorhanden. Seine Position konnte nur geschätzt werden. |           | 55° 1′ 39,5″ N, 2° 8′ 44,5″ W |
|     | Wallbrücke Chesters       | Die mehrphasige Brücke ermöglichte den Übergang über den oberen Tyne (North Tyne) bei Chollerford und war eine der frühesten Bauten dieser Art am Hadrianswall. Sie zählt zu den eindrucksvollsten noch erhaltenen römischen Bauten an diesem Abschnitt. Bei der Brücke von Chesters querte der Wall und die südliche Militärstraße den Fluss. Auf ihr erreichte man u. a. das Wallkastell von Chesters, das unmittelbar nach der Brücke am Westufer stand. Sie ist heute auf einem Fußweg, ausgehend von der nahen Chollerford Brücke, zu erreichen. Die Grundmauern des östlichen Widerlagers der Brücke II und ihres Wachturmes haben sich erhalten. Bei niedrigen Wasserstand sind auch Reste des westlichen Widerlagers und die Substruktionen von zwei Pfeilern in der Mitte des Flussbetts sichtbar. |           | 55° 1′ 30″ N, 2° 8′ 16,8″ W   |

### Abschnitt 28
| ON  | Name/Ort              | Beschreibung/Zustand | Abbildung | Lage                          |
| --- | --------------------- | --- | --------- | ----------------------------- |
| 28  | Meilenkastell Walwick | Das Meilenkastell zählte vermutlich zum Langachsentyp. Die Konstruktion seiner Tore konnte nicht mehr ermittelt werden. Es wurde entweder von der Legio VI Victrix oder der Legio XX Valeria Victrix erbaut. Das Kastell wurde 1957 entdeckt und lag südlich der Walwick Hall in Chesters an einem Feldweg. 1967 untersuchten Mitarbeiter des English Heritage die Fundstelle. Dabei wurde festgestellt, dass die Anlage nur mehr anhand einer leichten Geländeerhebung, vermutlich ein Rest der Südmauer, sichtbar war. 1989 wurde das Areal erneut von English Heritage begutachtet. Reste des Meilenkastells konnten diesmal nicht beobachtet werden. Die 1967 beobachtete Geleänderhebung stammte in Wahrheit aus der Neuzeit und war auch zu weit vom Hadrianswall entfernt. |           | 55° 1′ 44,7″ N, 2° 9′ 10,2″ W |
| 28A | Turm Walwick Hall     | Keine sichtbaren Überreste mehr vorhanden. Er wurde erstmals im Jahre 1727 von Alexander Gordon im Iter Septentrionale beschrieben: „Bei einer kleinen Sondierungsgrabung konnte eine Mauer aus behauenen Stein freigelegt werden, ein wenig mehr als 12 Fuß lang, etwas weniger in der Breite und noch etwa fünf Steinreihen hoch.“ 1920 konnte die Turmstelle etwa 270 m westlich von Walwick Hall lokalisiert werden. |           | 55° 1′ 51,7″ N, 2° 9′ 37,8″ W |
| 28B | Turm Rye Hill         | Der Wachturm wurde 1920 lokalisiert und erstmals 1965 von English Heritage untersucht. Die Turmstelle war nur an stark überwachsenen Mauerresten erkennbar (quadratische Struktur, Abmessungen etwa 4 m Nord-Süd-Wand bzw. 5 m Ost-West-Wand). |           | 55° 1′ 57,6″ N, 2° 10′ 3,7″ W |

### Abschnitt 29
| ON  | Name/Ort                | Beschreibung/Zustand | Abbildung | Lage                           |
| --- | ----------------------- | --- | --------- | ------------------------------ |
| 29  | Meilenkastell Tower Tye | Das Meilenkastell wurde 1732 von John Horsley lokalisiert. Er nahm an, dass es nicht direkt an den Wall angebaut war. Es konnten aber nachträglich keine Beweise dafür gefunden werden. 1840 vermaß Reverent John Hodgson die Anlage, 18 Jahre später berichtete Henry MacLauchlan, dass ihre Überreste inzwischen abgetragen worden waren. Sichtbar waren nur mit Rasen bewachsene Bodenerhebungen. 1957 wurde es im Handbook to the Roman Wall, Nr. 11, genauer beschrieben. 1989 untersuchten Mitarbeiter des English Heritage das Areal. Es wurde dabei festgestellt, dass das Meilenkastell von einem mit Steinen ausgelegten Drainagegraben und zusätzlich von einem externen Wehrgraben (beobachtet an der Süd- und Westseite) umgeben war. Vom Kastell sind noch eine leicht erhöhte Erdterrasse, umgeben von einem Graben, zu sehen (Südwestecke, Ostmauer). Es befindet sich direkt neben der B6318. Solche umlaufenden Gräben wurden auch bei den MK 9, 23, 25 und 51 beobachtet. Vermutlich dienten sie ursprünglich zur Entwässerung der Baustelle. Es handelte sich um eine Befestigung des Langachsentyps, obwohl die Konstruktion des Haupttores nicht klar bestimmt werden konnte. Seine Abmessungen betrugen 19 m × 18 m. Die Ecken waren abgerundet. Am Südtor und am Nordtor waren noch die Reste eines Dammweges erkennbar. Nördlich des Kastells befanden sich ein Walldurchgang und ein Dammweg über den vorgelagerten Graben. Der Wall in dieser Sektion wurde vermutlich von einer cohors VIIII der Hilfstruppen unter dem Befehl des Aelius Aelianus erbaut. Man ist sich in der Forschung jedoch noch uneinig, ob die diesbezügliche Inschrift aus der Umgebung des MK oder dem WT 27b stammt. |           | 55° 2′ 3,4″ N, 2° 10′ 31,6″ W  |
| 29A | Turm Black Carts        | Der Wachturm befindet sich ca. 100 Meter östlich der Nebenstraße nach Simonburn. Der Ortsname Carts leitet sich vom altenglischen Wort ceart, felsig und rau, ab. Er ist Bestandteil eines 460 Meter langen Strecke der Schmalversion des Walles mit deutlich sichtbarer Fundamentierung. Der Turm wurde wahrscheinlich von einem Bautrupp der Legio XX Valeria Victrix gleichzeitig mit dem Wall erbaut. Seine Südseite ist bis auf die Grundfesten zerstört. Im Norden ist das Aufgehende hingegen noch bis zu elf Steinreihen hoch erhalten. Die Schwelle der Eingangstüre besteht aus massiven Steinblöcken. Die Innenmaße des Turmes betragen 3,45 Meter × 3,40 Meter. Der Eingang ist 0,9 m breit und befand sich an der östlichen Ecke der Südwand. Die Turmstelle wurde erstmals 1873, 1912 und letztmals im Jahr 1971 untersucht. Danach wurden die Mauerreste restauriert und konserviert. Bei den Grabungen konnten auch Mühlsteinfragmente, zusammen mit einer außergewöhnlich hohen Anzahl von Münzen aus der Zeit der Kaiser Vespasian, Trajan, Hadrian und Konstantin I. geborgen werden. |           | 55° 2′ 9,6″ N, 2° 10′ 56,8″ W  |
| 29B | Turm Limestone Bank     | Vom Wachturm ist nur noch eine leichte Bodenerhebung und wenig Mauerwerk sichtbar. Teilweise ist auch der Anschlussweg zur römischen Wallstraße noch erkennbar. Die Ausgrabungen im Jahr 1912 ergaben, dass der Wachturm fast baugleich mit WT 29A war. Im Mauerschutt befanden sich auch Dachziegel, viele von Nagellöchern durchbohrt, und drei große Steinplatten. Der Boden bestand aus Stampflehm und war teilweise gepflastert. In der südwestlichen Ecke stand eine gemauerte Plattform, auf der die Leiter in das Obergeschoss aufgesetzt war. Neben der Ostwand hatte man eine Amphore in den Boden eingelassen, die Feuerstelle lag an der Westwand. Bei den Grabungen konnten auch ein Schildbuckel, eine Speerspitze, eine Mantelfibel, ein Spielbrett, Mühlsteinfragmente und zwei Feuersteine geborgen werden. Die Keramikfunde lassen darauf schließen, dass der Turm nicht über das 2. Jahrhundert hinaus bemannt war. |           | 55° 2′ 14,9″ N, 2° 11′ 22,1″ W |

### Abschnitt 30
| ON  | Name/Ort                       | Beschreibung/Zustand | Abbildung | Lage                           |
| --- | ------------------------------ | --- | --------- | ------------------------------ |
| 30  | Meilenkastell Limestone Corner | Das Kastell liegt im Westteil der sogenannten Limestone Corner, in unmittelbarer Nähe der B6318. MK 30 war vermutlich eine Befestigung des Langachsentyps. Die Eingangstore konnten jedoch nie freigelegt werden, weswegen diese Typenzuordnung unsicher ist. Solche Meilenkastelle wurden in der Regel von Bautrupps der Legio VI Victrix oder der Legio XX Valeria Victrix errichtet. Die Reste des Kastells sind an einer 0,8 m hohen Böschung und Mauerwerk der Ostwand (beide Seiten) zu erkennen. Letztere ist 3,1 m lang, ca. 2,25 m breit und noch bis zu einer Höhe von 0,6 m erhalten. Das Kastell misst an seiner Nord-Süd-Seite etwa 20 m. 1927 wurde das Meilenkastell erstmals von Grace Simpson untersucht. Sie vermaß seine Nord-Süd-Länge und ein Stück der römischen Militärstraße. 1951 wurden die Flügelmauern und der vorgelagerte Wallabschnitt ausgegraben. Dabei wurde festgestellt, dass er hier als Schmalversion auf Breitfundament weitergeführt worden war. 1965 erfolgte eine Feldbegehung durch Mitarbeiter von English Heritage. Vom Meilenkastell waren zu diesem Zeitpunkt noch eine 3 m hohe Bodenerhebung und Fragmente der Ostmauer (NO-Ecke) zu sehen. Von der Wallstraße waren noch Reste des Unterbaus erkennbar. 1989 erfolgte eine weitere Begehung durch English Heritage im Rahmen des Hadrian’s Wall Project. Dabei konnten die früheren Beobachtungen bestätigt werden. |           | 55° 2′ 18,6″ N, 2° 11′ 47,6″ W |
| 30A | Turm Carrawburgh East          | Die Turmstelle liegt größtenteils unter der B6138. 1912 wurde angeblich die Südseite untersucht. Man vermutet den Standort des Wachturms 40 Meter westlich vom MK 30, auf dem höchsten Punkt des Tuppermoor Hill. Bei Feldbegehungen durch Mitarbeiter des English Heritage in den Jahren 1966, 1965 und 1989 waren keine Überreste des Turmes mehr zu finden. |           | 55° 2′ 13,6″ N, 2° 12′ 16″ W   |
| 30B | Turm Carrawburgh West          | Der Wachturm liegt auf einer 0,6 Meter hohen Erhebung, 40 Meter westlich der Zufahrtsstraße zu Carrawburgh Farm. Seine Westmauer wurde 1912 untersucht. 1966 grub R. W. Harris die Turmstelle aus. 1966 und 1989 besuchten auch Mitarbeiter des English Heritage die Fundstelle. |           | 55° 2′ 11,3″ N, 2° 12′ 43,8″ W |
|     | Marschlager Limestone Corner   | Auf dem höchsten Punkt des Teppermore Hill (nahe Limestone Corner) wurden 1912 die Überreste eines römischen Marschlagers entdeckt. Es liegt 150 Meter südlich einer Kurve der B6318. Sein Grundriss war fast quadratisch. Die Abmessungen betrugen in etwa 50 × 50 Meter und er bedeckte eine Fläche von rund 0,2 Hektar. Die Reste der Umwehrung, eines Grabens und der vier Tore blieben jedoch immer sichtbar. Im Inneren wurden die Grundfesten einiger Gebäude beobachtet. Wahrscheinlich wurde das Lager mehrmals von Soldaten benutzt. Die auf dem Kastellareal gefundene Keramik stammt aus dem zweiten und dem späten dritten oder frühen vierten Jahrhundert. Später wurde ein Gehöft (nur noch anhand einer Reihe von Bodenerhebungen erkennbar) über dem Lager erbaut. |           | 55° 2′ 18″ N, 2° 11′ 33,7″ W   |

### Abschnitt 31
| ON  | Name/Ort                  | Beschreibung/Zustand | Abbildung | Lage                          |
| --- | ------------------------- | --- | --------- | ----------------------------- |
| 31  | Meilenkastell Carrawburgh | Das Meilenkastell liegt heute unter einem Parkplatz in Carrawburgh. Über das Kastell ist nur wenig bekannt. Nur seine Westmauer und die Überreste des 0,15 m hohen Dammes der Wallstraße konnten beobachtet werden. Anfang des 19. Jahrhunderts wurden zunächst einige Knochen zwischen dem Meilenkastell und dem Kastell von Carrawburgh (Brocolitia) entdeckt. 1934 suchte man erneut nach Überresten der Befestigung. Es konnte aber nur eine Münze aus der Regierungszeit des Victorinus geborgen werden. 1964 wurden im Vorfeld des dortigen Parkhauses Grabungen durchgeführt. Dabei konnte die durch Steinraub fast vollkommen zerstörte Westmauer des Kastells nachgewiesen werden. Ein Jahr später führten Mitarbeiter des English Heritage dort eine Feldbegehung durch. Dabei wurde festgestellt, dass die Nordmauer der Befestigung unterhalb einer Autostraße liegt. Vom übrigen Meilenkastell war nur noch eine leichte, 0,25 m hohe (Westseite) Bodenerhebung erkennbar. Letztmals führte 1989 der English Heritage noch einmal eine Untersuchung der Fundstelle im Rahmen seines Hadrianswallprojekts durch. Hierbei konnte aber nur der bisherige Wissensstand bestätigt werden. |           | 55° 2′ 5,6″ N, 2° 13′ 40,5″ W |
| 31A | Turm The Strands          | Der Wachturm liegt heute unterhalb der B6318. Sichtbare Reste sind nicht vorhanden. Trotz Nachforschungen im Jahre 1966 durch R. W. Harris, Durham University, konnte der Turm an seinen vermuteten Standort nicht lokalisiert werden. |           | 55° 2′ 2,7″ N, 2° 13′ 38,6″ W |
| 31B | Turm Carraw East          | Der Wachturm liegt auf einem privaten Grundstück südlich der B6318, nur wenige Meter östlich der Carraw Farm. Von der Turmstelle ist noch eine leichte erhöhte, quadratische Bodenerhebung sichtbar. Eine Ausgrabung durch R. W. Harris im Jahr 1966 ergab, dass sich der Eingang des Turmes an der östlichen Seite der Südwand befand. Vermutlich wurde er von einem Bautrupp der Legio XX Valeria Victrix erbaut. Im späten 2. Jahrhundert wurde die Schwelle des Eingangs noch einmal etwas erhöht. |           | 55° 2′ 3″ N, 2° 14′ 6″ W      |

### Abschnitt 32
| ON  | Name/Ort             | Beschreibung/Zustand | Abbildung | Lage                           |
| --- | -------------------- | --- | --------- | ------------------------------ |
| 32  | Meilenkastell Carraw | Vom Meilenkastell 32 sind keine sichtbaren Reste vorhanden. Nur eine Bodenerhebung und ein 0,3 m tiefer Graben markieren den Verlauf der Nordseite des Kastells, die von einer neuzeitlichen Mauer überbaut ist. 1961 wurde seine Position durch Eric Birley bestimmt. 1966 führten Mitarbeiter des English Heritage eine Feldbegehung durch. Dabei wurde festgestellt, dass die Überreste des Kastells nur anhand einer Bodenerhebung und eines umlaufenden, von Schatzsuchern ausgehobenen Grabens erkennbar waren. Antikes Mauerwerk war nicht mehr sichtbar. 1971 untersuchte man den Bereich des südlichen Eingangstores. Aufgrund des jahrelangen Steinraubs war das Tor aber schon zu stark zerstört, um daraus noch neue Erkenntnisse bezüglich der Konstruktion des Meilenkastells gewinnen zu können. In weiterer Folge wurden Keramikfragmente aus dem 4. Jahrhundert geborgen. 1989 konnten von English Heritage im Rahmen des Hadrianswallsprojekts die vorangegangenen Beobachtungen bestätigt werden. Bei der Befestigung handelt es sich vermutlich um ein Exemplar des Langachsentypus. Errichtet wurde es entweder von einem Bautrupp der Legio VI oder durch die Legio XX. Seine Abmessungen (Ränder der Bodenerhebung) betragen 20 Meter × 16,5 Meter. Möglicherweise war der umlaufende Graben von einem Dammweg überbrückt. |           | 55° 1′ 59,5″ N, 2° 14′ 34,8″ W |
| 32A | Turm Carraw West     | Einige Reste des Wachturms wurden 1920 teilweise entfernt, größtenteils ist er aber von der B6318 überbaut. |           | 55° 1′ 56,7″ N, 2° 15′ 1″ W    |
| 32B | Turm Brown Moor      | Zur Standortbestimmung wurden die Abstände zu den benachbarten Meilenkastellen bzw. Wachtürmen abgemessen. Vermutlich ist er zur Gänze von der B6318 überbaut. |           | 55° 1′ 54,8″ N, 2° 15′ 32″ W   |

### Abschnitt 33
| ON  | Name/Ort                         | Beschreibung/Zustand | Abbildung | Lage                           |
| --- | -------------------------------- | --- | --------- | ------------------------------ |
| 33  | Meilenkastell Shield on the Wall | Seine Überreste wurden wenige Meter neben der B6318 lokalisiert und sind noch deutlich erkennbar. 1930 wurde beim Nordtor das Fragment eines Reliefsteines, verziert mit Laubornamenten entdeckt. 1935–1936 wurde das Meilenkastell ausgegraben und vermessen. 1966 fand eine Feldbegehung durch das English Heritage statt, wobei die Ergebnisse von 1935 bis 1936 bestätigt werden konnten. 1988 wurde das Areal noch einmal von Mitarbeitern des English Heritage untersucht und vermessen. Das Kastell zählt zum Langachsenbautyp II und wurde vermutlich von der legio XX Valeria Victrix erbaut. Erhalten geblieben sind Mauersegmente des Nordtors und des Südtores, die teilweise noch eine Höhe von 1,2 m erreichen. Die Befestigung hatte einen Umfang von 24 m × 21 m. Ihre relativ großen und massiv ausgeführten Torschwellen entsprechen denen von MK 13, 17 und 53. |           | 55° 1′ 51,1″ N, 2° 15′ 58″ W   |
| 33A | Turm                             | Lokalisiert 1920, Überreste sind keine mehr sichtbar, der Wachturm wurde im Laufe der Jahrhunderte durch Steinraub vollkommen abgetragen. Eric Birley beschrieb seine Position im Jahre 1961 folgendermaßen: „...150 yards östlich des 27. Meilensteins von der Brücke die den Coesike überquert.“ |           | 55° 1′ 48,5″ N, 2° 16′ 24,2″ W |
| 33B | Turm Coesike                     | Der Wachturm befindet sich ungefähr 150 m westlich der B6318. Das aufgehende Mauerwerk ist teilweise noch bis zu einer Höhe von 1,1 m erhalten. Der Eingang mit einer etwas angehobenen Türschwelle befand sich am östlichen Ende der Südmauer. In der Südwestecke standen die Leiterplattform und eine Herdstelle. Sein Boden war aufgeschüttet und teilweise gepflastert. Die Turmwände waren 0,9 m dick. Der Turm befindet sich am schmaler ausgeführten Abschnitt des Walls, die Flügelmauern waren aber bemerkenswerterweise etwas breiter ausgeführt als üblich. Der Fund eines Inschriftensteins, der die „legio VI Victrix“ nennt, lässt annehmen, dass er von dieser Legion erbaut wurde. Nach Verlegung der Besatzungen an den Antoninuswall zunächst für längere Zeit unbesetzt, wurde er aber nach dem Rückzug der Römer aus Schottland wieder für kurze Zeit in Betrieb genommen. Der Eingang wurde im späten 2. Jahrhundert zugemauert, da der Turm ab diesem Zeitpunkt vermutlich nicht mehr verwendet wurde. Schließlich wurde er bis auf die am Wall angelehnten Seitenwänden und vier Steinreihen der vorderen Mauer abgebrochen. An Kleinfunden wurden bei den Ausgrabungen Fragmente von Gefäßen, Kochgeschirr und Tierknochen (Kalb, Schaf und Ferkel) geborgen. |           | 55° 1′ 45,1″ N, 2° 16′ 51,9″ W |

### Abschnitt 34
| ON  | Name/Ort                | Beschreibung/Zustand | Abbildung | Lage                            |
| --- | ----------------------- | --- | --------- | ------------------------------- |
| 34  | Meilenkastell Grindon   | Vom Meilenkastell sind keine sichtbaren Überreste vorhanden, sein Standort ist durch eine Baumreihe und eine Trockenmauer rund 0,5 Kilometer östlich der Sewingshields Farm markiert. 1947 konnte ermittelt werden, dass das Kastell zum Langachsentyp II zählte, erbaut von der Legio XX Valeria Victrix. 1965 und 1988 führte das English Heritage Feldbegehungen durch. Sichtbare Überreste wurden dabei nicht gefunden. Es konnten nur seine Position und vorangegangene Ermittlungsgebnisse bestätigt werden. |           | 55° 1′ 43,3″ N, 2° 17′ 15,8″ W  |
| 34A | Turm Grindon West       | Der Wachturm befindet sich östlich der Sewingshields Farm. Seine Wände (etwa 0,95 m breit) bestanden aus einem Mörtelkern mit beidseitiger Steinverblendung. Wie einige andere Exemplare am Hadrianswall hatte er ungewöhnlich kurze Flügelmauern (9 m × 6 m), was darauf hindeutet, dass er zu den letzten am Wall errichteten Befestigungen gehört. Im Kern des Walls (zumindest an dieser Stelle) und auch in den Flügelmauern des Turmes wurden u. a. große Basaltblöcke verbaut. Die Leiterplattform befand sich vermutlich in der Südwestecke, die Eingangstür war an der Ostseite der Südwand. Sie maß 1,15 m in der Breite, erhalten waren auch ein stark abgenutzter Schwellstein, Verankerungen für Steinpfosten und ein Tüllenloch der Tür. Die Innenmaße des Turmes betragen 3,9 m (Osten) und 2,3 m (Westen). Außerhalb des Turms stieß man auf einen mit Kopfstein gepflasterten Zugangsweg und Amphorenfragmente. Der Wachturm wurde im Jahr 1912 von Frank Gerald Simpson entdeckt. Simpson grub dem Turm im folgenden Jahr teilweise aus, veröffentlichte seine daraus gewonnenen Erkenntnisse aber nicht. Ferner wurde in den Jahren 1947 und 1958 an der Stelle gegraben. 1971 legte Dorothy Charlesworth für das Department of the Environment den Turm komplett frei. Wann die Befestigung aufgegeben wurde, im späten 2. oder frühen 3. Jahrhundert, konnte nicht zweifelsfrei geklärt werden. Erkennbar war nur, dass das Obergeschoss in dieser Zeitperiode abgerissen wurde. Im Mittelalter wurde die Turmruine zur Produktion von Grünglas benutzt. Bei den Ausgrabungen konnten eine Speerspitze, eine Brosche, eine Münze aus der Zeit des Vespasian und Terra-Sigillata-Fragmente geborgen werden. Im Umkreis des Turms konnten drei Herdstellen (später durch eine ersetzt) und ein Abfallhaufen aus Knochen und Tonscherben (meist Kochgeschirr) beobachtet werden. |           | 54° 59′ 37,2″ N, 1° 44′ 12,2″ W |
| 34B | Turm Sewingshields Farm | Der Turm ist von einem Gebäude der Sewingshields Farm überbaut, das zahlreiche römische Steine in seinem Mauerwerk aufweist. Daher sind keine sichtbaren Überreste mehr vorhanden. |           | 55° 1′ 36,2″ N, 2° 18′ 0,8″ W   |

### Abschnitt 35
| ON  | Name/Ort                          | Beschreibung/Zustand | Abbildung | Lage                           |
| --- | --------------------------------- | --- | --------- | ------------------------------ |
| 35  | Meilenkastell Sewingshields Crags | Das Meilenkastell befindet sich auf einem östlichen Hang der Sewingshields Crags. Nur seine Fundamente sind noch sichtbar. Seine internen Abmessungen betragen 18,3 m × 15,2 m, die Mauern sind bis zu 3,2 m breit. Nach dem Befunden des Südtores zählte es zu den Langachsenexemplaren, Tortyp IV. Die römische Verbindungsstraße vom Kastell zur Wallstraße verläuft etwas weiter südlich, sie ist 5,5 m breit, der Straßendamm war bis zu 20 cm hoch. Die Befestigung verfügte über kein Nordtor. Es wurde von der Legio XX erbaut und im frühen 3. Jahrhundert noch einmal umfassend renoviert. Das Kastell wurde zwischen 1947 und 1982 ausgegraben und gründlich erforscht. An den Innengebäuden konnten insgesamt vier Bauphasen unterschieden werden. - Phase I: Eine Kaserne dieser Bauperiode maß 4,25 m × 7,45 m und stand auf Steinfundamenten. - Phase II: Sie fiel wahrscheinlich ins späte 2. oder frühe 3. Jahrhundert. An der Ost- und Westseite wurden zu dieser Zeit neue Gebäude errichtet, die fast den gesamten Innenbereich beanspruchten und später wieder verfielen. - Phase III: Ihre Bauten waren nur sehr einfach ausgeführt (Holz oder Rasenziegelwände auf Steinfundamenten) und dienten wohl als Metallwerkstätten, da dort Bronze- und Eisenreste, zwei Schmelzöfen und Gußtiegel vorgefunden wurden. - Phase IV: Für die Innengebäude wurden neue Steinfundamente errichtet. Die nachantike Nutzung des Kastells fiel in die Zeitperiode zwischen dem 13. und dem 15. Jahrhundert. Damals wurden dort drei langrechteckige Gebäude mit Steinböden, Gebäude A, B und C, die zu Wohnzwecken und der Viehhaltung dienten, erbaut. Im Zuge der Ausgrabungen wurden ihre Reste wieder entfernt. |           | 55° 1′ 32,9″ N, 2° 18′ 23,9″ W |
| 35A | Turm Sewingshields Crag           | Der Wachturm steht westlich des MK 35 und wurde 1958 von J. Birch im Auftrag des Ministry of Public Building Works untersucht. Er wurde noch in römischer Zeit aufgegeben und danach fast vollkommen zerstört. Sein Mauerwerk ist noch bis zu drei Steinlagen hoch (Höhe 0,75 m) erhalten geblieben. Im Innenbereich misst der Turm 3,7 m (West-Ost) × 2,4 m (Nord-Süd). Die Flügelmauern sind ungewöhnlich schmal, 1 m (West-Ost), die Fundamente sind 0,7 m tief. Im Jahre 1958 wurde auch eine grob ausgeführte Inschriftenplatte ca. 19 m östlich der Turmstelle gefunden. Sie befindet sich heute im Museum of Antiquities, Newcastle upon Tyne. |           |                                |
| 35B | Turm Busy Gap                     | Der Wachturm befindet sich an einer Klippe vor dem Abstieg nach Busy Gap. Er wurde im Jahr 1913 entdeckt und im Jahre 1946 freigelegt. Der Turm hatte nur relativ schmale Wände, die Eingangstüre befand sich an der Ostseite der Südmauer. Sichtbare Reste des Mauerwerks sind nicht mehr vorhanden. Die Turmstelle ist nur anhand einer 3,8 m × 5,5 m und bis zu 0,5 m hohen Bodenerhebung zu erkennen. |           |                                |

### Abschnitt 36
| ON  | Name/Ort                 | Beschreibung/Zustand | Abbildung | Lage                           |
| --- | ------------------------ | --- | --------- | ------------------------------ |
| 36  | Meilenkastell Kings Hill | Vom Meilenkastell ist nur noch wenig zu sehen. Es befindet sich auf Kings Hill, 800 m nordöstlich des Kastells Housesteads (Vercovicium). Das Mauerwerk im Osten und Westen wurde 1831 abgetragen und bis auf die Fundamente herausgerissen. Dabei wurde auch eine Bauinschrift der Legio II Augusta entdeckt. Der Rest wurde nach und nach durch Steinraub zerstört. Der Innenbereich ist mit herabgefallenen Steinen der Wallmauer bedeckt. Das Kastell wurde im Jahre 1946 ausgegraben. Dabei wurde festgestellt, dass es sich um eine Befestigung des Langachsentypus handelte. Seine Flügelmauern waren relativ schmal ausgeführt. Das Südtor wurde in posthadrianischer Zeit zerstört und das Nordtor zugemauert. |           | 55° 1′ 4,7″ N, 2° 19′ 7″ W     |
| 36A | Turm Kennel Crags        | Die Reste des Wachturms sind noch als leichte Bodenerhebung erkennbar. Der Turm wurde 1911 lokalisiert und 1946 ausgegraben. Er verfügte nur über recht schmale Seitenwände, der Eingang befand sich im Osten. Man vermutet, dass er noch vor dem Abzug der römischen Armee vom Hadrianswall aufgegeben wurde. |           |                                |
|     | Walltor Knag Burn        | Das Tor wurde 1855 entdeckt und in den Jahren 1936 und 1988 ausgegraben, restauriert und konserviert. Es wurde erst lange Zeit nach Fertigstellung des Walls, vermutlich im Laufe des 4. Jahrhunderts, errichtet und befindet sich in einer Talsenke östlich des Kastells von Housesteads. Ein kleiner Bach (Knag Burn) unterquert den Wall ein paar Meter durch eine Aussparung westlich des Tores. Es ist eines der wenigen Durchgänge am Wall, die sich außerhalb eines Meilenkastells oder Kastells befinden (extra muros). Der Torbau bestand aus dem 3,7 m breiten Durchgang durch die eigentliche Mauer, an seiner Südseite flankiert von Wachhäuschen, Abmessungen 4,65 m × 3,25 m und einem weiteren Tor an deren südlichen Ende. Die Eingänge zu den Wachstuben waren 0,95 m breit. Da der steile Anstieg zum Nordtor des Kastells für Fuhrwerke und für Reiter nicht bzw. nur schwer passierbar war, wurde der Grenzübergang in der Talsenke eingerichtet. Das beidseitig verschließbare Tor ähnelte den heutigen Sicherheitsschleusen und war eine Art Meilenkastell im Kleinformat. Gleichzeitig wurde so ein Überraschungsangriff bzw. Durchbruch aus dem Norden erheblich erschwert. Ian Richmond glaubte, dass das Tor aber nur für kurze Zeit benutzt wurde. |           | 55° 0′ 52,8″ N, 2° 19′ 43,1″ W |
| 36B | Turm Housesteads         | Der Wachturm befindet sich innerhalb des Kastells Housesteads. Seine Überreste wurden 1945, etwa in der Mitte der Nordmauer im Zuge einer von F. G. Simpson und I. A. Richmond durchgeführten Ausgrabung, am Nordwall entdeckt. Er befand sich 30 Meter westlich des Nordtors, zwischen der Kastellmauer und Gebäude VI und wurde – zusammen mit dem Wall – beim Bau des Lagers abgerissen. Erhalten blieben nur seine Fundamente (Höhe 0,7 m). Von seinem Standort kann man gut sehen, wie das Kastell exakt entlang des steilen Nordabhangs erbaut wurde. |           | 55° 0′ 49,3″ N, 2° 19′ 51,6″ W |

### Abschnitt 37
| ON  | Name/Ort                       | Beschreibung/Zustand | Abbildung | Lage                         |
| --- | ------------------------------ | --- | --------- | ---------------------------- |
| 37  | Meilenkastell Housesteads West | Das Meilenkastell befindet sich ca. 400 Meter westlich von Kastell Housesteads. Ausgrabungskampagnen wurden in den Jahren 1853, 1907, 1933 und Ende der 1980er Jahre durchgeführt. Bei den Untersuchungen von 1853 wurden in der Nähe des Meilenkastells eine wiederverwendete Ehreninschrift (Spolie) für Hadrian und zwei Altäre für den Gott Cocidius und den obersten Reichsgott Iupiter, letzterer gestiftet von der Legio II Augusta, gefunden. Die Überreste wurden teilweise rekonstruiert und danach konserviert und stehen unter dem Schutz des English Heritage. Die Mauerreste erreichen teilweise noch eine Höhe von 2,2 Meter. Es handelte sich um ein Exemplar des Kurzachsentyps I und wurde von einem Bautrupp der Legio II Augusta auf den Fundamenten der Breitversion des Walls erbaut. Die Nord-Süd-Mauern sind kürzer als die Ost-West-Exemplare. Die Befunde der Untersuchung von 1988 bis 1989 zeigen, dass das Nordtor drei Bauperioden durchlaufen hatte. Kurz nach seiner Fertigstellung wurde es wieder zugemauert und noch in römischer Zeit teilweise abgetragen. Die Flanken des Nordtors sind aus massiven Steinblöcken erbaut, ein weiteres Merkmal für die Arbeit der Legio II. Die Konstruktion ist noch bis zu den Ansätzen des Durchgangbogens erhalten. Sechs der Blöcke befinden sich an ihrem angestammten Platz, vier von ihnen wurden in den letzten Jahren dort positioniert. Die Umwehrung muss mindestens 4,6 Meter hoch gewesen sein. Es ist unbekannt, ob das Tor auch einen Turm getragen hat. Die Konstruktion wäre hierfür stabil genug gewesen. Es kann jedoch nur sehr selten in Gebrauch gewesen sein. Wahrscheinlich auch der Grund dafür, dass die Durchfahrt später erheblich verengt wurde, was noch immer deutlich zu sehen ist. An der Ostseite standen zwei einräumige Baracken, die nördliche diente als Schlafquartier, die südliche wohl als Depot für die Ausrüstung der Wachmannschaft. Die Mauern stehen noch bis zu einer Höhe von einem Meter. Da sie von der Fläche her ungefähr so groß waren wie eine Standarddoppelraumbaracke in einem Auxiliarkastell, nimmt man an, dass sie bis zu 16 Mann aufnehmen konnte. Sie wurden wohl von der Garnison des Wallkastells gestellt. Der nebenstehende Rekonstruktionsversuch basiert auf den Aussagen der an den Grabungen beteiligten Archäologen. Der Wall ist mit einem Verputz dargestellt, Reste davon konnten bei archäologischen Untersuchungen nachgewiesen werden. |           | 55° 0′ 44″ N, 2° 20′ 15,5″ W |
| 37A | Turm Rapishaw Gap              | Der Wachturm wurde bei Sondierungsgrabungen im Jahr 1911 entdeckt. Er scheint aber schon in römischer Zeit wieder abgerissen worden zu sein. Seine Reste sind als leichte Bodenerhöhung und auf Luftaufnahmen zu sehen. |           |                              |
| 37B | Turm Hotbank Crag              | Der Wachturm wurde ebenfalls bei Sondierungsgrabungen 1911 lokalisiert. Erkennbar sind nur ein paar Steinblöcke und eine Bodenerhebung. |           |                              |

### Abschnitt 38
| ON  | Name/Ort                   | Beschreibung/Zustand | Abbildung | Lage                           |
| --- | -------------------------- | --- | --------- | ------------------------------ |
| 38  | Meilenkastell Hotbank Farm | Die Überreste des Meilenkastells befinden sich in der Nähe der Hotbank Farm. Zu sehen sind noch kleine Reste seiner Mauern und Gräben, die von Raubgräbern angelegt wurden. Das Kastell wurde 1935 ausgegraben. Seine Ausmaße betragen 18 m (Ost-West) × 15 m (Nord-Süd). Nach den Befunden konnte es dem Kurzachsentyp I zugeordnet werden. In der Südwestecke konnten Reste eines rechteckigen Gebäude beobachtet werden. Östlich stieß man auf Spuren eines 3,6 m breiten Straßendamms. Am Südtor fand man einen Grabstein, der als Drehlager für das Tor wiederverwendet worden war. Er wurde vermutlich von einem Gräberfeld neben der Militärstraße an der Westseite von Kastell Housesteads dorthin verschleppt. Keramikfunde zeugen von der Besetzung des Kastells bis in das 4. Jahrhundert. Am westlichen Ende des Kliffs führt der Wall an der Hotbank Farm und dem Meilenkastell vorbei und knickt im rechten Winkel nach Westen zu den Highshield Crags ab. Der bedeutendste Fund ist eine vermutlich dort ausgegrabene, 1,016 m × 0,61 m messende Bauinschrift aus Sandstein, die Kaiser Hadrian, die Legio II Augusta und Aulus Platorius Nepos, seinen britannischen Statthalter, nennt. Sie stammt also aus der Entstehungszeit des Walls (122–125) und bewies zweifelsfrei, dass der Wall von Hadrian und nicht erst viel später von Septimius Severus in Auftrag gegeben worden war. Eine Hälfte wurde ca. 1715 gefunden, die andere 1829. |           | 55° 0′ 26,1″ N, 2° 21′ 24,6″ W |
| 38A | Turm Milking Gap           | Lokalisiert 1911. Von diesem Wachturm sind keine sichtbaren Reste vorhanden. |           |                                |
| 38B | Turm Highshield Crag       | Lokalisiert 1911. Vom Wachturm ist nur noch eine leichte Bodenerhebung zu sehen. |           |                                |

### Abschnitt 39
| ON  | Name/Ort           | Beschreibung/Zustand | Abbildung | Lage                            |
| --- | ------------------ | --- | --------- | ------------------------------- |
| 39  | Meilenkastell Nick | Das Meilenkastell wurde 1854 nordöstlich der Twice Brewed entdeckt und zwischen 1908 und 1911 teilweise von den Archäologen freigelegt. Mitte der 1980er Jahre wurde es komplett ausgegraben und konserviert. Seine Ausmaße betragen 19 m (Langseite) × 15,5 m (Breitseite). Das Kastell konnte dem Langachsentyp II zugeordnet werden. Die Mauern stehen heute noch 1,75 m hoch. Die Baracke in der Südwestecke wurden in der Spätantike durch einfachere und kleinere Holzbauten ersetzt. In der Südostecke befand sich eine Herdstelle. Wahrscheinlich wurde das Kastell bis zum Ende des 4. Jahrhunderts n. Chr. verwendet. Im 18. Jahrhundert wurde in der Westecke möglicherweise ein Melkstall errichtet. |           | 55° 0′ 13″ N, 2° 22′ 32,6″ W    |
| 39A | Turm Peel Crag     | Der Turm wurde 1909 lokalisiert und 1911 ausgegraben. Er ist nur anhand einer ca. 20 cm tiefen Bodensenke erkennbar. Er stand am Fuße der Peel Crags und war nicht in der standardmäßigen Entfernung von MK 39 errichtet worden. Der Ort wurde deshalb gewählt, da sich dort ein leicht zu passierender Übergang über den Whin-Sill-Grat befand. Er dürfte schon Ende des 2. Jahrhunderts aufgegeben und abgerissen worden sein. In unmittelbarer Nähe seiner Nordwestecke stieß man auf die Gräber eines Mannes und einer Frau. |           |                                 |
|     | Turm Peel Gap      | Im Sommer 1987 führten der National Trust und English Heritage gemeinsam Ausgrabungen entlang des Hadrianswalls durch. Dabei stieß man zwischen 39A und 39B auf die Grundmauern eines quadratischen Gebäudes. Es stand 345 m westlich von WT 39A am Fuß des Peel Crags. Es ist bautechnisch nicht in die Mauer integriert, sondern erst nachträglich an sie angebaut worden (Extra Tower). Mit ziemlicher Sicherheit handelte es sich um einen weiteren Wachturm, der erst kurz nach Vollendung des Walls entstand. Seine Abmessungen betrugen 4 m (Ost-West) × 3,59 m (Nord-Süd), seine Wände waren 0,91 m breit. Die Eingangstür befand sich am östlichen Ende der Südwand und dürfte noch während der römischen Besatzungszeit wieder zugemauert worden sein. An der Außenseite der Westwand stieß man auf eine weitere quadratische Fundamentierung. Wahrscheinlich diente er dazu den außergewöhnlich weiten Abstand (der größte am Hadrianswall) zwischen 39A und 39B und einen leicht passierbaren Geländeeinschnitt durch die Whin Sills abzusichern. |           | 55° 0′ 4,75″ N, 2° 23′ 13,91″ W |
| 39B | Turm Steel Rigg    | Der mit seinen Längs- und Breitseiten fast genau auf die Haupthimmelsrichtungen orientierte Turm wurde 1911 von Frank Gerald Simpson ergraben. Seine Baugeschichte ist typisch für viele weitere Türme im Zentralbereich des Walls. Ein kurzes Stück der westlich und östlich an den Turm stoßenden Wallmauer war verbreitert ausgeführt. Der Turm entstand gleichzeitig mit der Mauer, seine feindseitige Front im Osten schloss unmittelbar mit der aufgehenden Fassade des Walls ab. In der Südmauer befand sich der seitlich nach Osten versetzte Eingang. Am Ende des 2. Jahrhunderts n. Chr. brach man den Turm wieder bis auf die Fundamente ab. Der Wall wurde in diesem Bereich wieder geschlossen, jedoch auf eine Breite von ca. 1,83 Meter reduziert. |           | 55° 0′ 8,02″ N, 2° 23′ 29,56″ W |

### Abschnitt 40
| ON  | Name/Ort                  | Beschreibung/Zustand | Abbildung | Lage                        |
| --- | ------------------------- | --- | --------- | --------------------------- |
| 40  | Meilenkastell Whinshields | Das Meilenkastell liegt nordwestlich des Gasthauses Twice Brewed, knapp unterhalb des Gipfels der Winshields. Von ihm sind nur noch mit Gras bewachsene Mauerschutthügel, teilweise bis zu einem Meter hoch, zu sehen. Die durch Schatzgräberei und Steinraub schon stark zerstörte Befestigung wurde im Jahre 1908 ausgegraben. Nur die Südmauer war noch zehn Steinreihen hoch erhalten. Es maß intern 16,76 m von Ost nach West und von Nord nach Süd 18,89 m. Das Kastell gehörte zum Langachsentyp II. Die Innengebäude konnten nicht untersucht werden. Es gab aber Hinweise auf mehrere Bauphasen. An der Ostseite befand sich wahrscheinlich eine Herdstelle. Eine detaillierte Beschreibung der ersten Ausgrabung und der damals geborgenen Funde wurde von Frank Simpson verfasst. |           | 55° 0′ 7,8″ N, 2° 23′ 57″ W |
| 40a | Turm Winshields           | Der Wachturm wurde 1912 und 1946 untersucht. Er hatte relativ schmale Wände und wurde noch während der römischen Besatzungszeit fast vollständig abgetragen. Es gibt keine sichtbaren Überreste. |           |                             |
| 40b | Turm Melkridge            | Der Wachturm stand auf dem höchsten Punkt des Bergrückens über der Senke von Lodhams Slack und wurde ebenfalls 1912 und 1946 untersucht. Er war bei seiner Freilegung sehr schlecht erhalten, nur der Eingang im Osten war noch gut zu erkennen. Für einen Wachturm des Hadrianswalls war er ungewöhnlich breit. Seine innere Breite betrug 2,7 m. Aufgrund seiner Position könnte er auch als Spähturm gedient haben und deswegen auch etwas höher als üblich gewesen sein. Es gibt keine sichtbaren Überreste. |           |                             |

### Abschnitt 41
| ON  | Name/Ort                | Beschreibung/Zustand | Abbildung | Lage                             |
| --- | ----------------------- | --- | --------- | -------------------------------- |
| 41  | Meilenkastell Melkridge | Das Meilenkastell stand östlich der Caw Gap. Es wurde im Jahre 1946 untersucht, vermutlich gehörte es zum Kurzachsentyp I. Wahrscheinlich wurde es während seiner Nutzungszeit auch einmal umgebaut. Einst war es auch von einem Cottagehouse überbaut. Das Baumaterial für das Haus stammte hauptsächlich von den Mauern des Kastells. Von der Befestigung sind deswegen nur noch eine 0,5 m bis 1,2 m hohe Bodenerhebung und von Raubgräbern ausgehobene Löcher zu sehen. Eine leichte Vertiefung markiert die Nordostecke. |           | 54° 59′ 50,4″ N, 2° 25′ 23,5″ W  |
| 41A | Turm Caw Gap            | Der Wachturm stand im Westen der Caw Gap und wurde 1912 bei einer Sondierungsgrabung entdeckt. Die Eingangstür befand sich auf der östlichen Seite der Südwand. In severischer Zeit (frühes 3. Jahrhundert) wurde der Turm vermutlich abgerissen und die dadurch entstandene Lücke im Wall wieder zugebaut. 1967 grub Dorothy Charlesworth im Auftrag des Ministry of Public Building and Works die Turmstelle aus. Die noch bis zu 20 cm hohen Überreste des Turmes wurden von 1972 bis 1973 konserviert.                    |           | 54° 59′ 44,8″ N, 2° 25′ 49,85″ W |
| 41B | Turm Thorny Doors       | Der Wachturm stand jenseits der Thorny Doors Gap und wurde ebenfalls 1912 bei Sondierungen entdeckt. 1967 grub Dorothy Charlesworth im Auftrag des Ministry of Public Building and Works an der Turmstelle, fand aber keine nennenswerten Überreste vor. Wahrscheinlich wurde er ebenfalls zur Zeit des Severus abgetragen. Östlich des Turms stieß man im 19. Jahrhundert auf eine Bauinschrift der Legio XX. |           |                                  |

### Abschnitt 42
| ON  | Name/Ort                     | Beschreibung/Zustand | Abbildung | Lage                          |
| --- | ---------------------------- | --- | --------- | ----------------------------- |
| 42  | Meilenkastell Cawfields Crag | Das Meilenkastell befindet sich auf dem Höhenzug der Cawfields Crags und zählt zu den bekanntesten Bauwerken dieser Art am Hadrianswall. Die Wahl des Standorts zeigt, wie kompromisslos die Abstände zwischen den einzelnen Meilenkastellen von den römischen Ingenieuren eingehalten wurden. Sein Nordtor öffnet sich auf einen für Fuhrwerke und Reiter unpassierbaren Steilhang, obwohl westlich, in nur wenigen Metern Entfernung ein dafür viel besser geeigneter Übergang (Hole Gap) existiert. Das Meilenkastell misst 19 m × 15 m und bedeckt eine Fläche von 0,03 ha. Seine Wälle sind 2,4 m breit, der Wall hingegen misst an dieser Stelle in seiner Breite nur 1,8 m. Vermutlich wurde es nach den ursprünglichen Plänen erbaut, beim Bau der Wallsektion bei Cawfields wurde wohl auf eine massivere Ausführung verzichtet, um die Fertigstellung des Walls zu beschleunigen. In der Region nördlich von Cawfields sind auch einige temporäre Marschlager bekannt. Eines liegt direkt nördlich des Walls, vier südlich des vallum beim Kleinkastell Haltwhistle Burn, zwei weitere bei Markham Cottage im Südwesten, ein weiteres im Südosten nahe dem Stanegate bei Milestone House und zwei im Vorfeld des Walls nordwestlich bei Burn Head und Chesters Pike. Bei Cawfields konnten entlang der Militärstraße auch einige Meilensteine gefunden werden. Zwei befinden sich heute im Chesters Museum, der dritte in situ südlich des Meilenkastells. |           | 54° 59′ 38,4″ N, 2° 26′ 45″ W |
| 42A | Turm Burn Head               | Überreste sind keine vorhanden, der Wachturm wurde vermutlich bei Steinbrucharbeiten zerstört. |           |                               |
| 42B | Turm Great Chesters          | Er wurde bei einer Sondierungsgrabung im Jahre 1912 entdeckt. Die Turmstelle ist noch anhand einer 0,5 Meter hohen Geländeerhebung erkennbar. |           |                               |

### Abschnitt 43
| ON  | Name/Ort                     | Beschreibung/Zustand | Abbildung | Lage                            |
| --- | ---------------------------- | --- | --------- | ------------------------------- |
| 43  | Meilenkastell Great Chesters | Sichtbare Überreste sind keine mehr vorhanden, da es im späten 2. Jahrhundert n. Chr. durch das Wallkastell Great Chesters (Aesica) überbaut wurde. Seine Fundamente wurden bei einer Ausgrabung im Jahr 1939 von Frank Gerald Simpson unter der Kastellmauer und dem Wall zwischen dem Nordtor und der Nordwestecke entdeckt. Der Wall wurde an diesem Abschnitt in der Schmalversion ausgeführt. Im selben Jahr wurde auch festgestellt, dass das Meilenkastell baulich mit den Fundamenten der Breitversion der Mauer verbunden war. Es gehörte zum Kurzachsentyp I. Die Kastellmauer verlief hinter den Wallfundamenten (Breitversion) und direkt durch die Ost- und Westwände des Meilenkastells. |           | 54° 59′ 43,1″ N, 2° 27′ 53,6″ W |
| 43A | Turm Cockmount Hill          | Der Wachturm wurde 1912 bei Sondierungsgrabungen entdeckt. Die Turmstelle ist vollkommen mit Rasen und Steinen aus dem Hadrianswall bedeckt. Überreste sind nicht mehr zu sehen. |           |                                 |
| 43B | Turm Alloa Lea East          | 1912 entdeckt, keine sichtbaren Überreste vorhanden. |           |                                 |

### Abschnitt 44
| ON  | Name/Ort                | Beschreibung/Zustand | Abbildung | Lage                              |
| --- | ----------------------- | --- | --------- | --------------------------------- |
| 44  | Meilenkastell Alloa Lea | Das Meilenkastell liegt etwa 1,5 Kilometer westlich des Kastells Great Chesters (Aesica) nahe der Alloa Lea Farm. Die Befestigung wurde durch Steinraub fast restlos zerstört. Zu sehen sind nur noch ein Paar Steine der Mauerverblendung und eine ca. 3,5 m breite mit Torf bedeckte Bodenerhebung. Die Anlage ist auch auf Luftaufnahmen sichtbar. Das Kastell konnte dem Langachsentyp zugeordnet werden (Abmessungen: 20,3 m von Nord-Süd und 17,0 m von Ost-West). Ausgegraben wurde nur seine Innenfläche, die Ergebnisse wurden jedoch nicht veröffentlicht. Erkennbar war auch der Unterbau des Anschlussweges zur Wallstraße (Abmessungen: 3,5 m breit und 0,2 Meter hoch). |           | 54° 59′ 46″ N, 2° 29′ 16,4″ W     |
| 44A | Turm Alloa Lea West     | Der Wachturm wurde 1912 bei einer Sondierungsgrabung entdeckt. Von ihm ist nur noch eine quadratische, ca. 30 cm hohe Bodenerhebung zu sehen. |           |                                   |
| 44B | Turm Mucklebank         | Der Wachturm befindet sich auf dem Mucklebank Crag, westlich der Walltown Farm, an einer Stelle wo der Verlauf der Wallmauer im rechten Winkel von Süden wieder nach Westen abbiegt. Er wurde 1892 freigelegt. Bei den Ausgrabungen wurden eine Münze aus der Regierungszeit des Valens, eine Bauinschrift und außerhalb der südöstlichen Ecke noch eine weitere gefunden. Vom Turm ist noch aufgehendes Mauerwerk bis zu einer Höhe von 1,9 m sichtbar. |           | 54° 59′ 37,97″ N, 2° 29′ 58,39″ W |

### Abschnitt 45
| ON  | Name/Ort                    | Beschreibung/Zustand | Abbildung | Lage                             |
| --- | --------------------------- | --- | --------- | -------------------------------- |
| 45  | Meilenkastell Walltown Crag | Das Meilenkastell befindet sich auf dem höchsten Punkt des Walltown Crag und zählt zum Langachsentyp. Von ihm ist aufgrund der völligen Zerstörung seiner Mauern durch Steinraub nur noch wenig zu sehen (einige Gräbchen und Bodenerhebungen). Die Umrisse des Kastells sind ansonsten nur auf Luftbildern deutlich zu erkennen. Einige Steinblöcke von einem der Kastelltore sind auf der Rückseite einer Viehtränke östlich der Walltown Farm in eine Mauer eingebaut. |           | 54° 59′ 33,7″ N, 2° 30′ 22,1″ W  |
| 45A | Turm Walltown               | Die Turmstelle befindet sich westlich der Walltown Farm, 90 m östlich der von den Forschern ursprünglich angenommenen Position. Er misst 5,8 m × 5,5 m (Außenseite). Er wurde 1883 entdeckt und freigelegt. In den Jahren 1912 und 1959 fanden weitere Ausgrabungen statt, bei denen zwei Inschriften westlich vom Wachturms geborgen werden konnten. Das noch bis zu einem Meter hoch erhalten gebliebene Mauerwerk wurde restauriert und konserviert. Der Turm ist bautechnisch nicht in die Wallmauer integriert. Man nimmt an, dass er zur Zeit des Hadrian, aber noch vor Fertigstellung des Walles errichtet wurde und ursprünglich ein freistehendes Gebäude war. Vermutlich war er Bestandteil der Wach- und Signalturmkette im Vorfeld des Stanegate. Der Turm war – nach Interpretation der Keramikfunde – wohl nicht über das 2. Jahrhundert hinaus besetzt. |           | 54° 59′ 26,32″ N, 2° 30′ 39,4″ W |
| 45B | Turm Walltown West          | Der Wachturm wurde im Jahre 1883 entdeckt und ausgegraben. Er maß 3,8 m × 4 m, seine Wände waren knapp einen Meter dick und damals noch etwas mehr als einen Meter hoch erhalten. Er wurde bald nach seiner Freilegung bei Steinbrucharbeiten zerstört. |           |                                  |

### Abschnitt 46
| ON  | Name/Ort      | Beschreibung/Zustand | Abbildung | Lage                            |
| --- | ------------- | --- | --------- | ------------------------------- |
| 46  | Meilenkastell | Das Meilenkastell liegt westlich einer Abweichung im Verlauf des Hadrianswalls, nördlich des Wallkastells von Carvoran (Magnis) auf einem nach Westen verlaufenden Steilhang. Die Besatzung sicherte u. a. das Tal des Tipalt Burn, westlich des Kastells. Seine Reste wurden erstmals 1807 von Lingard erwähnt, 1910 von Gibson und Simpson lokalisiert und 1946 noch einmal untersucht. Sichtbare Überreste sind nicht vorhanden. Sein Standort ist nur anhand einer 0,3 Meter hohen Bodenerhebung und auf Luftaufnahmen erkennbar. Im Norden konnte man noch Spuren des Wallgrabens beobachten. |           | 54° 59′ 15,3″ N, 2° 31′ 32,2″ W |
| 46A | Turm Holmhead | Die Turmstelle wurde noch nicht lokalisiert, seine Position wurde mittels Länge des Abstandes zwischen MK 46 und MK 47 berechnet. Demnach müsste der Wachturm südwestlich von Holmhead in einem Garten liegen. |           |                                 |
| 46B | Turm Wallend  | Die Turmstelle wurde noch nicht lokalisiert, seine Position wurde mittels Länge des Abstandes zwischen MK 46 und MK 47 berechnet. Demnach müsste der Wachturm unter dem Nebengebäude der Wallend Farm liegen. |           |                                 |

### Abschnitt 47
| ON  | Name/Ort                   | Beschreibung/Zustand | Abbildung | Lage                            |
| --- | -------------------------- | --- | --------- | ------------------------------- |
| 47  | Meilenkastell Chapel House | Das Meilenkastell stand etwa 270 m östlich des Chapel House auf einer Weide in der Nähe der Ortschaft Gilsland. Sichtbare Überreste sind nicht vorhanden. Das Areal des Kastells ist nur anhand einer leichten Bodenerhöhung zu erkennen. Die Befestigung fiel im Laufe der Zeit dem Steinraub zum Opfer. Hierfür wurde im 19. Jahrhundert auch Sprengstoff eingesetzt. Das Meilenkastell wurde 1935 untersucht. Nach den Befunden des Nordtores zu schließen zählte es zum Langachsentyp II (Abmessungen intern: 22 m von Norden nach Süden, 18,28 m von Ost nach West). |           | 54° 59′ 16,9″ N, 2° 32′ 59,9″ W |
| 47A | Turm Foultown              | Der Wachturm wurde 1912 bei einer Sondierungsgrabung auf einer Weide westlich des MK 47 entdeckt. Sichtbare Überreste sind nicht vorhanden. |           |                                 |
| 47B | Turm Gap                   | Der Wachturm wurde ebenfalls 1912 bei einer Sondierungsgrabung jenseits der Ortschaft Gap (`Meadow View') entdeckt. Sichtbare Überreste sind nicht vorhanden, die Turmstelle ist von Wirtschaftsgebäuden einer Farm überbaut. |           |                                 |

## Limesverlauf zwischen Kastell Carvoran und Kastell Bowness-on-Solway, GrafschaftCumbria
- MK = Meilenkastell,
- WT = Wachturm,

Aufzählung erfolgt von Ost nach West

### Abschnitt 48
|                                              |
| Luftaufnahme des Meilenkastells 48           |
| Webaviation                                  |
|                                              |
|                                              |
| Link zum Bild (bitte Urheberrechte beachten) |

|                                              |
| Rekonstruktion des Meilenkastells 48         |
|                                              |
|                                              |
| Pinterest English Heritage                   |
| Link zum Bild (bitte Urheberrechte beachten) |

### Abschnitt 49
|                                              |
| Rekonstruktionsversuch des Meilenkastells 49 |
| Allan Sorell                                 |
|                                              |
|                                              |
| Link zum Bild (bitte Urheberrechte beachten) |

|                                                        |
| Rekonstruktionsversuch des Wachturms 49B (130 n. Chr.) |
| Ellen Cee                                              |
|                                                        |
|                                                        |
| Link zum Bild (bitte Urheberrechte beachten)           |

### Abschnitt 50
| ON  | Name/Ort                    | Beschreibung/Zustand | Abbildung | Lage                            |
| --- | --------------------------- | --- | --------- | ------------------------------- |
| 50  | Meilenkastell High House I  | Eines der zwei Meilenkastelle zur Sicherung des provisorischen Torfwalls, die etwas gründlicher erforscht wurden. Das andere befand sich bei MK 25. Es stand westlich des Kastells Birdoswald und wurde im Jahre 1934 ausgegraben. Die Verteidigungsmauern bestanden aus aufgeschüttetem Torf, der nördliche Torturm war aus Holz. Es zählte zum Langachsentyp (Abmessungen der Umfassungsmauer: 20,12 m × 16,76 m), die steinernen Fundamente waren 6,1 m breit. Laut einer Inschrift auf einer Eichenholzplatte – sie enthielt den Namen des Kaisers Hadrian und seines Statthalters Aulus Platorius Nepos – wurde das Kastell im 2. Jahrhundert erbaut. Sichtbare Überreste sind nicht mehr vorhanden. Die Stützkonstruktion des Nordtors bestand auf fünf 23 cm breiten Pfosten. Das Südtor war etwas kleiner und stützte sich auf sechs Pfosten (drei auf jeder Seite). Bei den Untersuchungen konnten auch Spuren der internen Bebauung beobachtet werden. An der Ostwand stand ein 9,14 m × 3,66 m großes, rechteckiges Holzgebäude. Es war in zwei ungleich große Räume unterteilt, einer war mit einer Feuerstelle versehen. Nördlich des Gebäudes befand sich außerhalb eine weitere Feuerstelle, nordöstlich lagen die Reste des Treppenaufgangs zum Wehrgang. Neben dem Südtor befand sich ein zum Teil im Boden vergrabener Keramiktopf, der mit einem Ablauf versehen war. Vermutlich wurde er als Abort verwendet. Der nördliche Wallgraben konnte über einen mit Steinen gepflasterten Damm überquert werden. Dieser wurde später verbreitert. Unter dem Damm befanden sich Spuren eines Drainagekanals aus Holz, der nachträglich mit Steinen ausgekleidet worden war. Die Ausgrabungen von 1934 zeigten, dass das Meilenkastell im Rahmen der ersten Phase der Erweiterung des Steinmauer (westlich von MK 49) planmäßig abgerissen wurde. Das Meilenkastell wurde von Frank Simpson und Ian Richmond zwischen 1933 und 1934 lokalisiert und vollständig ausgegraben. Dabei wurden die Konstruktionsdetails dokumentiert. An Funden konnten Keramik aus dem 2. Jahrhundert, Reste eines Lederzeltes, Fragmente einer hölzernen Schreibtafel und ein Trinkbecher geborgen werden. 1971 führten Mitarbeiter des English Heritage eine Feldbegehung durch. Dabei wurde das Fehlen von sichtbaren Überresten festgestellt und die Lage der Befestigung bestätigt. 1990 wurde das Areal im Rahmen des Hadrianswallprojektes noch einmal untersucht. Bis auf dem Dammweg waren keine sichtbaren Reste mehr vorhanden. |           | 54° 59′ 8″ N, 2° 36′ 55,5″ W    |
| 50  | Meilenkastell High House II | Das Meilenkastell stand drei Kilometer von der Ortschaft Gilsland entfernt, westlich des Kastells Birdoswald, auf dem höchsten Punkt der Straße zwischen Birdoswald und Wall Bowers, 1391 m westlich von MK 49 und 1501 Meter östlich von MK 51. Das Steinkastell ersetzte den o. a. Vorgängerbau aus Holz und Torf, der etwa 200 m südlich stand. Oberirdisch ist nichts mehr erhalten geblieben, zu sehen ist nur noch eine leichte (0,2 m hohe) Bodenerhebung. Zwei Erhebungen am Straßenrand markieren die Position der Ost- und Westwand. Auf seinem Areal fand man 1849 und 1811 Fragmente von Inschriften. Die Befestigung selbst wurde im Jahre 1911 ausgegraben (Abmessungen: 18,3 m von Osten nach Westen und 23,2 m von Norden nach Süden). Ihre Flügelmauern waren nur schmal aufgebaut und bautechnisch mit dem Hadrianswall auf beiden Seiten verbunden. Das Kastell zählte zum Langachsentyp III und ähnelte stark den MK 48 und 49. |           | 54° 59′ 13,8″ N, 2° 36′ 57,9″ W |
| 50A | Turm High House             | Der Holzturm wurde 1934 entdeckt, er liegt 507 m westlich des Holzturms von MK 50. Es waren noch ausreichend Spuren vorhanden, um die Konstruktionsart des Turmes zu verifizieren. Er maß 6,1 m im Quadrat. Seine Wände waren 76 cm breit. Als dieser Abschnitt des Walls in Stein ausgebaut wurde, trug man den Holzturm wieder ab. Der nachfolgende Steinturm wurde im Jahre 1911 lokalisiert. Seine Nordhälfte ist unterhalb einer Straße begraben. Die Südhälfte ist noch als leichte Bodenerhebung am Rand eines angrenzenden Feldes zu erkennen. |           |                                 |
| 50B | Turm Appletree              | Die Überreste des Holzturms wurden 477 m östlich des MK 51 entdeckt. Seine äußeren Abmessungen betrugen 6,1 m im Quadrat. Die Nord- und Südwände standen auf einer Art Sockel. In der Mitte befand sich eine Feuerstelle wenig östlich der Mitte des Bodens. Dies deutet darauf hin, dass sich der Eingang auf der Westseite der Südwand befand. Der Steinturm wurde 1911 ausgegraben. Er befand sich etwa 80 m östlich des verlassenen Gutshauses Appletree. An der Oberfläche sind keine Überreste mehr sichtbar. Eine Bodenerhebung am Südrand der Straße markiert die einstige Südmauer des Turms. Er ersetzte den Holzturm, der demontiert wurde, als dort der Steinwall erbaut wurde. Bei den Ausgrabungen wurden Funde aus der Zeit des Hadrian geborgen. |           |                                 |

### Abschnitt 51
|                                                        |
| Rekonstruktionsversuch des Wachturms 51A (130 n. Chr.) |
|                                                        |
|                                                        |
|                                                        |
| Link zum Bild (bitte Urheberrechte beachten)           |

|                                                        |
| Rekonstruktionsversuch des Wachturms 51B (130 n. Chr.) |
| 2017                                                   |
|                                                        |
|                                                        |
| Link zum Bild (bitte Urheberrechte beachten)           |

### Abschnitt 52
|                                                        |
| Rekonstruktionsversuch des Wachturms 52A (160 n. Chr.) |
| 2019                                                   |
|                                                        |
|                                                        |
| Link zum Bild (bitte Urheberrechte beachten)           |

|                                               |
| Rekonstruktionsversuch des Wachturm Pike Hill |
| 2019                                          |
|                                               |
|                                               |
| Link zum Bild (bitte Urheberrechte beachten)  |

### Abschnitt 53
| ON  | Name/Ort                 | Beschreibung/Zustand | Abbildung | Lage                            |
| --- | ------------------------ | --- | --------- | ------------------------------- |
| 53  | Meilenkastell Banks Burn | Die Befestigung befindet sich westlich der kleinen Ortschaft Banks, in Cumbria und nordöstlich der Abtei Lanercost Priory. Das nächste Meilenkastell, Nr. 54, liegt 1,436 m östlich. Das Kastell wurde 1932 untersucht, seine Ausmaße betrugen 21,9 m (Ost-West) × 23,3 m (Nord-Süd). Es zählt zum Langachsentyp III. Im gleichen Jahr wurden Spuren des Torfwalls im Inneren nachgewiesen. |           | 54° 58′ 26,9″ N, 2° 40′ 52,8″ W |
| 53A | Turm Hare Hill           | An der Turmstelle ist nur noch eine 0,15 m hohe Bodenerhebung zu sehen, die die Ost- und Westseite des Turmes markiert. Der Wachturm wurde 1854 oder 1855, ca. 400 m vom Hare Hill entfernt, von Henry McLauchlan lokalisiert und im Jahre 1932 von F. G. Simpson ausgegraben. McLauchlan beschrieb das Gebäude als geradlinige Struktur, Abmessungen 14 Fuß 6 Zoll, die 3 Fuß über den Wall hinaus nach Norden ragte. Die Wallfundamente waren dort bemerkenswerterweise unterbrochen. Im Innenraum befanden sich Aschenablagerungen. Als Beifund konnte eine Münze aus der Zeit Konstantins I. geborgen werden. |           |                                 |
| 53B | Turm Craggle Hill        | An der Turmstelle ist nur noch eine ca. 0,1 m hohe Bodenerhebung sichtbar. Der Wachturm wurde 1932 untersucht, 1957 und 1972 wurden dort Feldbegehungen durchgeführt. Er war das am weitesten im Osten gelegene Bauwerk des Walls, bei dem roter Sandstein verwendet wurde. |           |                                 |

### Abschnitt 54
| ON  | Name/Ort                 | Beschreibung/Zustand | Abbildung | Lage                            |
| --- | ------------------------ | --- | --------- | ------------------------------- |
| 54  | Meilenkastell Randylands | Das Meilenkastell befindet sich auf einem nach Westen auslaufenden Berghang, nordwestlich der Ortschaft Lanercost. Ca. 1 km südlich stand das Stanegatekastell Castle Hill (Boothby). Es wurde über der Ruine einer früheren Holz-Torf-Befestigung errichtet. Sichtbare Überreste sind nicht mehr vorhanden. Zu sehen sind nur noch einige Bodenerhebungen, ansonsten ist es nur auf Luftaufnahmen deutlich zu erkennen. 250 Meter westlich des Meilenkastells (Westseite der Burtholme Beck) kann man noch Reste des Walls, einen 1,7 Meter hohen Block des Gußmörtelkerns, sehen. Das Kastell wurde im Jahre 1934 ausgegraben. Seine Abmessungen (intern) betrugen 19,3 m von Ost nach West und 23,3 Meter von Nord nach Süd. Die Tore an der Nord- und Südseite gehörten zum Typ III. Die Nordmauer war leicht nach Nordost verschoben. Von den Innenbauten konnte an der Westmauer eine Mannschaftsbaracke mit zwei Kammern nachgewiesen werden. In einer standen Steinbänke, eine Herdstelle und ein Mühlstein. 1959 und 1960 fand man dort auch zwei Bauinschriften. |           | 54° 58′ 21,3″ N, 2° 42′ 12,6″ W |
| 54A | Turm Garthside           | Die Turmstelle wurde 1933 untersucht. Insgesamt konnten zwei Bauphasen unterschieden werden. Turm I stand etwas vom Graben eines Lehmwalls entfernt. Seine Nordmauer dürfte gegen Ende der Herrschaft des Hadrian – zusammen mit großen Teilen des Lehmwalls – wieder eingestürzt sein, da sie auf erodierendem Boden stand. Danach wurde die Lücke an dieser Wallsektion mit einem Torfwall geschlossen. Turm II wurde unmittelbar hinter Turm I auf dem Hügelkamm neu aufgebaut und wurde später in den neuen Steinwall integriert. Um 197, zur Zeit des Septimius Severus, wurde Turm II wieder abgerissen. Nach den Keramikfunden zu urteilen, wurden die beiden Türme im frühen 2. Jahrhundert errichtet. Turm II war bis ca. 180 besetzt. Sichtbare Überreste sind keine mehr vorhanden. |           |                                 |
| 54B | Turm Howgill             | Die Turmstelle wurde im Jahre 1933, 487 m westlich von WT 54a, lokalisiert und ausgegraben. Vermutlich ersetzte das Bauwerk einen Holz-Torf-Turm. Das aufgehende Mauerwerk aus rotem Sandstein war noch vier Steinlagen hoch erhalten. Sichtbare Überreste sind nicht mehr vorhanden. 8 m nördlich des Walls stieß man auf Reste des ersten Torfwalls. 190 m südwestlich des Wachturms wurde um 1717 eine kleine Inschriftentafel gefunden. Sie ist in der östlichen Außenwand eines Gebäudes der Howgill Farm eingemauert. Aus dieser Inschrift ist bekannt, dass diese Wallsektion 369 von einer Kohorte der Catuvellauni, eines keltischen Volksstamms, der in Südostbritannien siedelte, wiedererrichtet wurde. |           |                                 |

### Abschnitt 55
| ON  | Name/Ort               | Beschreibung/Zustand | Abbildung | Lage                            |
| --- | ---------------------- | --- | --------- | ------------------------------- |
| 55  | Meilenkastell Low Wall | Das Areal des Meilenkastells befindet sich auf einer Weide östlich der Ortschaft Walton. Überreste sind keine mehr vorhanden, nur an einer Hecke ist noch eine leichte Bodenerhebung zu erkennen. Von Ost nach West maß es 22 Meter. Seine Nord-Süd-Länge ist unbekannt. Auch Reste des Walls (1,4 m hoch) haben sich in der Nähe des Kastells erhalten.                                                       |           | 54° 58′ 18,5″ N, 2° 43′ 35,2″ W |
| 55A | Turm Dovecote          | Die Turmstelle wurde im Jahre 1933 lokalisiert. Sie liegt etwa 170 Meter nördlich der Flur High Dovecote. Sichtbare Überreste sind keine mehr vorhanden. |           |                                 |
| 55B | Turm Townhead Croft    | Der Wachturm wurde erst 1959 (ein erster Versuch im Jahre 1933 schlug fehl) von K. S. Hodgson entdeckt. Er befindet sich etwa 40 m westlich der Dovecote Bridge. Es sind keine Überreste sichtbar. Ein Teil des Walls, 1 Meter hoch und 20 Meter lang, hat sich in der Nähe der Turmstelle erhalten. Er ist derzeit von einem Erdhügel bedeckt, um das fragile Mauerwerk vor dem weiteren Verfall zu bewahren. |           |                                 |

### Abschnitt 56
| ON  | Name/Ort             | Beschreibung/Zustand | Abbildung | Lage                            |
| --- | -------------------- | --- | --------- | ------------------------------- |
| 56  | Meilenkastell Walton | Das Meilenkastell konnte nicht lokalisiert werden. Es sind keine sichtbaren Überreste vorhanden. Das Kastell lag nordöstlich einer ehemaligen Gaststätte, das Centurion Inn in Walton. Der Hadrianswall verläuft dort unter dem dicht bebauten Ortskern. Das Meilenkastell wurde im Laufe der Zeit wohl vollständig abgetragen. Wahrscheinlich stand es auf einem Feld namens Bendle’s Croft. Heute sind dort nur einige Buchen und ein kleiner Hügel an einer Biegung der Straße von Walton nach King Water zu sehen. Spuren der Befestigung konnten 1858 von Henry MacLauchlan südöstlich der Dorfkirche nachgewiesen werden. Umfragen in der örtlichen Bevölkerung nach noch vorhandenen Resten des Meilenkastells im Jahr 1900 blieben ergebnislos. |           | 54° 58′ 17,3″ N, 2° 44′ 50,8″ W |
| 56A | Turm Sandyside       | Wie Entfernungsmessungen von benachbarten Befestigungen des Hadrianswalls aus ergaben, dürfte sich der Wachturm östlich der Sandysike Farm befunden haben. Lokalisierungsversuche im Jahre 1933 brachten keine Ergebnisse. Ein 5,6 m langer und 0,5 m hoher Überrest des Walls kann in einem Waldstück westlich der Farm besichtigt werden. In einem der Farmgebäude wurde 0,7 m über dem Boden ein römischer Altar eingemauert. |           |                                 |
| 56B | Turm Cambeck         | Der Wachturm befand sich 140 m östlich der Flur Cambeck auf einer Schwemmschotterterrasse. Sichtbare Überreste sind nicht vorhanden. Er wurde 1933 lokalisiert, seine Breite betrug 6,2 m. Er stand etwa 0,8 m vor dem Hadrianswall. Man nimmt deswegen an, dass er ursprünglich zum Torfwall gehörte. Das Wallkastell Castlesteads steht etwa 440 m vom Wachturm entfernt. |           |                                 |

### Abschnitt 57
| ON  | Name/Ort                  | Beschreibung/Zustand | Abbildung | Lage                            |
| --- | ------------------------- | --- | --------- | ------------------------------- |
| 57  | Meilenkastell Cambeckhill | Der exakte Standort des Meilenkastells ist unbekannt. Funde und sichtbare Mauerreste sind nicht bekannt. Henry MacLauchlan schlug vor, dass es am Westufer des Flusses stand. Dies wäre aber 1/8 Meile zu nahe am Meilenkastell von Walton. Aufgrund der Vermessung der Entfernung zu den benachbarten Türmen müsste es sich direkt unter der Cambeckhill Farm befinden. Vor der Errichtung eines Stallgebäudes wurde in den 1960er Jahren eine Sondierungsgrabung von Mitarbeitern des Ministry of Public Building and Works auf der Cambeckhill Farm vorgenommen. Dabei fand sich das Fundament des Walls, das in diesem Abschnitt aus roten Sandsteinblöcken und Geröll bestand. Spuren des vorgelagerten Grabens sieht man am Rand eines Feldes westlich des Hofes. Der weitere Verlauf des Walls ist anhand einer breiten Bodenerhebung südwestlich der Farm zu erkennen. Das Kastell Castlesteads (Camboglanna) liegt 430 m südöstlich des Meilenkastells. |           | 54° 57′ 55,3″ N, 2° 46′ 11,1″ W |
| 57A | Turm Beck                 | Der Wachturm liegt etwa 180 Meter südwestlich der Dodgsons Beck Farm. Die Turmstelle ist anhand einer leichten Bodenerhebung erkennbar, sonst sind keine sichtbaren Überreste vorhanden. Er wurde im Jahre 1933 entdeckt. Die Ausgrabungen bestätigten, dass es sich um einen Turm des Torfwalls handelte. Seine Abmessungen betrugen 6,1 × 6,9 Meter. An Funden konnte eine größere Menge an Keramik, darunter auch einige Scherben Terra Sigillata geborgen werden. |           |                                 |
| 57B | Turm                      | Der Wachturm wurde bislang nicht lokalisiert, sichtbare Überreste sind nicht vorhanden. Sein Standort befand sich vermutlich 110 Meter nordöstlich der Newtown Farm. |           |                                 |

### Abschnitt 58
| ON  | Name/Ort              | Beschreibung/Zustand | Abbildung | Lage                           |
| --- | --------------------- | --- | --------- | ------------------------------ |
| 58  | Meilenkastell Newtown | Das Meilenkastell lag in der Nähe einer Straße, die in Richtung Südwesten aus der Ortschaft Newtown herausführt. Es stand wahrscheinlich an der Nordseite einer Hecke. Dort gab es u. a. Bodenerhebungen und eine ungewöhnlich große Menge an Steinen. Um das Jahr 1853 wurde dort auch eine Bauinschrift der Legio II Augusta geborgen. Ausgrabungen im Jahre 1902 klärten nur den Verlauf des Hadrianswalls im Südwesten von Newtown. Um das Meilenkastell zu finden, wurden zwischen 1980 und 1981 geophysikalische Untersuchungen durchgeführt. Dabei konnten aber keine brauchbaren Resultate erzielt werden. |           | 54° 57′ 19,3″ N, 2° 47′ 8,3″ W |
| 58A | Turm                  | Nicht untersucht. Sichtbare Überreste sind nicht vorhanden. Vermutlich befand er sich etwa 300 Meter östlich der Cumrenton Farm. |           |                                |
| 58B | Turm                  | Der Wachturm wurde offenbar im Jahre 1894 von Mitgliedern der Society of Antiquities of Newcastle entdeckt, seine genaue Position wurde jedoch damals nicht schriftlich dokumentiert. Vermutlich befand er sich nordöstlich der Flur Chapel Field. |           |                                |

### Abschnitt 59
| ON  | Name/Ort               | Beschreibung/Zustand | Abbildung | Lage                            |
| --- | ---------------------- | --- | --------- | ------------------------------- |
| 59  | Meilenkastell Old Wall | Das Meilenkastell stand auf einer Weide, 450 Meter östlich von Old Wall, auf halbem Weg nach Chapel Field, Gemeinde Irthington. Die Ortschaft befindet sich nördlich des Flughafens von Carlisle. Die Überreste des Meilenkastells sind nur auf Luftaufnahmen sichtbar. Sein Bautyp ist unbekannt. Die Befestigung wurde angeblich 1894 von einem Mann namens Hodgson entdeckt. Bei Ausgrabungen kamen die steinernen Fundamente aus mit Kalkmörtel verbundenen Bruchsteinen und römisch-britische Töpferware zum Vorschein. Eine 1981 durchgeführte geophysikalische Untersuchung zeigte, dass nur noch Reste der Südwand vorhanden waren, die Seitenwände waren durch landwirtschaftliche Tätigkeit und Steinraub komplett verschwunden. Etwa 150 Meter südlich der Befestigung wurde am Wall eine Bauinschrift der Cohors IV Lingonum gefunden. Westlich des Kastells wurde in den Fundamenten des Walls 1813 ein Meilenstein aus der Zeit des Diokletian entdeckt (305-306). Ein ebenfalls in der Nähe des Meilenkastells aufgefundener Weihealtar war dem Gott Mars Cocidius gewidmet und von einem Zenturio der Cohors I Batavorum, der ersten Bataverkohorte, gestiftet worden. |           | 54° 56′ 51,7″ N, 2° 48′ 17,5″ W |
| 59A | Turm                   | Nicht untersucht. Seine ungefähre Position konnte nur geschätzt werden (ausgehend von Messpunkten an benachbarten Befestigungen). Wahrscheinlich stand er östlich des Weilers von Old Wall. 1981 fanden dort geophysikalische Untersuchung statt, der Wachturm konnte jedoch nicht lokalisiert werden. |           |                                 |
| 59B | Turm                   | Nicht untersucht, Standort unbekannt. Seine ungefähre Position konnte nur geschätzt werden (ausgehend von Messpunkten an benachbarten Befestigungen). Nur wenige der Wachtürme zwischen MK 59 und 72 konnten vor 1961 gefunden und identifiziert werden. |           |                                 |

### Abschnitt 60
| ON  | Name/Ort                  | Beschreibung/Zustand | Abbildung | Lage                            |
| --- | ------------------------- | --- | --------- | ------------------------------- |
| 60  | Meilenkastell High Strand | Nicht untersucht, die Position des Meilenkastells ist unsicher und sichtbare Überreste sind nicht vorhanden. Henry MacLauchlan vermutete es nahe der Ortschaft Irthington, etwa 450 Meter nordöstlich der Bleatarn Farm, Flur High Strand, auf halbem Weg nach Oldwall, ca. 60 Meter westlich vom Ende eines Feldweges, der entlang des Wallgrabens verläuft. Im Jahre 1851 kam an dieser Stelle beim Pflügen ein Altar des Mars Cocidius zum Vorschein. Er war von Soldaten der Legio VI gestiftet worden. |           | 54° 56′ 40,2″ N, 2° 49′ 33,1″ W |
| 60A | Turm                      | Nicht untersucht, Position unbekannt. |           |                                 |
| 60B | Turm                      | Nicht untersucht, Position unbekannt. |           |                                 |

### Abschnitt 61
| ON  | Name/Ort               | Beschreibung/Zustand | Abbildung | Lage                           |
| --- | ---------------------- | --- | --------- | ------------------------------ |
| 61  | Meilenkastell Wallhead | Die Lage des Meilenkastells ist unbekannt, oberirdisch sind keine Reste vorhanden. Es wird angenommen, dass es sich östlich der Wallhead Farm, Ortschaft Stanwix Rural befand. 1981 wurde dort eine geophysikalische Untersuchung durchgeführt. Ca. 400 m südlich wurden 1949 die Reste zwei übereinander liegender römischer Marschlager beobachtet. |           | 54° 56′ 22,7″ N, 2° 51′ 3,2″ W |
| 61A | Turm                   | Nicht untersucht, seine Position ist unbekannt. |           |                                |
| 61B | Turm                   | Nicht untersucht, seine Position ist unbekannt. |           |                                |

### Abschnitt 62
| ON  | Name/Ort                 | Beschreibung/Zustand | Abbildung | Lage                           |
| --- | ------------------------ | --- | --------- | ------------------------------ |
| 62  | Meilenkastell Walby East | Das Meilenkastell konnte durch eine geophysikalischen Untersuchung zwischen 1980/1981 lokalisiert werden. 1999 fanden dort Sondierungsgrabungen statt. Das Kastell war durch Steinraub stark zerstört worden. Erkennbar waren nur noch Reste des Nordtores und eines Gebäudes unbestimmter Funktion. Es zählte zum Langachsentyp und maß (intern) 16,5 × 24 Meter. Unter den Resten des Steinkastells fand man auch Spuren der ursprünglichen Holz-Torf-Befestigung. |           | 54° 56′ 9,6″ N, 2° 52′ 14,9″ W |
| 62A | Turm                     | Nicht untersucht, seine Position konnte bislang nicht exakt bestimmt werden. |           |                                |
| 62B | Turm                     | Nicht untersucht, seine Position konnte bislang nicht exakt bestimmt werden. |           |                                |

### Abschnitt 63
| ON  | Name/Ort                 | Beschreibung/Zustand | Abbildung | Lage                            |
| --- | ------------------------ | --- | --------- | ------------------------------- |
| 63  | Meilenkastell Walby West | Das Meilenkastell befand sich etwa 800 Meter südwestlich des Weilers Walby, Ortschaft Stanwix Rural. Sichtbare Überreste sind nicht vorhanden. 1980 wurde nahe der Stelle wo schon Henry MacLauchlan das Meilenkastell vermutet hatte, eine geophysikalische Untersuchung durchgeführt. Bei einer Nachuntersuchung im Jahr 2000 stellte sich jedoch heraus, dass es sich bei den Bodenanomalien in Wahrheit um einen Abschnitt des Hadrianswalls handelte. Das Meilenkastell liegt wohl noch etwas weiter südlich der untersuchten Stelle, direkt unter dem Hadrianswallwanderweg. |           | 54° 55′ 44,6″ N, 2° 53′ 18,9″ W |
| 63A | Turm                     | Nicht untersucht, die genaue Lage des Turms ist nicht bekannt. |           |                                 |
| 63B | Turm                     | Nicht untersucht, die genaue Lage des Turms ist nicht bekannt. |           |                                 |

### Abschnitt 64
| ON  | Name/Ort                | Beschreibung/Zustand | Abbildung | Lage                          |
| --- | ----------------------- | --- | --------- | ----------------------------- |
| 64  | Meilenkastell Drawdykes | Das Meilenkastell wurde im Jahr 1962 von P. F. Fane-Gladwin ausgegraben. Es handelte sich um ein Kastell des Kurzachsentyps, Abmessungen intern: 17,8 m × 14,6 m. Die Wände waren durch Steinraub fast vollkommen zerstört. Das Nordtor war 3 m breit und wurde noch in der Antike wieder zugemauert. In der Mitte der Befestigung verlief eine 5 m breite gepflasterte Straße, die die beiden Tore miteinander verband. In weiterer Folge konnte an der Westseite des Meilenkastells ein Fragment eines römischen Meilensteins (Inschrift „MP“) geborgen werden. Er befindet sich in der Sammlung des Carlisle Museums. |           | 54° 55′ 12″ N, 2° 54′ 35,7″ W |
| 64A | Turm                    | Nicht untersucht, die genaue Lage des Wachturms ist unbekannt. |           |                               |
| 64B | Turm                    | Nicht untersucht, die genaue Lage des Wachturms ist unbekannt. |           |                               |

### Abschnitt 65
| ON  | Name/Ort              | Beschreibung/Zustand | Abbildung | Lage                            |
| --- | --------------------- | --- | --------- | ------------------------------- |
| 65  | Meilenkastell Tarraby | Das Meilenkastell stand auf einem nach Westen abfallenden Hang, ca. 180 Meter südwestlich von Tarraby, einem Stadtviertel von Carlisle. Sichtbare Überreste sind nicht vorhanden. 1976 wurde an der Südwestecke des Meilenkastells eine Sondierungsgrabung und im Anschluss daran eine geophysikalische Untersuchung durchgeführt. Dabei konnten Überreste der Fundamente beobachtet werden. Die geophysikalische Untersuchung zeigte, dass der interne Bereich mit einer Kopfsteinpflasterung versehen war. Wahrscheinlich zählte die Befestigung zum Kurzachsentyp. In seiner Nähe wurden im 19. Jahrhundert (zwischen 1840 und 1850) angeblich ein römischer Altar und ein Schwert gefunden. Südlich des Meilenkastells, parallel zur B6264, kann man in einem kurzen Abschnitt noch Spuren des Walls (eine 10 Meter breite und 0,5 Meter tiefe Bodensenke) erkennen. |           | 54° 54′ 45,4″ N, 2° 55′ 26,8″ W |
| 65A | Turm                  | Nicht untersucht, der Wachturm stand vermutlich etwa 250 Meter östlich von Beech Grove. |           |                                 |
| 65B | Turm                  | Der Wachturm befand sich auf dem Areal des Kastells Stanwix (Uxelodunum/Petrianis). Wahrscheinlich wurde er beim Bau des Steinlagers abgetragen. Bei den Ausgrabungen im Jahr 1975 durch Charles Daniels konnten nur die Reste eines Mauerkerns beobachtet werden. Es ist auch nicht bekannt, ob der Wachturm vor oder nach dem Abbruch des Torf-Erde-Walls erbaut wurde. Wenn er zugleich mit dem Erdwall erbaut worden war hätte er wohl die standardmäßige Breite von 6 Meter gehabt, dieselbe wie der Erdwall.\| |           |                                 |

### Abschnitt 66
| ON  | Name/Ort                   | Beschreibung/Zustand | Abbildung | Lage                           |
| --- | -------------------------- | --- | --------- | ------------------------------ |
| 66  | Meilenkastell Stanwix Bank | Das Meilenkastell lag südlich des Wallkastells Stanwix, am Nordufer des Eden nahe Carlisle. Sein Areal wird heute als Cricketplatz genutzt. Die Römer hatten an dieser Stelle auch eine Brücke über den Eden und den Caldew geschlagen. Am Südufer befanden sich ein weiteres Kastell und die befestigte Stadt Luguvalium. Die Überreste der Brücke wurden im 16. Jahrhundert von William Camden entdeckt. Bei Ausbaggerungsarbeiten im Flussbett konnten 1951 fast hundert ihrer Steine geborgen werden. Die meisten wurden im Bitts Park abgelegt und können dort besichtigt werden. Das Meilenkastell wurde 1772 von Thomas Pennant bei seiner Reise nach Schottland etwas näher in Augenschein genommen. Er beschreibt die damals noch sichtbaren Überreste als „...leichte Bodenerhebungen um einen kleinen Platz…“ Seine Besatzung sollte dort wohl einen Passweg sichern. Heute ist vom Meilenkastell nichts mehr zu sehen. |           | 54° 54′ 7,7″ N, 2° 56′ 28,8″ W |
| 66A | Turm                       | Nicht untersucht, der Turm konnte nicht exakt lokalisiert werden. |           |                                |
| 66B | Turm                       | Nicht untersucht, der Turm konnte nicht exakt lokalisiert werden. |           |                                |

### Abschnitt 67
| ON  | Name/Ort               | Beschreibung/Zustand | Abbildung | Lage                          |
| --- | ---------------------- | --- | --------- | ----------------------------- |
| 67  | Meilenkastell Stainton | Die Lage des Meilenkastells wurde durch Entfernungsmessungen von benachbarten Meilenkastellen aus ermittelt. Im Jahr 1861 wurden an dieser Stelle, am südlichen Ende des Eisenbahnviadukts über den Eden, einige römische Münzen geborgen. Bei einer Nachuntersuchung konnten jedoch keine Überreste oder andere Beweise für seine Existenz gefunden werden. |           | 54° 53′ 55,7″ N, 2° 57′ 55″ W |
| 67A | Turm                   | Nicht untersucht, Lage unbekannt. |           |                               |
| 67B | Turm                   | Nicht untersucht, Lage unbekannt. |           |                               |

### Abschnitt 68
| ON  | Name/Ort                  | Beschreibung/Zustand | Abbildung | Lage                            |
| --- | ------------------------- | --- | --------- | ------------------------------- |
| 68  | Meilenkastell Boomby Gill | Die Lage des Meilenkastells konnte nur durch Entfernungsmessungen zu benachbarten Befestigungen des Hadrianswalls ermittelt werden. Bislang wurden jedoch keine Überreste des Kastells entdeckt. 1969 führten Mitarbeiter des English Heritage eine erste Feldbegehung durch. Reste des Meilenkastells konnten dabei nicht gefunden werden. 1972 untersuchten Mitarbeiter des English Heritage dort einen alten Sondierungsgraben, wahrscheinlich wurde er angelegt, um die Nordwestecke des Meilenkastells aufzudecken, diese Bemühungen blieben jedoch ohne ersichtlichen Erfolg. Im Graben gab es viele lose Steine, einige davon sehr groß. 1990 führte man im Rahmen des Hadrianswall-Projekts noch einmal eine Feldbegehung durch. Sichtbare Reste konnten nicht beobachtet werden, auch von dem Sondierungsgraben war keine Spur mehr vorhandenen. |           | 54° 54′ 15,3″ N, 2° 58′ 15,1″ W |
| 68A | Turm                      | Nicht untersucht, auch die Lage des Wachturms ist nicht genau bekannt. |           |                                 |
| 68B | Turm                      | Nicht untersucht, auch die Lage des Wachturms ist nicht genau bekannt. |           |                                 |

### Abschnitt 69
| ON  | Name/Ort                      | Beschreibung/Zustand | Abbildung | Lage                            |
| --- | ----------------------------- | --- | --------- | ------------------------------- |
| 69  | Meilenkastell Sourmilk Bridge | Das Meilenkastell befand sich vermutlich in der Nähe von Beaumont, im Ortsteil Grinsdale. Seine genaue Lage ist nicht bekannt. Es stand wohl irgendwo zwischen der Sourmilk Bridge (Ostseite) und der Park Farm westlich von Grinsdale. 1858 fand man in der Nähe der Brücke eine größere Menge Steine. Eine Karte von 1746 zeigte, dass auf dem Ostufer in dieser Zeit eine Mühle gestanden hatte, die später abgerissen wurde. Wahrscheinlich stammten auch die Steine von dort. |           | 54° 54′ 49,3″ N, 2° 59′ 27,2″ W |
| 69A | Turm                          | Nicht untersucht, Lage nicht genau bekannt. Der Wachturm lag wohl zwischen der Sourmilk Brücke und dem Abschnitt, wo die Holme Lane direkt am Hadrianswall entlangläuft. |           |                                 |
| 69B | Turm                          | Nicht untersucht, Lage nicht genau bekannt. Der Wachturm befindet sich wahrscheinlich direkt unter der St.-Andrews-Kirche in der Ortschaft Kirkandrews-on-Eden. |           |                                 |

### Abschnitt 70
| ON  | Name/Ort               | Beschreibung/Zustand | Abbildung | Lage                           |
| --- | ---------------------- | --- | --------- | ------------------------------ |
| 70  | Meilenkastell Braelees | Das Meilenkastell befand sich zwischen den Dörfern Kirkandrews-on-Eden und Beaumont im Norden von Cowen Bank am Fluss Eden. Seine genaue Lage konnte bislang noch nicht festgestellt werden. Die von anderen Befestigungen des Walls aus gemessene Position befindet sich 300 Meter nördlich von Braelees Richtung Monkhill Beck. Eine dort durchgeführte geophysikalische Untersuchung im Jahr 2000 brachte keine verwertbaren Ergebnisse. Wahrscheinlich wurde das Meilenkastell durch jahrhundertelangen Steinraub vollkommen zerstört. Reste des Hadrianswalls wurden bei einer Ausgrabung ganz in der Nähe entdeckt. Südlich davon wurden angeblich eine größere Anzahl von behauenen Steinquadern von einem Gärtner entdeckt, der sie für seinen Steingarten verwendete. Nördlich sind auf beiden Seiten des Monkhills Beck noch bis zu zwei Meter tiefe Reste des Wallgrabens zu sehen. Sie wurden im Laufe der Zeit zum Bestandteil eines Feldweges. Im Südwesten ist ebenfalls noch ein 110 m langer Abschnitt des vallum zu sehen. 1820 stieß man im Flussbett des Eden auf ein Fragment einer römischen Bauinschrift. Es wurde später in eine Hausmauer in Beaumont eingefügt. Laut Text wurden die Bauarbeiten an diesem Wallabschnitt von der fünften Kohorte der Legio XX Valeria Victrix aus Chesters (Deva) ausgeführt. 1934 wurde in Beaumont ein Landhaus abgerissen. Dabei stieß man in den Fundamenten auf einen römischen Altar, der dem obersten Reichsgott Iupiter und dem Genius einer Numeruseinheit gewidmet war. Deren Angehörige, Aurelian Moors, Valerianus und Gallienus hatten den Altar gestiftet. Ein Jahr später fand ein Gärtner in Braeless noch eine römische Münze. |           | 54° 55′ 16,8″ N, 3° 0′ 47,7″ W |
| 70A | Turm                   | Nicht untersucht, sichtbare Spuren sind nicht vorhanden. Es wird angenommen, dass sich der Wachturm an einem Punkt des Walls befand, wo er seine Richtung änderte, evtl. unter dem Areal der Motte des mittelalterlichen Schlosses in Beaumont. Bei einer 1928 durchgeführten Sondierungsgrabung auf dem Kirchhof der Beaumontchurch, westlich des Schlosses, wurden Überreste des Hadrianswalls aufgedeckt. Dort wäre auch der ausgemessene Standort dieses Turms. Sowohl Collingwood Bruce als auch MacLauchlan nahmen an, dass eine Anzahl römischer Steine auf dem Kirchhof auf eine Turmstruktur hindeuten. |           | 54° 55′ 26,7″ N, 3° 1′ 7,6″ W  |
| 70B | Turm                   | Nicht untersucht, Lage nicht genau bekannt. Der Wachturm stand wahrscheinlich 540 Meter westlich der St.-Mary’s-Kirche, am Südrand der Milldikes Lane. 1858 berichtete Henry MacLauchlan von einer auffälligen Bodenverfärbung am Ufer eines Teichs in der Nähe dieser Position. Diese markante Stelle war 1961 noch zu sehen. |           | 54° 55′ 26,7″ N, 3° 1′ 38,5″ W |

### Abschnitt 71
| ON  | Name/Ort               | Beschreibung/Zustand | Abbildung | Lage                          |
| --- | ---------------------- | --- | --------- | ----------------------------- |
| 71  | Meilenkastell Wormanby | Das Meilenkastell befand sich südöstlich vom westlichen Ende der Milldikes Lane, zwischen den Ortschaften Burgh-by-Sands und Beaumont. Sichtbare Überreste sind nicht vorhanden. Es wurde 1960 von S. H. Bartle lokalisiert und teilweise ausgegraben. Bei den Grabungen konnten die Überreste des aus Sandstein bestehenden Süd-, des Westwalls (ca. 2,98 m) und einer Straße im Kastell beobachtet werden. Die Ostmauer lag am Rand eines Felds und konnte nicht ergraben werden. Als Beifunde wurden zwei Schabwerkzeuge aus Feuerstein geborgen. In der Nähe der Fundamente kamen bei einer Sondierungsgrabung Fragmente von römischer Keramik zum Vorschein. Im Jahr 2000 wurden im Rahmen des Hadrianswall-Projekts fünf Sondierungsgräben angelegt. Nahe dem Meilenkastell war auch ein Abschnitt des Hadrianswalls in der Höhe von zwei Steinlagen erhalten. In weiterer Folge konnten in den unteren Schichten auch Spuren des Torfwalls nachgewiesen werden. Strukturen von Innengebäuden konnten nicht gefunden werden, möglicherweise befanden sie sich an der Ostseite des Kleinkastells. |           | 54° 55′ 23,3″ N, 3° 2′ 3,7″ W |
| 71A | Turm                   | Der Wachturm lag westlich der Fußgängerbrücke über den Greathill Beck, östlich von Burgh-by-Sands. Sichtbare Überreste sind nicht vorhanden. Bis in die 1960er Jahre waren angeblich im Bachbeet nahe der Brücke noch Steinblöcke, Ziegel und ein Säulenfragment zu sehen. |           |                               |
| 71B | Turm                   | Nicht untersucht, seine Position ist unklar. Man nimmt an, dass der Wachturm auf dem Areal des Wallkastells Burgh-by-Sands (Aballava) stand, nahe dem Sandwath Fjord, wahrscheinlich beim heutigen Friedhof oder am Osttor des Kastell II. |           |                               |

### Abschnitt 72
| ON  | Name/Ort                 | Beschreibung/Zustand | Abbildung | Lage                           |
| --- | ------------------------ | --- | --------- | ------------------------------ |
| 72  | Meilenkastell Fauld Farm | Das Meilenkastell befand sich bei der Ortschaft Burgh-by-Sands, direkt am Zufahrtsweg zur Fauld Farm. Es lag etwa 400 Meter westlich des Wallkastells Aballava. Sichtbare Reste sind nicht mehr vorhanden. Erste Berichte über die Befestigung stammen von John Horsley. Es wurde im Jahre 1960 von S. H. Bartle lokalisiert und teilweise ausgegraben. Zwischen 1977 und 1989 erfolgten weitere Grabungen. Dabei wurden speziell die Wälle im Norden, Westen und Osten und das Nordtor untersucht. Das Steinkastell überlagerte ursprünglich aus Rasensoden und Holz errichtete Strukturen. Wahrscheinlich wurde der Vorgängerbau in der zweiten Hälfte des 2. Jahrhunderts durch das Steinkastell ersetzt. In dieser Zeit wurde auch der Torfwall von der Steinmauer abgelöst. Es zählte zum Langachsentyp und war 24,3 Meter lang und 19 Meter breit. Die Wälle waren 2,2 Meter breit. Die Südseite konnte nicht ergraben werden. In seiner Bauart ähnelte es stark dem MK 79. Die meisten der dort geborgenen Keramikfragmente stammen aus dem 2. Jahrhundert, der Rest konnte nicht zugeordnet werden. |           | 54° 55′ 20,3″ N, 3° 3′ 21,7″ W |
| 72A | Turm                     | Nicht näher untersucht, seine Lage wurde von einem Messpunkt am benachbarten Meilenkastell aus bestimmt. Am Endpunkt der Linie, am westlichen Ortsrand von Burgh-by-Sands (Ortsteil West End), kamen 1986 zwar Keramikfunde aus hadrianischer Zeit zum Vorschein, Überreste des Turms konnten jedoch nicht gefunden werden. |           |                                |
| 72B | Turm Rindle Hill         | Der Wachturm wurde im Jahre 1948 lokalisiert. Die Turmstelle befand sich 19 Meter von der östlichsten Hecke des Feldes (Katasternummer 1004), nördlich von Rindle House. Sie wurde im gleichen Jahr von Frank Simpson geophysikalisch untersucht und teilweise ausgegraben. Dabei zeigte sich, dass es sich um eines der frühen Holz-Exemplare handelte. Der Torfwall befand sich 1,2 Meter nördlich der Linie der späteren Steinwand und saß auf einer rund 5 Meter breiten Bruchsteinfundamentierung auf. Sichtbare Reste sind nicht mehr vorhanden. |           |                                |

### Abschnitt 73
| ON  | Name/Ort                 | Beschreibung/Zustand | Abbildung | Lage                           |
| --- | ------------------------ | --- | --------- | ------------------------------ |
| 73  | Meilenkastell Dykesfield | Das Meilenkastell befand sich ca. 1,6 km westlich von Burgh-by-Sands, 496 Meter westlich des Wachturms 72B. John Horsley berichtete von außergewöhnlich vielen Steinen am Kastellstandort. Sichtbare Überreste sind nicht mehr vorhanden. Es wurde 1948 lokalisiert und teilweise ergraben. Seine internen Abmessungen betrugen 19,2 Meter (von Nord nach Süd) und 18,7 Meter (von Ost nach West). Die Wälle waren 2 Meter breit. Im Zuge einer geophysikalischen Untersuchung konnte auch der äußere Umfang ermittelt werden, 24,75 Meter (von Nord nach Süd) und 26 Meter (von Ost nach West). Es dürfte zum Langachsentyp III oder IV gehört haben. Im Innenbereich waren auch Spuren einer Straße und von drei, durch Räume unterteilten Gebäuden an der Ost- und Westwand vorhanden. |           | 54° 55′ 27,4″ N, 3° 4′ 42,7″ W |
| 73A | Turm                     | Der genaue Standort des Wachturms konnte nicht ermittelt worden. Vermutlich stand er im Sumpfgebiet der Burgh Marsh, wo aber bislang keine Mauerstrukturen gesichtet werden konnten. |           |                                |
| 73B | Turm                     | Der genaue Standort des Wachturms konnte ebenfalls nicht ermittelt worden. Vermutlich stand auch er im Sumpfgebiet der Burgh Marsh. |           |                                |

### Abschnitt 74
| ON  | Name/Ort                  | Beschreibung/Zustand | Abbildung | Lage                          |
| --- | ------------------------- | --- | --------- | ----------------------------- |
| 74  | Meilenkastell Burgh Marsh | Nicht untersucht, sichtbare Überreste sind keine vorhanden. Das Meilenkastell stand wahrscheinlich in der Nähe der Straße von Burgh-by-Sands nach Drumburgh. Seine mutmaßliche Position konnte nur von Messpunkten an benachbarten Befestigungen aus bestimmt werden und befindet sich in den Feuchtwiesen der Burgh Marsh, wo jedoch bislang keine Überreste des Hadrianswalls zum Vorschein kamen. |           | 54° 55′ 35,7″ N, 3° 6′ 1,6″ W |
| 74A | Turm                      | Nicht untersucht, Position unklar (Burgh Marsh), sichtbare Überreste sind nicht vorhanden. |           |                               |
| 74B | Turm                      | Nicht untersucht, Position unklar (Burgh Marsh), sichtbare Überreste sind nicht vorhanden. |           |                               |

### Abschnitt 75
| ON  | Name/Ort             | Beschreibung/Zustand | Abbildung | Lage                           |
| --- | -------------------- | --- | --------- | ------------------------------ |
| 75  | Meilenkastell Easton | Das Meilenkastell konnte bislang nicht untersucht werden. Sichtbare Überreste sind nicht vorhanden, seine Position ist unklar. Es wird angenommen, dass es in der Nähe der Straße, die von Burgh by Sands nach Drumburgh führt, stand. Seine ungefähre Position konnte nur anhand von Messpunkten, ausgehend von benachbarten Wallstrukturen, bestimmt werden. Das Areal des Kastells liegt in den Feuchtwiesen der Burgh Marsh. Dort sind bislang aber keine Überreste des Hadrianswalls zutage getreten. |           | 54° 55′ 38,2″ N, 3° 7′ 23,1″ W |
| 75A | Turm                 | Nicht untersucht, Position unklar (Burgh Marsh), sichtbare Überreste sind nicht vorhanden. |           |                                |
| 75B | Turm                 | Nicht untersucht, Position unklar (Burgh Marsh), sichtbare Überreste sind nicht vorhanden. |           |                                |

### Abschnitt 76
| ON  | Name/Ort                | Beschreibung/Zustand | Abbildung | Lage                           |
| --- | ----------------------- | --- | --------- | ------------------------------ |
| 76  | Meilenkastell Drumburgh | Das Meilenkastell lag am östlichen Ortsrand von Drumburgh, vermutlich etwa 200 Meter östlich des Wallkastells Concavata, am Hang oberhalb einer aufgelassenen Eisenbahnlinie. Die genaue Lage konnte bislang archäologisch nicht bestätigt werden. Am vermuteten Standort ist zwar eine leichte, unregelmäßige Bodenerhebung erkennbar, ob es sich dabei tatsächlich um die Überreste des Meilenkastells handelt ist unklar. Etwa 100 Meter in Richtung Osten sollen 1962 in den Sümpfen der Burgh Marsh noch Mauerreste des Hadrianswalls sichtbar gewesen sein. |           | 54° 55′ 41,3″ N, 3° 8′ 44,1″ W |
| 76A | Turm Drumburgh School   | Der Wachturm konnte im Jahr 1948 von Simpson, Hodgson und Richmond unmittelbar östlich des südlichen Gartentores des Schulhauses von Drumburgh lokalisiert werden. Sichtbare Überreste sind nicht vorhanden. |           |                                |
| 76B | Turm                    | Nicht untersucht, der Wachturm konnte bislang nicht lokalisiert werden. Vermutlich stand er etwas östlich von Glasson, 90 Meter südlich einer ehemaligen Bahnlinie, die dort den Hadrianswall kreuzt. |           |                                |

### Abschnitt 77
| ON  | Name/Ort                 | Beschreibung/Zustand | Abbildung | Lage                        |
| --- | ------------------------ | --- | --------- | --------------------------- |
| 77  | Meilenkastell Raven Bank | Das Meilenkastell lag wahrscheinlich im Nordosten der Ortschaft Glasson, etwa 50 Meter südlich der Kreuzung der Straße von Glasson mit der nach Bowness-on-Solway und Carlisle. Seine genaue Lage ist nicht bekannt. In dem in Frage kommenden Gebiet wurde 1973 von Dorothy Charlesworth eine Grabung durchgeführt, sie erbrachte aber keine verwertbaren Ergebnisse. Nur Reste des Wallgrabens haben sich südwestlich des Meilenkastells erhalten. |           | 54° 56′ 7″ N, 3° 9′ 42,2″ W |
| 77A | Turm Lowton House        | Nicht untersucht, da sein Standort nicht genau bekannt ist. Vermutlich stand er ungefähr 140 Meter südöstlich des Lowtown House. |           |                             |
| 77B | Turm Westfield House     | Nicht untersucht, sein Standort ist ebenfalls nicht genau bekannt. Vermutlich liegen seine Überreste direkt unter Westfield House oder seinem Hof. |           |                             |

### Abschnitt 78
| ON  | Name/Ort               | Beschreibung/Zustand | Abbildung | Lage                            |
| --- | ---------------------- | --- | --------- | ------------------------------- |
| 78  | Meilenkastell Kirkland | Das Meilenkastell liegt auf halbem Weg zwischen Glasson und dem Hafen von Carlisle, in einem Feld nordwestlich der Zufahrtsstraße zum Cottage and Glendale Holiday Wohnwagenpark. Sichtbare Überreste sind nicht vorhanden. Das Meilenkastell wurde 1938 entdeckt und teilweise ausgegraben. Die Westmauer war ca. 2,8 Meter breit. Erhalten war nur eine Steinreihe ihrer Innenseitenverblendung, der Rest war durch Steinraub zerstört. Im Jahr 2000 wurde es erneut im Rahmen des Milecastles Projekts von Mitarbeitern des English Heritage untersucht. Dabei wurde der Umfassungsgraben im Westen, Süden und Osten freigelegt. Das Meilenkastell war 19,2 m breit (von Ost nach West) und 20,7 m lang (von Nord nach Süd). Die Fundamente der Mauern waren 2,5 Meter breit. In der südwestlichen Ecke wurden Spuren einer Brandstelle beobachtet, möglicherweise einst Standort eines Herds oder eines Backofens. Überreste der früheren Holz-Torf-Befestigung blieben nicht erhalten. Der Hadrianswall war dort 2,35 m breit. Der Wallgraben (vallum) ist in diesem Bereich noch als eine 0,8 m tiefe Bodensenkung zu erkennen. |           | 54° 56′ 27,9″ N, 3° 10′ 45,4″ W |
| 78A | Turm Kirkland Farm     | Der Wachturm stand 20 m nordwestlich der Kirkland Farm, am Südrand einer Straße, die nach Port Carlisle führt. Er wurde im 18. Jahrhundert von John Horsley entdeckt. Die Turmstelle wurde im Rahmen einer Ausgrabung im Jahr 1948 untersucht. Überreste sind nicht mehr vorhanden. |           |                                 |
| 78B | Turm                   | Der Wachturm konnte nicht exakt lokalisiert werden. Nahe seiner, durch Vermessungen von benachbarten Befestigungen des Walls bestimmten Position, erhob sich einst ein kleiner Erdhügel oder Tumulus, angeblich stand auf ihm ein mittelalterliches Steinkreuz, Fishers Cross Mound. J. C. Bruce berichtete vom Fund römischer Münzen am Hügel. Vom Wachturm, vom Erdhügel und vom Steinkreuz ist nichts mehr erhalten geblieben. |           |                                 |

### Abschnitt 79
| ON  | Name/Ort                   | Beschreibung/Zustand | Abbildung | Lage                            |
| --- | -------------------------- | --- | --------- | ------------------------------- |
| 79  | Meilenkastell Solway House | Mehrphasige Anlage, das frühe Holz-Torf Kastell wurde später wieder abgetragen und in Stein neu errichtet. Das Meilenkastell liegt 350 Meter westlich der Field View Lane bzw. von Port Carlisle. Die Stelle wird durch eine leichte Bodenerhebung markiert, ansonsten sind keine sichtbaren Reste an der Oberfläche erhalten geblieben. Der Antiquar William Hutton führte im Jahre 1801 an diesem Abschnitt des Hadrianswalls eine Feldbegehung durch. Der Abschnitt um das Meilenkastell war die einzige Stelle westlich von Carlisle, wo er sichtbare Überreste des Walls vorfand. Hutton beschreibt sie wie folgt: „...fünf- oder sechshundert yards lang, und drei Fuß hoch … an zwei Stellen ist er sechs Fuß hoch, acht breit und drei dick; aber ohne Steinverblendung..“. Hutton begegnete dabei auch einem Bauern, der damit prahlte, dass er schon große Teile der Mauer zerstört hatte. Er konnte ihm jedoch das Versprechen abringen, die verbliebenen Teile des Walls zu schonen. John Kenneth Sinclair St. Joseph fertigte 1949 Luftaufnahmen des Areals an. Die ersten Ausgrabungen wurden im selben Jahr von Richmond und Gillam durchgeführt. Da das Areal dort nicht landwirtschaftlich genutzt wurde, war das Meilenkastell noch relativ gut erhalten. Die ursprüngliche Holz-Torf-Befestigung maß (intern) 14,9 Meter von Ost nach West und 12,5 Meter von Nord nach Süd. Die Küstenmarschen rund um das Kastell waren wohl ständig von Überflutungen bedroht. Dies würde erklären, warum es auf einer 1,5 Meter hohen künstlich aufgeschütteten Plattform errichtet wurde. Es wurde im späten 2. Jahrhundert durch das etwas größere steinerne Meilenkastell (intern: 17,7 Meter im Quadrat) ersetzt. Die Durchfahrten seiner Tore wurden nachträglich verkleinert. In der östlichen Hälfte konnten Spuren eines Fachwerkgebäudes nachgewiesen werden. |           | 54° 56′ 56,3″ N, 3° 11′ 39,9″ W |
| 79A | Turm                       | Von diesem Wachturm ist nur seine ungefähre Position bekannt. Es wird angenommen, dass er sich etwa 400 Meter westlich des MK 79 befand. Dort ändert der Hadrianswall etwas seine Richtung. Die Überreste des Walls sind an dieser Stelle noch bis in eine Höhe von einem Meter erhalten. |           |                                 |
| 79B | Turm Jeffrey Croft         | Der Wachturm befindet sich etwa 250 Meter südöstlich des Ortsrandes von Bowness-on-Solway, in der Flur Jeffrey Croft. Die Turmstelle ist nur anhand einer sehr geringen Bodenerhebung erkennbar. Im Jahre 1934 wurden seine Süd- und Westwand von Mitgliedern des Cumberland Excavation Committee (Simpson, Richmond, MacIntyre) untersucht. Man wollte damit auch klären, ob sich die Holz-Erde-Mauer bis zum westlichen Ende des Walls bei Bowness erstreckte. Seine Südwand war 1,12 m, die Westwand, 0,96 m breit, letztere konnte auf eine Länge von 4,64 m von der südwestlichen Ecke aus verfolgt werden. Das Fundament bestand aus zwei Schichten Pflastersteine, die mit rotem Lehm verbunden waren. Vom aufgehenden Mauerwerk waren noch drei Steinreihen vorhanden. Offensichtlich handelte es sich um einen freistehenden Steinturm, der nahe dem Torfwall stand. Beweis dafür war der Unterschied in der Breite seiner Süd- und Westmauer. Er ist der westlichste Wachturm des Hadrianswalls, der archäologisch nachgewiesen werden konnte. |           |                                 |

### Abschnitt 80
| ON | Name/Ort              | Beschreibung/Zustand | Abbildung | Lage                            |
| -- | --------------------- | --- | --------- | ------------------------------- |
| 80 | Meilenkastell Bowness | Das Meilenkastell befand sich in der Ortschaft Bowness-on-Solway. Wahrscheinlich stand es auf dem Areal des Wallkastells Maia, welches das westlichste Ende des Hadrianswalls sicherte. Es wurde vermutlich bei seinem Bau vollständig abgetragen oder durch die Erosion der Küste zerstört, da dort keinerlei Spuren mehr festgestellt werden konnten. Man nahm an, dass der Hadrianswall dort endete. Vom 16. bis zum 19. Jahrhundert tauchten jedoch immer wieder Berichte von Augenzeugen auf, dass sich der Wall über Bowness hinaus noch ein Stück weiter in Richtung Westen fortsetzte. Dies wäre das Äquivalent zum Mauerabschluss am Ufer des Tyne, östlich des Wallkastells Segedunum. Diese Angaben konnten von den Archäologen aber bislang nicht bestätigt werden. Wenn der Hadrianswall aber tatsächlich nur bis zum Wallkastell Maia reichte, würden die Befestigungsanlagen westlich davon schon zum Küstenschutz von Cumbria zählen. Das Lager stand auf einer Klippe in der Nähe der Hochwassermarke, dies wäre eine ideale Position für den Endpunkt des Walls. Die Wachtürme zwischen MK 80 des Hadrianswalls und KK 1 wären dann als WT 0A und WT 0B des Küstenschutzes einzuordnen. Man nimmt an, dass der Küstenschutz bei diesem Kastell seinen Anfang nahm. WT 0A könnte z. B. am westlichen Abhang der Bownesser Strandklippe gestanden haben, nahe dem Westtor von Maia. Es gibt allerdings bis dato keinen archäologischen Beweis für die Existenz dieser beiden Türme. |           | 54° 57′ 10,5″ N, 3° 12′ 54,6″ W |

## Limesverlauf an der Westküste von Cumbria
Die Kleinkastellkette in Cumbria, die manchmal auch als „westliche Ausdehnung“ der Hadriansmauer bezeichnet wird, beginnt bei KK Nr. 1 (Bowness on Solway) und endet bei KK Nr. 26 (Flimby), südlich von Maryport. Die ursprünglich wohl 35 km lange Befestigungslinie wurde von den tiefeingeschnittenen Flussmündungen von Wampool und Waver unterbrochen. Sie endete im Norden bei Cadurnock (KK 5) und setzte sich im Süden bei Skinburness (KK 9) weiter fort. Die Nummerierung der Kleinkastelle spart daher vier Abschnitte aus, deren Anzahl sich aus den standardmäßigen Distanzen der KK und WT zueinander ergibt. Archäologisch konnten an dessen Ufern bislang keine Militärbauten nachgewiesen werden. Es ist auch möglich, dass dort niemals Befestigungsanlagen existiert haben. Aber angesichts der Dichte der Befestigungskette an beiden Seiten des Mündungstrichters wäre es überraschend, wenn diese weite Lücke völlig unbewacht gelassen worden wäre, dies besonders angesichts der Nähe zur schottischen und irischen Küste.

### Küstenabschnitt 1
KK = Kleinkastell, WT = Wachturm
| ON | Name/Ort                    | Beschreibung/Zustand | Abbildung | Lage                            |
| -- | --------------------------- | --- | --------- | ------------------------------- |
| 1  | Kleinkastell Biglands House | Das Kleinkastell stand in einem Feld neben der Farm Biglands House, auf einem von Ost nach West verlaufenden, 4,5 Meter hohen Kamm, 60 Meter von der Küste und etwa 1,6 km vom Wallkastell Bowness-on-Solway entfernt. Von hier aus hatte man einen guten Ausblick auf die Halbinsel von Cardurnock, die Solway-Mündung und die Berge von Galloway. Auf 1949 von K. S. St. Joseph gemachten Luftaufnahmen ist eine ca. 50 Meter breite, von Gräben umgebene, quadratische Bodenerhebung zu erkennen. Alles, was noch zu sehen ist, ist eine leichte, grasbewachsene Erhebung an der Südseite, und in geringerem Maße auch an der Westseite. Die Nordseite ist nicht mehr erhalten. Das Kleinkastell wurde 1954 sondiert und 1974–1975 von Archäologen der University of Lancaster (Leitung Elizabeth Tutty) komplett freigelegt. Die Grabung im Jahr 1975 zeigte, dass das Kleinkastell bis zum Ende des 2. Jahrhunderts, wahrscheinlich mit Unterbrechungen, nämlich als die Wallbesatzung an den Antoninuswall verlegt wurden, besetzt war (bis 180?). Die Keramikfunde stammen aus der Zeit des Hadrian. Die Besatzung bestand wohl aus acht bis zehn Mann. Das Kastell hatte eine viel längere und komplexere Baugeschichte, als man es zunächst vermutet hatte. Es handelte sich um eine dreiphasige, rechteckige, von Nord nach Süd orientierte Befestigung vom Typ Langachse, die 40 × 50 Meter maß. Sie bestand aus Holz und Rasensoden auf Sand- und Kieselfundamenten. Phase I datiert vermutlich in die Jahre 125–140, Phase II fiel in die Jahre 155–159 und Phase III entstand gegen Ende des 2. Jahrhunderts. Die Umwehrung war 7–9 m breit und 6,6 m hoch. Das Südtor stand auf sechs Stützpfosten. In Phase III wurde es mit Torfblöcken blockiert. Stattdessen wurde durch die Mauer ein 1,5 m breiter Durchgang gebrochen. Vom Tor führte eine Straße nach Osten. Das Kleinkastell war zusätzlich von einem Spitzgraben 4–4,5 m breit, 1,3–1,5 m tief, umgeben. Die Berme war 6 m breit. Die Infrastruktur bestand aus Kochstellen und einem Kasernengebäude aus Rasensoden und Holz am Nordwall. Die Luftbilder zeigten auch Spuren einer Palisade deren Grundstruktur, wie die Probegraben von 1954 zeigten, aus Ufersand aufgebaut war. In einem Feld östlich des Kleinkastells stieß man auf Spuren von zwei parallel verlaufenden Gräben, ausgerichtet auf die Rückseite des Kastells. Diese könnten Teil einer Markierung einer militärischen Sperrzone entlang der Halbinsel Cardurnock gewesen sein. |           | 54° 56′ 43,9″ N, 3° 14′ 13,6″ W |
| 1A | Turm Bellhouse              | Nicht untersucht, die genaue Position dieses Wachturms ist unsicher. Am vermutlichen Standort (Flur Bellhouse) war eine Bodenerhebung zu erkennen, sie wurde jedoch beim Straßenbau in den 1960er-Jahren planiert. |           |                                 |
| 2A | Turm                        | Nicht untersucht, die genaue Position dieses Wachturms ist nicht bekannt. |           |                                 |

### Küstenabschnitt 2
| ON | Name/Ort     | Beschreibung/Zustand | Abbildung | Lage                            |
| -- | ------------ | --- | --------- | ------------------------------- |
| 2  | Kleinkastell | Die genaue Lage des KK ist unbekannt. Vermutlich stand es nahe der Küste, in der Nähe von Scargavel Point (Bowness-on-Solway). Als Ausgangspunkt zur Bestimmung seiner Position wurden die Koordinaten der benachbarten Befestigungen herangezogen. Das RCHME führte Felduntersuchungen durch, konnte aber dort nichts finden, da die Erosion der Küste im Laufe der Jahrhunderte kontinuierlich vorangeschritten ist. Eventuell befinden sich seine Reste unter den Wirtschaftsgebäuden der North Plaine Farm und den benachbarten Salzwiesen. Die Farm steht auf einem leicht erhöhten Grat mit uneingeschränkter Sicht auf den Solway-Firth. Ein gut geeigneter Standort für ein Kastell oder einen Wachturm. |           | 54° 56′ 28,4″ N, 3° 15′ 15,2″ W |
| 2A | Turm         | Seine Position ist nicht bekannt. Möglicherweise wurde er durch die Küstenerosion restlos abgetragen. |           |                                 |
| 2B | Turm         | Die Turmstelle ist auf Luftbildern deutlich zu erkennen. Sichtbare Überreste sind keine vorhanden. Sie wurden im Jahr 1975 aufgenommen und zeigen den Standort des WT auf einem kleinen Hügel und Spuren eines verschütteten Grabens etwa 7 m davor. Ein Bericht von 1929 spricht von mehreren Wagenladungen Steinen die von einem "Altbau" etwa 400 m südwestlich der Campfield Farm abgeführt wurden. Der in seinem Grundriss quadratische WT wurde im Jahr 1993 von G. Jones ausgegraben, dabei konnte eine Holzbauphase gefolgt von einer Steinbauphase beobachtet werden. |           |                                 |

### Küstenabschnitt 3
| ON | Name/Ort                   | Beschreibung/Zustand | Abbildung | Lage                            |
| -- | -------------------------- | --- | --------- | ------------------------------- |
| 3  | Kleinkastell Pasture House | Das KK befindet sich auf einem Feld der Pasture House Farm in der Ortschaft Bowness-on-Solway entfernt. 1880 wurden auf dem Gelände von J. Robinson einige Terra Sigillatafragmente und handbearbeitete Sandsteinblöcke aufgelesen. 1945 fand man einige Torfblöcke unmittelbar an einem Bach nordöstlich der Farm. Es waren die Überreste einer Torf und Holzkonstruktion. Das KK ist ein seltenes Beispiel einer solchen römischen Befestigung von der noch die Reste der Mauerwerke zu sehen sind. Der Standort des KK ist heute noch anhand einer leichten erhöhten Terrasse zu erkennen die zur Küste hin etwas ansteigt. Im SW fällt sie leicht ab. 1946 wurden von J. K. St. Joseph Luftaufnahmen angefertigt auf denen die Konturen der Befestigung (besonders die Ostmauer und die abgerundete NO-Ecke), zu erkennen sind. |           | 54° 55′ 57,2″ N, 3° 42′ 59,9″ W |
| 3A | Turm                       | Die Position des WT ist ungewiss. Man vermutet, dass er sich an einem Kiesshügel auf einem Feld etwa 400 Meter westlich der Pasture House Farm befindet. Der Abstand von KK 3 zur mutmaßlichen Turmstelle beträgt in einer geraden Linie 988 m. Angeblich war noch lange ein kleiner Rest von einem seiner Mauern zu sehen. Die Sandsteinblöcke wurden später zum Bau einer Latrine zweitverwendet. Es gibt auch keinen Hinweis darauf, welche Form der Grundriss des Turms hatte. |           |                                 |
| 3B | Turm Herd Hill North       | Die heute denkmalgeschützte Turmstelle wurde 1880 erstmals untersucht. Sie ist heute noch anhand einer Bodenerhebung zu erkennen. Bei der Grabung im 19. Jahrhundert durch R. S. Ferguson barg man die Überreste von antiker Töpferware, den Griff einer Amphore, menschliche Knochen und große Mengen von Muschelschalen. Intern verfügte der WT über einen Steinboden. Die Fundamenten bestanden aus vermörtelten Steinblöcken. |           |                                 |

### Küstenabschnitt 4
| ON | Name/Ort               | Beschreibung/Zustand | Abbildung | Lage                            |
| -- | ---------------------- | --- | --------- | ------------------------------- |
| 4  | Kleinkastell Herd Hill | Das KK befindet sich am seeseitigen Rand, 91 m südöstlich einer kleinen Anhöhe, dem Herd Hill, bei Bowness, nördlich des Weilers Cardurnock. Von hier aus hatte man einen guten Ausblick auf die Küste. 1880 untersuchte R. S. Ferguson den WT am Herd Hill und das Areal um den Hügel, konnte aber nichts dzbgl. feststellen. 1945 fanden F. G. Simpson und K. S. Hodgson dort Reste einer Torfbefestigung. Oberirdisch ist heute vom KK nichts mehr zu sehen, erst durch eine geophysikalische Untersuchung im Jahr 1994 war es möglich, die Nordseite und NW-Ecke des Kastells zu identifizieren. |           | 54° 55′ 34,9″ N, 3° 17′ 21,3″ W |
| 4A | Turm                   | Nicht untersucht, die Position des WT ist nicht exakt bekannt. Laut Aussagen der lokalen Bevölkerung wird vermutet, dass er in der Nähe einer großen Esche auf einer Erhebung mit gutem Ausblick auf die Küste, ein Sandrücken zwischen Herd Hill und Cardurnock, etwa sieben Feldstreifen (gezählt ab dem Herd Hill) entfernt, stand. |           |                                 |
| 4B | Turm Cardurnock        | Der WT befindet sich auf einem Kieshügel westlich von Cardurnock. Er wurde von F. G. Simpson und K. S. Hodgson anhand verstreuter Steine erkannt bzw. lokalisiert und 1977 von G. D. B. Jones untersucht. Drei Seiten werden durch Gräben markiert, die westliche Seite ist vollständig erodiert. Heute sind keine Überreste mehr erkennbar. Vermutlich durchlief der Turm drei Bauphasen. Phase I bestand aus einer aus Erde aufgeworfenen Aussichtsplattform die von einer Palisade umgeben war. In Phase II wurde eine zweite Palisade auf der Rückseite hinzugefügt die die Erdplattform durchschnitt. Hinter den Palisaden konnten Spuren eines Patrouillenwegs beobachtet werden. In Phase III wurde die HT-Wehranlage durch ein Steingebäude ersetzt. Der WT wurde direkt über den versandeten Graben erbaut. Sein Fundament bestand aus einer 3 m dicken Schicht aus Lehm auf großen Kieselsteinen die mit Fragmenten römischer Ziegel durchsetzt war. |           |                                 |

### Küstenabschnitt 5
| ON | Name/Ort                | Beschreibung/Zustand | Abbildung | Lage                        |
| -- | ----------------------- | --- | --------- | --------------------------- |
| 5  | Kleinkastell Cardurnock | Das KK befand sich auf einem Sandrücken in der Flur Castlesteads, 405 Meter südlich von Cardurnock, Gemeinde Bowness. Der Standort liegt auf einem stillgelegten Militärflugplatz der heute als Weide genutzt wird. Es wurde von 1943 bis 1944 von F. G. Simpson und K. S. Hodgson (vor seiner völligen Zerstörung im Jahre 1944) ausgegraben. Dabei konnten insgesamt drei Bauperioden voneinander unterschieden werden. Oberirdisch ist heute nichts mehr zu sehen. Auf Luftaufnahmen von 2006 ist nur noch die nördliche Umwehrung des KK zu erkennen. Phase I: Die Mauern aus 7,6 m breiten Rasensoden umgaben ein Areal von 39 × 30 m. Das Kastell war zusätzlich von einem 5,4 m breiten und 1,98 m tiefen Graben umgeben. Das Tor war ca. 1 m breit und befand sich am westlichen Ende der Nordseite. Ein 4,2 m im Quadrat messender Holzturm stand an der SW-Ecke. Im Inneren fanden sich Spuren von zwei weiteren Holzgebäuden. Phase II: Die Befestigung wurde auf 32 × 22,8 m verkleinert. Die südliche und westliche Mauer wurde beibehalten. Im Norden und Osten wurde eine neue, 5,7 m breite Rasensodenmauer, durchbrochen von einem etwas breiteren Nordtor, hochgezogen. An der Süd- und Westseite wurde zusätzlich eine vorgelagerte Palisade errichtet. Phase III: Die Befestigungsmauern im Süden, Westen und Norden wurden ausgebessert. Im Inneren wurde ein Steingebäude an der Rückseite des Westwalls, etwas nördlich vom Zentrum des Kastells, hochgezogen. Hier befand sich auch eine Plattform zur Aufstellung eines Pfeilschleudergeschützes. Münzen oder Inschriften konnten bei den Ausgrabungen nicht gefunden werden. Dafür kam im Fundament der Phase I reichlich grob ausgeführte Keramik aus der Zeit des Hadrian (wahrscheinlich ab 128) zum Vorschein. Phase II fällt in antoninische Zeit, als die Römer zwischen 139 und 197 einen Teil von Schottland besetzten. Ob das Kastell auch während des 3. Jahrhunderts mit römischen Soldaten belegt war, ist unbekannt. Das Erneuern der Mauern, und der Fund zahlreicher Keramikscherben aus dem 4. Jahrhundert weisen auf eine Wiederbesetzung des Kastells in dieser Zeitperiode hin. Dies könnte zwischen 297 und 343 erfolgt sein. Das KK stand wohl bis 369 in Verwendung. Eine römische Straße die im Südwesten des KK vorbeiführte, wurde 1992–1993 ausgegraben. Das Areal wurde auch nach dem Ende der römischen Besatzung genutzt. Möglicherweise war der Standort auch im Mittelalter besetzt. In elisabethanischer Zeit wurde die Kastellruine als Ausguck zum Schutz vor Piratenüberfällen genutzt. An der Nordwestecke stießen die Archäologen auf eine Grube die wohl Viehhirten als Unterschlupf diente. Darin fand sich eine Glasscherbe aus dem späten 16. oder frühen 17. Jahrhundert. |           | 54° 54′ 48″ N, 3° 17′ 44″ W |
| 5A | Turm                    | Nicht untersucht, Position unbekannt. Die Küste wird im Süden durch die Moricambe Bay unterbrochen. Das nächste bekannte KK ist Nr. 9. Man nimmt an, dass die KK 6, 7 und 8 durch die erosionsbedingte Verbreiterung der Moricambe Bay zerstört wurden. Es gibt daher auch keine archäologischen Beweise dafür, dass hier je Kastelle oder Wachtürme gestanden haben. |           |                             |
| 5B | Turm                    | Nicht untersucht, Position unbekannt. |           |                             |

Die archäologisch nicht nachweisbaren Abschnitte 5 – 8 befanden sich an den Mündungen des Wampool und des Weaver.

### Küstenabschnitt 9
| ON | Name/Ort                 | Beschreibung/Zustand | Abbildung | Lage                            |
| -- | ------------------------ | --- | --------- | ------------------------------- |
| 9  | Kleinkastell Skinburness | Das KK befand sich auf einem Feld nordöstlich von Skinburness (Gemeinde Silloth). Sichtbare Überreste sind keine mehr vorhanden. Es lag auf einem Kamm eines Kiesrückens der sich von Ost nach West entlang einer Spalte erstreckt. Dieser Standort bietet eine hervorragende Aussicht auf das Land ringsum, vor allem in den Norden über die Mündung der Moricambe Bay bis zum KK 5. Die Befestigung wurde zuerst 1949, auf von K. S. St. Joseph gemachten Luftaufnahmen erkannt. Es maß 65 × 61 Meter (Außenlinie). Im SW und SO konnten Spuren eines umlaufenden Grabens beobachtet werden. In der Umgebung des KK waren auch verschiedene Gruben, Gräben und im inneren des Kastells eine Bodenverfärbung (sog. Makula) zu erkennen. Vielleicht Spuren von Steinraub. Im Südwesten gibt es zwei etwa parallel verlaufende Gräben, von denen einer eine gekrümmte Ecke umläuft. Diese gehörten wohl zu temporären Marschlagern. An der Küste wurde im Sommer des Jahres 1866 ein römischer Altar, geweiht den Matronen, gefunden. Er befindet sich heute im Britischen Museum in London. J. C. Bruce berichtete, dass die Fundamente aus Ton und Rollsteinen bestanden. R. L. Bellhouse fand 1954 hier römerzeitliche Keramik und in den Gräben Muschelschalen. |           | 54° 53′ 32,4″ N, 3° 21′ 31,7″ W |
| 9A | Turm                     | Nicht untersucht, seine ungefähre Position konnte nur durch Entfernungsmessungen, ausgehend von den benachbarten römischen Festungen, bestimmt werden. Die fragliche Stelle ist heute überbaut. |           |                                 |
| 9B | Turm                     | Nicht untersucht, seine wahrscheinliche Position konnte ebenfalls nur durch Entfernungsmessungen, ausgehend von den benachbarten römischen Festungen, bestimmt werden. Auch der Landbesitzer konnte keine Reste eines Turmes wahrnehmen. Die in Frage kommende Stelle ist seit 1992 von einem Parkhaus überbaut. |           |                                 |

### Küstenabschnitt 10
| ON  | Name/Ort               | Beschreibung/Zustand | Abbildung | Lage                           |
| --- | ---------------------- | --- | --------- | ------------------------------ |
| 10  | Kleinkastell East Cote | Nicht untersucht, die Positionsbestimmung ist unpräzise. Über die Konstruktionsdetails des KK ist sehr wenig bekannt. Wahrscheinlich wurden seine Überreste durch die seit Jahrhunderten stetig vorangeschrittene Erosion der Küste und beim Bau des Silloth-Piers (1855) zerstört. 1949 wurde der Standort nahe der East Cote Farm von J.K. St. Joseph besucht. 1955 führten Mitarbeiter des English Heritage eine Feldbegehung durch. Dabei wurden eine leichte Bodenerhebung, ca. 0,2 m hoch, und Spuren einer abgerundeten Ecke festgestellt. 1991 legte man einige Sondierungsgräben an. Dabei konnten aber nur Sandablagerungen, entstanden durch natürliche Dünenbildung, getrennt durch eine Kiesschicht, die sich wohl bei einer Überschwemmung gebildet hatte, vorgefunden werden. 1992 wurde das Areal überbaut. Auch während der Bauarbeiten konnten keine Reste des KK beobachtet werden. |           | 54° 53′ 1,7″ N, 3° 22′ 30,1″ W |
| 10A | Turm                   | Nicht untersucht bzw. lokalisiert, seine ungefähre Position konnte nur durch Entfernungsmessungen, ausgehend von den benachbarten römischen Festungen, ermittelt werden. Auch waren keine Hinweise auf Mauerstrukturen vorhanden. Die fragliche Stelle (neben dem Skinburness Drive) ist heute überbaut. |           |                                |
| 10B | Turm                   | Bei einer Feldbegehung durch Mitarbeiter des English Heritage im Jahr 1993 wurde festgestellt, dass das in Frage kommende Areal heute unter Privatgärten liegt. Sichtbare Überreste waren keine vorhanden. |           |                                |

### Küstenabschnitt 11
| ON  | Name/Ort     | Beschreibung/Zustand | Abbildung | Lage                           |
| --- | ------------ | --- | --------- | ------------------------------ |
| 11  | Kleinkastell | Das KK wurde nie lokalisiert, sichtbare Überreste sind keine vorhanden. Vermutlich befand es sich am nördlichen Ende der Ortschaft Silloth, in der Nähe einer ehemaligen Schule (jetzt das Solway Coast Discovery Centre). Der mutmaßliche Standort wird durch eine ca. 2 Meter tiefe Senke markiert, die offenbar in der Vergangenheit noch etwas tiefer gewesen ist; Archäologen haben die Stelle bisher noch nicht untersucht. Seine ungefähre Position konnte von Messpunkten an den anderen Kleinkastellen entlang der Küste von Cumbria berechnet werden. Etwa 200 Meter nordöstlich des KK 11 fand man die Reste eines 250 Meter langen Abschnitts der Küstenbefestigung. Auf Luftaufnahmen waren deutlich die Umrisse von zwei parallel zur Küste verlaufenden Gräben zu erkennen. Sondierungsgrabungen zeigten, dass es sich um die Fundamentgräben des Palisadenzauns handelte. Hinter den Palisaden fand man Spuren einer Straße. In einiger Entfernung fand man auf drei Seiten die Reste einer Art Einfriedung die vielleicht zu einem einstigen, ungefähr 50 × 50 m großen römischen Lager gehörte. Diese Interpretation der Befunde wurde jedoch von einigen anderen Archäologen abgelehnt. 500 Meter östlich des KK wurde zwischen 1974 und 1977 einige Gebäude einer römischen Siedlung aus dem 3. Jahrhundert ausgegraben. |           | 54° 52′ 18,5″ N, 3° 23′ 9,1″ W |
| 11A | Turm         | Der WT wurde bislang nicht untersucht. Die Turmstelle befindet sich heute unter der Station Road in Silloth; sichtbare Überreste sind keine mehr vorhanden. |           |                                |
| 11B | Turm         | Der WT wurde bislang nicht untersucht. Die Turmstelle liegt heute auf dem Areal des Bitterlees Golfplatzes. Der mutmaßliche Standort befindet sich in einer von Nord nach Süd verlaufenden Mulde, römerzeitliche Strukturen konnten dort aber bislang nicht nachgewiesen werden. |           |                                |

### Küstenabschnitt 12
| ON  | Name/Ort                 | Beschreibung/Zustand | Abbildung | Lage                          |
| --- | ------------------------ | --- | --------- | ----------------------------- |
| 12  | Kleinkastell Blitterlees | Das KK liegt in der Nähe des Weilers Blitterlees, Gemeinde Holme Low, südwestlich von Silloth. Heute ist oberirdisch nichts mehr zu sehen. Ein Teil der Holz-Torf-Befestigung wurde im Laufe der Zeit durch Erosion und Steinbrucharbeiten zerstört. Das übrige Areal ist von dichter Vegetation bedeckt. Es konnte im Jänner 1963 lokalisiert und 1967 untersucht werden. Man schätzt, dass sein Torfwall mindestens 1,8 Meter hoch war. Ein dort geborgener stark korrodierter Nagel und ein Topfhenkel dürften aus der Zeit zwischen 270 und 340 stammen. 700 Meter östlich des Kastells, bei der "Greenrow School", wurde im Jahr 1841 ein römischer Hortfund entdeckt der 30 Münzen aus der Zeit des Kaisers Vespasian enthielt. |           | 54° 51′ 35″ N, 3° 23′ 49,1″ W |
| 12A | Turm                     | Der WT konnte Anfang des Jahres 1963 auf einer Anhöhe nahe dem Golfplatz von Bitterlees lokalisiert werden. Er wurde im Jahr 1966 von R. L. Bellhouse ausgegraben. Dabei wurde festgestellt, dass er 6 × 6 Meter im Quadrat maß. Die Mauern bestanden aus Sandstein. Nach späteren Reparaturmaßnahmen verringerte sich seine Größe auf 6 × 4,5 Meter. Die dort geborgenen Keramikfragmente stammten aus der Zeit vor 140. |           |                               |
| 12B | Turm                     | Der WT wurde 1955 von J.A. Inglis am Hang einer Düne, am südlichen Rand des Golfplatzes entdeckt und im Jahre 1956 von R. L. Bellhouse untersucht. Überreste sind keine mehr sichtbar. Die recht schmalen Mauern des Turms bestanden aus offensichtlich wiederverwendeten Sandsteinblöcken (interne Abmessung 2,4 × 2,4 Meter) die wohl von einem Vorgängerbau stammten. Bei den Grabungen fanden sich in weiterer Folge auch Spuren von fünf Feuerstellen und Keramikscherben von Kochtöpfen. Einer von ihnen war mit Bleinieten ausgebessert worden. |           |                               |

### Küstenabschnitt 13
| ON  | Name/Ort     | Beschreibung/Zustand | Abbildung | Lage                            |
| --- | ------------ | --- | --------- | ------------------------------- |
| 13  | Kleinkastell | Die genaue Lage des KK ist unbekannt, sichtbare Überreste sind keine vorhanden. Es stand am Küstenabschnitt zwischen den Ortsteilen Blitterlees und Beckfoot, Gemeinde Holme Low. Seine ungefähre Position konnte aus der Entfernung zu den anderen römischen KK's ermittelt werden. Bei Sondierungsgrabungen im Jahr 1954 (Bellhouse) konnten dort aber keine Spuren der Befestigung beobachtet werden. Auch Befragungen in der Bevölkerung über evtl. Beobachtungen erbrachten keine zusätzlichen Erkenntnisse. Bei einer 1994 durchgeführten geophysikalischen Untersuchung konnte ein mutmaßlicher Wehrgraben und drei parallel verlaufende Linien im Erdboden festgestellt werden. Möglicherweise die Fundamentgräben der Küstenpalisade. |           | 54° 50′ 47,9″ N, 3° 24′ 13,2″ W |
| 13A | Turm         | Die Turmstelle war zuerst auf 1948 angefertigten Luftaufnahmen der RAF sichtbar. Der WT konnte bei Ausgrabungen im Jahre 1954 von R. L. Bellhouse auf einem 13 m hohen Grat mit guten Ausblick auf die Küste und das Umland im Norden und Süden lokalisiert werden. Die aus Sandstein bestehenden Fundamente des Turms maßen – intern – 3,75 Meter im Quadrat. An den Sandsteinblöcken konnten noch deutlich Meißelspuren erkannt werden. Als Beifunde kamen Tonscherben und eine Münze des Hadrian ans Tageslicht. Wahrscheinlich entstand der Turm auch in seiner Regierungszeit. Die Turmstelle ist heute von Ost nach West durch einen Uferdamm überlagert. |           |                                 |
| 13B | Turm         | Der WT befand sich in einem Feld auf einer Anhöhe und wurde im Jahre 1880, auf einem 13 Meter hohen Grat mit ausgezeichneter Rundumsicht, lokalisiert und freigelegt. Die Turmstelle liegt 1,6 km nordöstlich von Beckfoot, ca. 800 m westlich von Wolsty Castle und konnte 1972 durch Nachgrabungen von R. L. Belhouse bestätigt werden. Spuren der Ausgrabungen sind heute noch zu sehen. Im Jahr 2006 wurden Luftaufnahmen des Areals angefertigt. Seine Fundamente waren auf die Haupthimmelsrichtungen ausgerichtet und maßen außen 6 Meter im Quadrat bzw. 3,75 Meter im Innenbereich. Der Eingang befand sich vermutlich im Südosten. Zusätzlich konnten dort noch einige Tonscherben gefunden wurden. Bei den Ausgrabungen im 19. Jahrhundert konnten in etwa 400 m Entfernung auch Spuren eines durchschnittlich 2 × 1 m großen, gepflasterten Abschnittes des Postenweges zwischen WT 13A und 13B beobachtet werden. |           |                                 |

### Küstenabschnitt 14
| ON  | Name/Ort     | Beschreibung/Zustand | Abbildung | Lage                           |
| --- | ------------ | --- | --------- | ------------------------------ |
| 14  | Kleinkastell | Das KK konnte bislang nicht exakt lokalisiert werden. Sichtbare Überreste sind keine mehr vorhanden. Vermutlich liegt es unter dem nördlichen Ende von Beckfoot, einem Ortsteil der Gemeinde Holme St. Cuthbert. 500 Meter südwestlich stand das Küstenkastell Bibra, das vom 2. bis ins 4. Jahrhundert besetzt war. Seine mutmaßliche Position konnte von Messpunkten an den benachbarten römischen Befestigungen ermittelt werden. Demnach stand es auf einem niedrigen Geländegrat der parallel zur Küstenstraße B5300 verläuft, etwa 40 Meter östlich von ihr. Heute befinden sich dort ein Bungalow und ein Wohnwagen. In den Dünen der Umgebung fand man römische Keramik. Möglicherweise ersetzte Bibra das KK. |           | 54° 50′ 6,9″ N, 3° 24′ 40,7″ W |
| 14A | Turm         | Nicht untersucht, sein Standort ist nicht genau bekannt. Seine mutmaßliche Position konnte nur von Messpunkten an den benachbarten römischen Befestigungen ermittelt werden. Vermutlich stand er auf einem kleinen Hügel direkt an der Küste. H. Duff fand dort einige Scherben römisch-britischer Keramik (sog. Castorware). |           |                                |
| 14B | Turm         | Nicht untersucht, sein Standort ist nicht genau bekannt. Seine mutmaßliche Position konnte ebenfalls nur von Messpunkten an den benachbarten römischen Befestigungen ermittelt werden. Entweder wurde er durch Bodenerosion zerstört oder beim Bau des Kastell Bibra abgetragen. |           |                                |

### Küstenabschnitt 15
| ON  | Name/Ort       | Beschreibung/Zustand | Abbildung | Lage                            |
| --- | -------------- | --- | --------- | ------------------------------- |
| 15  | Kleinkastell   | Überreste sind heute keine mehr zu sehen. Es wurde durch die jahrhundertelange Erosion der Küste vollkommen zerstört. Das KK befand sich auf einer Düne zwischen den Ortsteilen Beckfoot und Mawbray, Gemeinde Holme-St. Cuthbert, etwa 350 Meter südwestlich des Kastells Bibra. Auf dem Areal wurde 1954 von R. L. Bellhouse im Bereich der mutmaßlichen Ostecke der Mauer eine Sondierungsgrabung vorgenommen. Zum rückwärtigen Tor führte eine Straße mit Kiesbelag. Die Holz-Torf-Mauer war wahrscheinlich mehrphasig. Bei einer Nachuntersuchung im Jahre 1980 waren auch die letzten Reste des KK verschwunden. In der Nähe des Kastellstandortes stieß man auf römische Grablegungen aus dem 3. Jahrhundert. Eine Brandgrab befand sich direkt neben dem KK. Auf dem Gräberfeld wurden die Toten des Kastells Bibra und des umliegenden Vicus bestattet. |           | 54° 49′ 21,1″ N, 3° 25′ 23,9″ W |
| 15A | Turm Bank Mill | Der zweiphasige WT stand auf einer hohen Düne etwa 75 Meter vom Meer entfernt. Bei den Ausgrabungen von 1954 konnte R. L. Bellhouse die aus noch in einer Höhe von zwei Sandsteinreihen, 0,9 m breit, erhaltene Ostwand des quadratischen, 6 × 6 Meter großen Gebäudes freigelegt werden. An den anderen Seiten blieben nur die Lehm- und Bruchsteinfundamente erhalten, jede ca. 1,2 m breit. Bei einer nachfolgenden Ausgrabung wurde - 1957- an der nordöstlichen Ecke des Turms die 0,99 Meter breite Türschwelle freigelegt. Sie dürfte einmal erneuert worden sein. Im Inneren wurden zwei Feuerstellen an der Ost- und Westmauer und einige Keramikfragmente aus hadrianischer Zeit (117–138 n. Chr.) gefunden. Im Außenbereich fanden sich Spuren eines Kiesweges. Eine Schuttschicht über den Überresten des Turms deutet auf eine absichtliche Zerstörung noch in römischer Zeit, nach einer nur kurzen Belegungszeit hin. Sichtbare Überreste sind keine mehr vorhanden, da die Ausgrabungsstelle später wieder zugeschüttet und begrünt wurde. |           |                                 |
| 15B | Turm           | 1969 wurde versucht, die Position des WT von Messpunkten an den angrenzenden Turm und des KK aus zu ermitteln. Seine Reste konnten jedoch bis heute nicht gefunden worden, da das in Frage kommende Areal von hohen Sanddünen bedeckt ist. |           |                                 |

### Küstenabschnitt 16
| ON  | Name/Ort             | Beschreibung/Zustand | Abbildung | Lage                            |
| --- | -------------------- | --- | --------- | ------------------------------- |
| 16  | Kleinkastell         | Das KK befindet sich an der Küste westlich von Mawbray, Gemeinde Holme-St. Cuthbert, auf einem aufgelassenen Steinbruch. Die Befestigung ist heute teilweise unter Sanddünen begraben und im Laufe der Zeit durch Winderosion und Steinabbau schwer beschädigt worden. Nur von der hinteren östlichen Umfassungsmauer waren noch Reste zu sehen. Bei einer Untersuchung durch R. L. Bellhouse konnten zwei Pfostengruben, 0,6 m im Durchmesser und 2,7 m voneinander entfernt, vermutlich die Stützen eines Torturms und Spuren eines gewölbten Schotterstraßeunterbaus, 1,8 m breit (vermutlich führte sie durch das Tor an der Landseite) beobachtet werden. Heute ist oberirdisch nichts mehr vom Kastell zu erkennen. |           | 54° 48′ 34,8″ N, 3° 25′ 41,6″ W |
| 16A | Turm                 | WT 16A wurde 1937 von F. G. Simpson und I. A. Richmond ausgegraben, die Beifunde datieren ins 2. und 3. Jahrhundert. Drei große bearbeitete Sandsteinblöcke, die in der Nähe der Turmstelle lagen könnten aus seiner Mauersubstanz stammen. |           |                                 |
| 16B | Turm Mawpray Sandpit | Die Turmstelle befindet sich an einer Sanddüne, südöstlich einer stillgelegten Kiesgrube. Von diesem WT wurden im November 1954 von R. L. Bellhouse die Grundfesten seiner West- und eine Hälfte der Nordwand ausgegraben. Die Grundfesten bestanden aus Rollsteinen die Mauern aus Sandstein. Vom WT ist heute noch die äußere Steinverblendung der Nordwand (ca. 3,3 m lang und 15 cm hoch) zu sehen. Der mehrphasige Turm I stand auf einer Sanddüne. Seine Nordwand war 0,15 m hoch und 3,3 m lang. Die Innenseite wurde mittels Sonden untersucht, die Wandstärke betrug ca. 1,1 Meter. Bei einer weiteren Grabungen durch Richard Bellhouse im Jahr 1954 lokalisierte man auch die Westwand des Turms die noch zwei Steinreihen hoch und ca. 1,2 Meter breit war. An den anderen Seiten waren nur noch die Fundamente erhalten. Der Turm dürfte ursprünglich ca. 3,8 Meter × 6,2 Meter im Quadrat gemessen haben. Die Befunde einer Grabung von 1970 deuteten darauf hin, dass der Turm einmal komplett neu aufgebaut worden war. Eine 1,5 Meter breite, aus Sandstein und Lehm bestehende Mauer von Turm II wurde direkt neben den Fundamenten von Turm I, an seinem Eingang und dem mit Kies bestreuten Zugangsweg lokalisiert. Eine Schuttschicht aus Ton, Sandstein und Kies, die über den Resten der Turmstelle liegt, weist auf seine Zerstörung, noch während der römischen Besatzungszeit hin. In seinem Inneren wurden mehrere Herdstellen zusammen mit Tierknochen und Schalentieren gefunden. Weitere stieß man auf eine Steinplattform (Treppenansatz?) in der Südostecke, drei Speerspitzen, Nägel, Metallfrasgmente, Bronzedraht, den Rest eines Schildbuckels, sowie Keramik- und Glasfragmente. Vom besonderem Interesse waren die Scherben eines größeren Vorratsgefäßes mit Inschrift, das wohl aus Hispanien importiert wurde. Vier Fragmente konnten zusammengefügt werden. Sie trugen folgende Buchstaben: IIS VRI CIIIKYIIPT INSVLSAI. Erste Zeile: "Ich habe Hunger". Die zweite Zeile nennt die Füllkapazität des Gefäßes (9,94 Liter) und die dritte Zeile deklariert den ursprünglichen Inhalt als "ungesalzen". Es scheint, dass mit solchen Gefäßen Nahrungsmittel von Spanien nach Britannien verschifft wurden. Die Beifunde datieren ins 2. und 3. Jahrhundert. Sie befinden sich heute in der Sammlung des Carlisle Museum. |           |                                 |

### Küstenabschnitt 17
| ON  | Name/Ort                   | Beschreibung/Zustand | Abbildung | Lage                            |
| --- | -------------------------- | --- | --------- | ------------------------------- |
| 17  | Kleinkastell Dubmill Point | Das KK befindet sich südwestlich von Mawbray, Gemeinde Holme-St.-Cuthbert. Es konnte in der Nähe des Strandes, an der Westseite des Dubmill Point-Hügels lokalisiert werden. Außer einer leichten Bodenerhebung und Spuren eines Grabens auf der Ost- und Südseite ist dort nichts mehr zu sehen. An der Ostseite steigt das Kastellareal leicht an. Seine Bausubstanz ist im Laufe der Jahrhunderte durch Bodenerosion zum größten Teil verloren gegangen. Sein Areal wurde erstmals auf – im Jahr 1977 von G. B. Jones gemachten – Luftaufnahmen gemacht. Eine erste – begrenzte – Ausgrabung wurde 1983 vorgenommen. Dabei konnten nur einige stark abgenutzte Keramikbruchstücke und Nägel geborgen werden. Eine geophysikalische Untersuchung wurde im Januar 1994 vorgenommen. Hierbei konnte die genaue Position des KK und des Wehrgrabens an drei Seiten bestimmt werden. Am besten erhalten war die Ostseite mit dem Haupteingang, und Teile der Nord- und Südseite. Die Abmessungen der Festung betrugen 46–48 m im Quadrat. Die Berme war mit 6 m außergewöhnlich breit. Durch das Osttor führte eine gepflasterte Straße. Die Ausgräber fanden keine Anzeichen dafür, dass sie einmal repariert oder die Pflasterung erneuert worden war. Innerhalb, 9–10 m nördlich des Osttors, konnte eine weitere quadratische Struktur nachgewiesen werden, vermutlich ein Gebäude unbekannter Funktion aus späterer Zeit. Im Osten des Kastellareals deuteten die Archäologen einige Gräben als die Überreste einer weiteren kleinen Befestigung oder eines Marschlagers. Die Westseite ist heute durch eine Straße überbaut. |           | 54° 47′ 50,1″ N, 3° 26′ 14,2″ W |
| 17A | Turm                       | Die Position dieses WT ist unbekannt. Vermutlich wurde er, zusammen mit den benachbarten drei Türmen (17B, 18A und 18B) und zwei KK (18 und 19), die wohl sehr nahe an der Küste standen, durch die jahrhundertelange Bodenerosion restlos zerstört. Nach Ansicht von R. L. Bellhouse könnte sich 17A auf einem Hügel an der Allonby Bay befunden haben. Allerdings wurden dort niemals Spuren von römischen Mauerstrukturen beobachtet. Auch auf 1948 angefertigten Luftaufnahmen konnte nichts derartiges entdeckt werden. |           |                                 |
| 17B | Turm                       | Die Position des WT ist unbekannt. Wahrscheinlich stand er ebenfalls an der Gezeitenlinie der Allonby Bay, nahe der Ortschaft Allonby. (Bellhouse). |           |                                 |

### Küstenabschnitt 18
Keine Daten.

### Küstenabschnitt 19
Keine Daten.

### Küstenabschnitt 20
| ON  | Name/Ort                             | Beschreibung/Zustand | Abbildung | Lage                         |
| --- | ------------------------------------ | --- | --------- | ---------------------------- |
| 20  | Kleinkastell Low Mire (Heather Bank) | Das KK befand sich direkt am Küstenabschnitt der Gemeinde Oughterside und Allerby. Es stand auf einer von SO nach NW verlaufenden Anhöhe, an einem sanft nach Südosten abfallenden Hang, nördlich der Heather-Bank-Farm. Der Hang fällt an der Seeseite etwas steiler ab. Im NO wird der Hügel durch einen ausgetrockneten Bach abgeschnitten. Seine Überreste sind auch auf Luftaufnahmen zu sehen. Die Befestigung zählte zum Langachsentyp und wurde in den Jahren 1969 und 1980 von R. Bellhouse freigelegt. Die Sondierungsgräben aus dieser Zeit sind heute noch zu sehen. Das Kleinkastell durchlief im zweiten Jahrhundert vermutlich mehrere Bauphasen: I (120), II (160) und III (180). 1969 wurde der Erdwall und das Osttor untersucht. Der Wall war an der West- und Südseite einmal umfangreich ausgebessert worden und umschloss eine Fläche von 14 × 18 Meter (intern). Der Erdwall war 6,6 Meter breit und maß 32 × 30 Meter (Außenmaße). Die beiden Tore waren zentral an der West- und Ostseite platziert. Jedes Tor stand auf sechs Stützpfosten. Das KK wurde durch eine Lagerstraße mit Kiesbelag in zwei gleich große Hälften geteilt. Es fanden sich auch Spuren von Holzböden und eine größere Anzahl von Nägeln die annehmen lassen, dass die internen Gebäude komplett aus Holz bestanden. Die 1980 von R. L. Bellhouse durchgeführten Ausgrabungen konzentrierten sich auf die meerseitige Front des Kleinkastells. Dabei stießen die Archäologen auf das Westtor und einen Ofen in der SO-Ecke und eine Herdstelle in der NW-Ecke in den Überresten eines Holzgebäudes. Die dort aufgefundenen Glas- und Keramikscherben stammen größtenteils aus der Zeit zwischen 117 und 138. In Bauperiode I waren beide Tore noch in Verwendung. In Bauperiode II wurde der Erdwall noch einmal ausgebessert, das Westtor neu errichtet und das Osttor blockiert. In Bauperiode III wurde das KK flächenmäßig etwas verkleinert und das Westtor verengt. Am Ende des 2. Jahrhunderts wurde es von seiner Besatzung verlassen. Es gibt aber Hinweise darauf (Feuerstelle, Keramik), dass es während des vierten Jahrhunderts noch einmal als Stützpunkt für Küstenwächter benutzt wurde. |           | 54° 45′ 23,6″ N, 3° 26′ 9″ W |
| 20A | Turm                                 | Nicht untersucht, die Position ist unklar. Vermutlich stand er auf demselben Hügel wie das KK 20. Eventuell befindet er sich unter den Gebäuden der Blue Dial Farm. Angeblich fand der Grundbesitzer in den 1960er Jahren einige Überreste des WT. |           |                              |
| 20B | Turm Swarty Hill North               | Der WT wurde im Jahre 1962 auf dem nordöstlichen Abhang des Swarty Hill, ca. 6 m von der Klippe entfernt, lokalisiert und teilweise ausgegraben. Seine Grundfesten bestanden aus Sandstein und maßen 6,3 mal 6,6 Meter im Quadrat. An Beifunden konnte nur eine einzelne Scherbe eines Kochgefäßes geborgen werden. |           |                              |

### Küstenabschnitt 21
| ON  | Name/Ort                  | Beschreibung/Zustand | Abbildung | Lage                            |
| --- | ------------------------- | --- | --------- | ------------------------------- |
| 21  | Kleinkastell Swarthy Hill | Das KK entstand wohl gleichzeitig mit dem Hadrianswall. Es befand sich auf einer Küstenklippe, nördlich der Ortschaft Crosscanonby, östlich der Küstenstraße und ist das bislang einzige KK in Cumbria, das vollständig ausgegraben bzw. erforscht wurde. Die Befestigung zählte zum Langachsentyp. Seine Wälle bestanden aus ursprünglich 6 m hohen Holz-Erde-Mauern, die Tore waren zur Gänze aus Holz gefertigt. Eine aus Sand aufgeschüttete und mit Torfziegeln verkleidete Rampe diente als Wehrgang. Die Innenfläche maß 14,5 m × 18 m. Das küstenseitig angelegte, 3 m breite und quadratische Westtor stand auf vier Pfosten. Das Kastell war, außer an der Seeseite, von einem Graben umgeben. Im Osten wurde er von einem Erddamm (als Zugangsweg) unterbrochen. 1968 wurden erstmals auf Landschaftsfotografien, ca. 70 m nordöstlich der bis dahin vermuteten Position des KK, die Umrisse des Wehrgrabens entdeckt. Zwischen 1990 und 1991 wurde es vollständig freigelegt. Die Erdwälle wurden später wieder bis zu einer Höhe von 1 m aufgeschüttet, die Gräben bis zu ihrem Originalprofil neu ausgehoben. Im Innenbereich fanden sich auch die Reste einer Straße, außerhalb des KK verloren sich ihre Spuren. Südwestlich der Lagerstraße fanden sich drei Gebäude; alle wurden auf Steinfundamenten in unterschiedlicher Ausführung errichtet. Die seeseitigen Baracken waren direkt an den Wall angebaut, das Dritte stand völlig frei. Die seeseitigen und das zentral gelegene Gebäude wurden mit Öfen oder einfachen Feuerstellen beheizt. Nordöstlich der Lagerstraße stand ein weiteres, 18 m × 5 m großes Gebäude. Es bestand aus vier Kammern, in denen ebenfalls die Reste von Feuerstellen und Öfen nachgewiesen werden konnten. An Funden sind vor allem schwarzpolierte und Grauwarenkeramik, das Fragment einer Perle, ein Spielbrett und ein Messer erwähnenswert. Ein nicht genau bestimmbares Metallobjekt könnte Teil einer Axt gewesen sein. Die Keramik stammt aus hadrianischer Zeit. |           | 54° 44′ 47,9″ N, 3° 27′ 1,4″ W  |
| 21A | Turm Saltpans             | Der WT befand sich südlich der Kreuzung der B5300 mit der Crosscanonby Road. Seine Überreste wurden vor dem Zweiten Weltkrieg von einem Arbeiter entdeckt, der sie als etwa baugleich mit WT 15A beschrieb. Heute ist oberirdisch nichts mehr zu erkennen. |           | 54° 44′ 23,7″ N, 3° 27′ 37,7″ W |
| 21B | Turm Brownrigg North      | Der WT lag am meerseitigen Abhang des Brown Rigg Hill, insgesamt konnten zwei Brandschichten festgestellt werden. Überreste sind keine mehr sichtbar, die Umrisse des Bauwerkes sind nur auf Luftbildern erkennbar, die 1946 von Piloten der Royal Air Force aufgenommen wurden. Zwischen 1962 und 1966 erforschte R. L. Bellhouse das Turmareal und bestimmte seine Baumerkmale. |           | 54° 44′ 20,1″ N, 3° 27′ 36,8″ W |

### Küstenabschnitt 22
| ON  | Name/Ort                  | Beschreibung/Zustand | Abbildung | Lage                            |
| --- | ------------------------- | --- | --------- | ------------------------------- |
| 22  | Kleinkastell Brownrigg    | Das KK befindet sich in der Gemeinde Crosscanonby. Die Befestigung, eine Torf-/Holzkonstruktion (Innenmaße 20 × 17 Meter), stand am Rand einer Klippe in der Nähe des Golfplatzes von Maryport. Es wurde zwischen 1962 und 1968 von R. L. Bellhouse ausgegraben. Bei den Grabungen von 1962 wurden ein an drei Seiten, hufeisenförmig ausgeschachteter Graben (etwa 1,5 Meter tief) und der Wall freigelegt. Er war an der Basis 9 Meter breit und noch 0,7 Meter hoch erhalten. Der Wehrgang war mit flachen Steinen gepflastert. Die Berme war 2,7 Meter breit. Im Inneren wurden Spuren von Böden und Keramikscherben aus hadrianischer Zeit gefunden. Um 140 war das KK anscheinend aufgegeben und der Graben wieder zugeschüttet worden. Bei den Untersuchungen von 1968 wurde das küstenseitige Tor freigelegt. Es war 1,8 Meter breit. Vom Wall aus hatte man einen guten Blick auf die Küste. Die geschotterte Zugangsstraße verlief entlang der Klippe. |           | 54° 44′ 10,5″ N, 3° 27′ 57,7″ W |
| 22A | Turm Maryport Golf Course | Der WT wurde 1962 von R. L. Bellhouse lokalisiert und sondiert. Er stand auf einer kleinen Anhöhe die parallel zur Küste verläuft, neben der Zufahrtsstraße zum Golfplatz von Maryport. Die Turmstelle ist 485 m vom KK 22 entfernt und heute mit Rasen und Sandsteinen bedeckt. |           |                                 |
| 22B | Turm                      | Der WT konnte bislang nicht gefunden werden. Vermutlich stand er auf einer Weide, 1,5 km von KK 22 entfernt am Fuß eines nach Osten ausgerichteten Hangs (nicht von KK 23 einsehbar). Sichtbare Überreste sind nicht mehr vorhanden. |           |                                 |

### Küstenabschnitt 23
| ON  | Name/Ort               | Beschreibung/Zustand | Abbildung | Lage                           |
| --- | ---------------------- | --- | --------- | ------------------------------ |
| 23  | Kleinkastell Sea Brows | Das KK stand nördlich von Maryport, am Rand des Südosthang einer steilen Klippe etwa 1 km nordöstlich des Küstenkastells Alauna. Heute ist von der Befestigung nichts mehr zu sehen. Die Reste des KK kann man nur auf Luftaufnahmen als schwache Bodenverfärbungen erkennen. Bei einer geophysikalischen Untersuchung im Jahr 1994 entdeckte man an drei Seiten die Spuren eines 4 m breiten Wehrgrabens. Das Kastelltor befand sich im Südosten. Die Westseite des KK war durch Steinbrucharbeiten schon vollkommen verschwunden. Weitere Baumerkmale innerhalb der Festung wurden bei einer weiteren geophysikalischen Untersuchung des Kastells Alauna und seinem Vicus zwischen 2000 und 2004 erkannt. |           | 54° 43′ 40,5″ N, 3° 29′ 6,5″ W |
| 23A | Turm                   | Nicht untersucht, der Standort des Turms ist unsicher, seine Position konnte nur durch Messungen von angrenzenden Befestigungen geschätzt werden. |           |                                |
| 23B | Turm                   | Nicht untersucht, Position unklar. Wahrscheinlich wurde er von Gebäuden des Kastell Alauna überbaut. |           |                                |

### Küstenabschnitt 24
Keine Daten.

### Küstenabschnitt 25
| ON  | Name/Ort                    | Beschreibung/Zustand | Abbildung | Lage                            |
| --- | --------------------------- | --- | --------- | ------------------------------- |
| 25  | Kleinkastell Risehow Bank   | Das KK ist das südlichste an der Küste von Cumbria. Sein Areal liegt heute in einem Industriegebiet im Süden von Maryport. Sichtbare Überreste sind keine mehr vorhanden, da der Bereich in den letzten Jahren ständig weiter ausgebaut wurde. Messungen zufolge müsste sich das KK ca. 2 km südwestlich des Kastell Alauna befunden haben. Bei einer Sondierungsgrabung im Jahr 1969 stieß man nahe der Klippe Risehow Bank auf einen geschotterten Weg, römische Keramik und an zwei Stellen auf Spuren eines Grabens. Weitere Ausgrabungen zwischen 1981 und 1982 führten jedoch zu dem Schluss, dass dort wahrscheinlich ein WT gestanden hat. Das KK muss daher etwas weiter nördlich gelegen haben.                                                           |           | 54° 42′ 16,7″ N, 3° 30′ 28,9″ W |
| 25A | Turm Risehow I (Fothergill) | Der WT stand nahe am Kamm der Risehow-Klippe, etwa 150 m südlich ihrer höchsten Erhebung. Er wurde erstmals 1969 und noch einmal zwischen 1981/1982 von Richard Bellhouse ausgegraben und untersucht. Anfangs vermutete man an dieser Position das KK 26, aber die Grabungen zeigten, dass es sich bei den dort entdeckten Mauerstruktururen in Wahrheit nur um einen Turm handelte. Er mass 6 m im Quadrat, vermutlich extern, da die Messergebnisse von Bellhouse nicht exakt angegeben wurden. Die Fundamente waren 1,40 m breit und 0,38 m tief. Seine Sandsteinmauern waren fast 1 m breit. Der WT war auf einem vorrömischen Grabhügel erbaut worden. Die Keramikfunde stammen aus der Zeit um 120. Im Frühmittelalter wurde die Turmruine als Darre genutzt. |           |                                 |
| 25B | Turm Risehow II             | Die Grundfesten dieses WT wurden im Jahre 1880 im Zuge des Aufbaus eines Koksofens entdeckt. Die Turmstelle liegt heute unter einer wiederbegrünten Abraumhalde einer früheren Kohlenmine. Dieser Turm ist der letzte bekannte des römischen Küstenschutzsystems in Cumbria. Das Gebäude mass 4 Meter im Quadrat (Innenbereich), seine Mauern waren 1 Meter breit. Der Boden bestand aus einer Schicht Stampflehm, auf dem auch römische Keramikscherben gefunden wurden. |           |                                 |

### Küstenabschnitt 26
Keine Daten.